# Impero sasanide
L'Impero sasanide, o sassanide, fu un'entità politica istituita da Ardashir I in seguito alla caduta dell'Impero partico e alla sconfitta dell'ultimo re della dinastia arsacide, Vologase VI.
Governato dalla dinastia sasanide, esso esistette dal 224 al 651 d.C. ed era noto ai suoi abitanti con il nome Ērānshahr (letteralmente "Impero ariano") e Ērān in Medio persiano, mentre come Iranshahr e Iran in Nuovo persiano. Ultimo impero persiano attivo in epoca preislamica, nel corso della sua esistenza riuscì a elevarsi al rango di una delle potenze maggiori in Asia occidentale, meridionale e centrale, insieme con l'Impero romano prima e l'Impero romano d'Oriente poi.
Nel corso del tempo, l'impero giunse a conquistare interamente il territorio degli odierni Iran, Iraq, Afghanistan, Siria orientale, il Caucaso (Armenia, Georgia, Azerbaigian e Daghestan), Asia centrale sudoccidentale, parte della Turchia, alcune regioni costiere della Penisola arabica, la regione del Golfo Persico e alcune regioni del Pakistan occidentale. Secondo la leggenda, la bandiera dell'Impero sasanide era la Derafsh Kaviani.
La parentesi sasanide è considerata una delle più importanti e floride della storia della Persia, in quanto corrispose a un momento di grande splendore per diverse aree di quella regione. Più nel dettaglio, il periodo sasanide coincise con il picco dell'antica civiltà persiana, la cui cultura influenzò considerevolmente anche la civiltà romana nella tarda antichità. Nel basso Medioevo, l'influenza culturale dei Sasanidi si estese anche oltre i confini territoriali dell'impero, raggiungendo persino l'Europa occidentale, l'Africa, la Cina e l'India. È noto che Ctesifonte, capitale dell'entità politica in esame, intrattenne rapporti pacifici con la dinastia Tang in Cina e con l'impero indiano; inoltre, giocò un ruolo fondamentale nella formazione dell'arte medievale sia europea sia asiatica. La cultura persiana gettò infine le basi per molti elementi della cultura islamica, influenzando campi quali l'arte, l'architettura, la musica, la letteratura e la filosofia.

## Origine ed evoluzione del nome
Ufficialmente, l'entità politica in esame era conosciuta come Impero degli Iranici (in medio persiano: ērānšahr; in partico: aryānšahr); il termine è attestato per la prima volta nella Grande iscrizione di Sapore I, dove il re che ne ordinò la costruzione afferma: «Io sono il sovrano dell'Impero degli Iranici» (in medio persiano: ērānšahr xwadāy hēm, in partico: aryānšahr xwadāy ahēm).
In ambito storico e accademico, resta comunque più comune la denominazione "Impero sasanide", che si deve al nome del fondatore della dinastia, ovvero di Sāsān, sacerdote del tempio di Anahita, signore di Ṣṭakhr, governatore del Fārs e padre di Pāpak (o Bābak), al governo su una piccola città della Persia. Alcuni storici si sono riferiti all'Impero sasanide anche come impero neo-persiano, rimarcando il fatto che fu il secondo impero iranico, dopo quello achemenide, sviluppatosi partendo dalla regione di Pars (Persis), mentre altri storici si sono riferiti come terzo impero, in considerazione del fatto che dopo l'Impero achemenide, nella regione vi fu anche il dominio dei Parti, talvolta definito come regno ma altre considerati come fondatori dell'Impero partico.

## Storia
La storia della Persia sasanide incominciò con Ardashir I che, dopo avere deposto l'ultimo arsacide Vologase VI, diventò Shāhanshāh nel 224 e si concluse con Yazdgard III nel 651, quando la conquista araba mise fine all'indipendenza persiana.
Alle porte del III secolo, le province dell'Impero partico costituivano dei regni quasi autonomi dal potere degli Arsacidi e la Persia, su cui regnava Gocir, era uno di questi. Pāpak, signore di Ṣṭakhr la cui condizione era quella di vassallo, approfittando della guerra dinastica scoppiata tra l'arsacide Vologase VI e suo fratello Artabano IV, si ribellò a Gocir e si proclamò re di Persia.
Ardašir proclamò la sua dinastia erede di quella achemenide e operò per annullare le influenze culturali ellenistiche e ristabilire le antiche tradizioni della cultura persiana. Lo zoroastrismo divenne religione di Stato e i Magi, ossia il clero zoroastriano, acquisirono grandi privilegi e potere. Ardašir rivendicò anche la sovranità su tutti i territori degli Achemenidi, comprese Armenia e Mesopotamia, arrivando fatalmente allo scontro con l'Impero romano.

### Origini (205-309)

#### Ardashir I

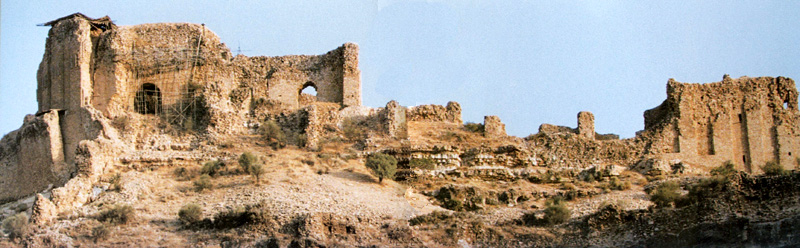
Qalʿe Dokhtar nell'odierna provincia di Fars in Iran, costruito da Ardashir I nel 209, prima di sconfiggere l'Impero dei Parti.

I resoconti che narrano la caduta dei Parti e l'ascesa dei Sasanidi sono discordanti, e i dettagli su questi avvenimenti sono un mistero. L'Impero sasanide fu fondato a Iṣṭakhr da Ardashīr I, un discendente dei sacerdoti della dea Anahita.
Bābak era in origine il sovrano della regione di Kheir, tuttavia, a partire dall'anno 200, riuscì a rovesciare Gocihr e ad autoproclamarsi nuovo re dei Bazrangidi. Sua madre, Rodhagh, era la figlia del governatore provinciale di Persia. Bābak e suo figlio maggiore Sapore riuscirono a espandere la propria potenza su tutta la Persia. Gli avvenimenti successivi non sono chiari, a causa dell'insufficienza delle fonti. È certo tuttavia che, deceduto Babak, il governatore di Darabgerd, Ardashīr, fu coinvolto in una lotta per il potere con suo fratello maggiore Sapore. Le fonti narrano che Sapore, andandosene da un incontro con il fratello, fu ucciso da un tetto di un edificio che crollò su di lui. A partire dal 208, dopo avere giustiziato gli altri fratelli, Ardashīr si proclamò re di Persia.
Una volta diventato shāhanshāh (re), Ardashīr trasferì la sua capitale al sud della Persia, fondando Ardashīr-Khwarrah (in precedenza Gur, l'odierna Firuzabad). La città, ben protetta dalle alte montagne e facilmente difendibile a causa dei passi stretti, divenne il centro dei tentativi di Ardashīr di ottenere maggior potere. La città era circondata da alte mura circolari e al lato settentrionale si trovava un immenso palazzo, i cui resti sopravvivono ancora oggi. Dopo avere consolidato il dominio in Persia Ardashīr I estese rapidamente il suo territorio, pretendendo fedeltà dai principi locali di Fars e ottenendo il controllo delle province confinanti di Kermān, Iṣfahān, Susiana e Mesene. Questa espansione preoccupò Artabano IV, il re dei Parti, che in un primo momento ordinò al governatore del Khuzestān di condurre guerra contro Ardashīr nel 224, ma i primi scontri furono vittoriosi per quest'ultimo. In un secondo tentativo di annientarlo, lo stesso Artabano si scontrò con lo shāhanshāh in battaglia presso Hormozgan, venendone ucciso. Dopodiché Ardashīr I invase le province occidentali dell'Impero dei Parti, sottomettendole e ponendo fine a esso.

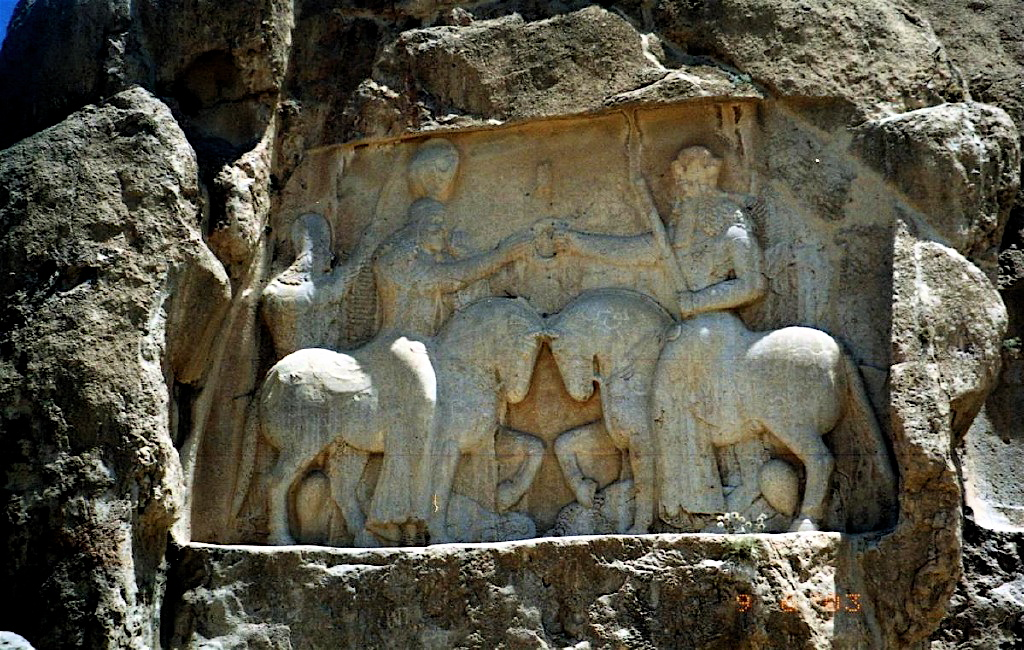
Fregio sasanide a Naqsh-e Rostam (Iran), raffigurante Ardashīr I incoronato da Ahura Mazdā (a destra); la figura in piedi alle sue spalle è probabilmente il successore, suo figlio Sapore I.

I fattori che contribuirono all'ascesa dei Sasanidi furono la lotta dinastica tra Artabano e Vologase VI per il trono dei Parti, che probabilmente permise ad Ardashīr di consolidare la sua autorità nel sud con poca o nessuna interferenza da parte dei Parti; oltre ovviamente alla geografia della provincia di Fars, che la separava dal resto dell'Iran. Incoronato nel 224 a Ctesifonte unico re di Persia, Ardashīr assunse il titolo di shāhanshāh o "Re dei Re" (le iscrizioni menzionano Adur-Anahid come sua "Regina delle Regine", ma la sua relazione con Ardashīr non è certa), portando alla dissoluzione dell'impero dei Parti dopo 400 anni e all'inizio di quattro secoli di dominio sasanide.
Negli anni successivi, nonostante delle rivolte che sconvolsero l'impero, Ardashīr I riuscì a espandere ulteriormente l'Impero a est e a nordovest, conquistando le province del Sistan, Gorgan, Khorasan, Margiana (nel moderno Turkmenistan), Balkh e Corasmia. Aggiunse inoltre il Bahrein e Mosul ai domini sasanidi. Successive iscrizioni sasanidi rivendicano la sottomissione dei Re di Kushan, Tūrān e Makran ad Ardashīr, anche se basata su evidenza numismatica, è più probabile che questi siano stati sottomessi dal figlio di Ardashīr, il futuro Sapore I. In Occidente, assalti contro Hatra, regno d'Armenia e Adiabene ebbero meno successo. Nel 230 penetrò in territorio romano e una controffensiva romana avvenuta due anni dopo non ottenne grandi successi, anche se l'imperatore Alessandro Severo celebrò comunque un trionfo nell'Urbe.

#### Sapore I

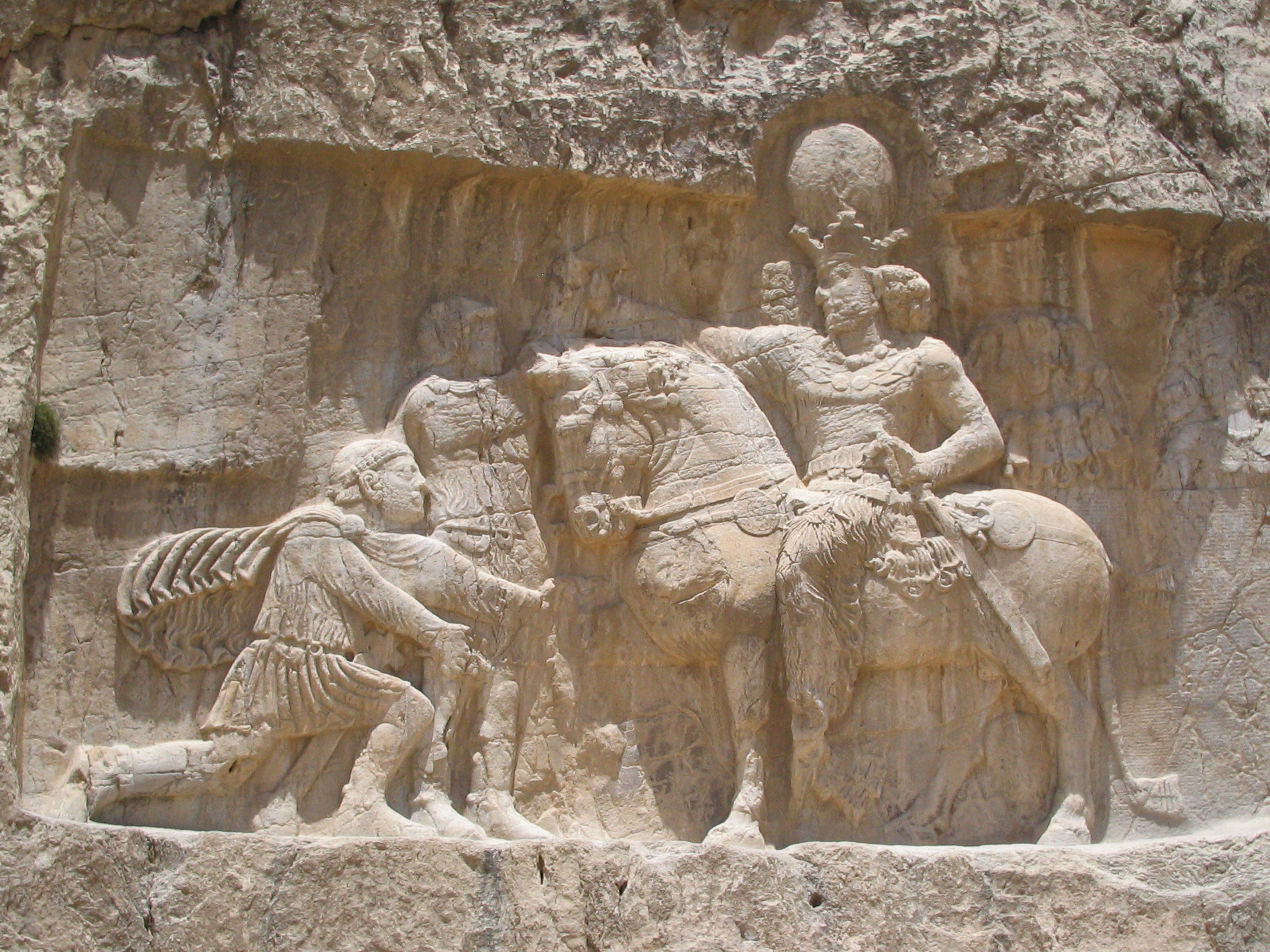
Bassorilievo sasanide a Naqsh-e Rostam raffigurante Sapore I (a cavallo) mentre fa prigioniero l'imperatore romano Valeriano (in piedi) e Filippo l'Arabo (genuflesso).

Il figlio di Ardashīr I, Sapore I, continuò l'espansione dell'impero, conquistando la Battria e la porzione occidentale dell'Impero Kusana, mentre conduceva alcune campagne contro Roma. Invadendo la Mesopotamia romana, Sapore I espugnò Carre e Nisibis, ma nel 243 il generale romano Timesiteo sconfisse i Persiani a Resena e recuperò i territori perduti. L'imperatore Gordiano III (238-244) avanzò successivamente verso l'Eufrate ma fu sconfitto a Mesiche (244), portando all'assassinio di Gordiano, ucciso dalle sue stesse truppe, e alla conclusione di un trattato con Roma vantaggioso per la Persia stretto col nuovo imperatore Filippo l'Arabo, con cui si assicurò dai Romani l'immediato pagamento di 500.000 denarii e ulteriori pagamenti annuali.

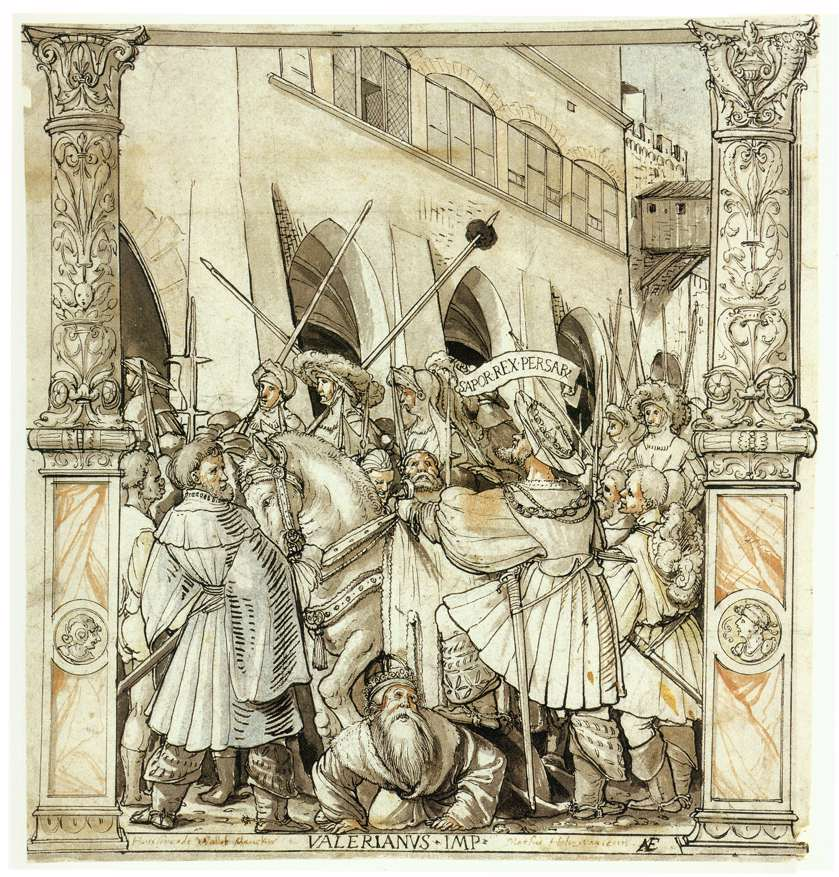
L'umiliazione di Valeriano per opera di Sapore (Hans Holbein il Giovane, 1521, Kunstmuseum Basel).

Sapore riprese presto la guerra, sconfiggendo i Romani a Barbalisso (252), ed espugnando e saccheggiando Antiochia. Le controffensive romane per opera dell'imperatore Valeriano si risolsero in una disfatta quando l'esercito romano fu sconfitto e assediato a Edessa e Valeriano fu catturato da Sapore, rimanendo suo prigioniero per il resto dei suoi giorni. Sapore celebrò il suo trionfo facendo realizzare dei bassorilievi sulla roccia a Naqsh-e Rostam e Bishapur, come anche un'iscrizione monumentale in persiano e greco nei pressi di Persepoli. Invase poi l'Anatolia (260), ma fu costretto al ritiro dopo avere subito delle sconfitte per mano dei Romani e del loro alleato palmireno Odenato, perdendo il suo harem, catturato dai Romani, e tutti i territori romani che aveva occupato.
Sapore promosse il commercio con l'India e l'Arabia e fondò diverse città nei territori spopolati della Persia, dove insediò immigranti dai territori romani, per lo più cristiani perseguitati in patria, ai quali lo scià garantiva la completa tolleranza religiosa. Fu inoltre comprensivo nei confronti dei cristiani, anche se favorì particolarmente il manicheismo, proteggendo Mani (che in cambio gli dedicò uno dei suoi libri, lo Shabuhragan) e inviando all'estero molti missionari manichei. Fece anche amicizia con un rabbino di Babilonia, Samuel. Tale rapporto arrecò dei vantaggi alla comunità ebraica e permise loro un attimo di respiro dopo le leggi oppressive che erano state emanate contro di essi.

#### Da Bahram I a Ormisda II
I successori di Sapore abbandonarono la precedente politica di tolleranza religiosa. Sotto la pressione dei Magi zoroastriani, e influenzato dal grande sacerdote Kartir, Bahram I uccise Mani e perseguitò i suoi seguaci. Bahram II seguì, come suo padre, una politica favorevole ai sacerdoti zoroastriani. Durante il suo regno la capitale sasanide Ctesifonte fu saccheggiata dai Romani sotto l'imperatore Marco Aurelio Caro e la maggior parte dell'Armenia, dopo mezzo secolo di dominio persiano, fu ceduta a Diocleziano.
Succedendo a Bahram III (che regnò brevemente nel 293) Narseh si imbarcò in un'altra guerra con i Romani. Dopo avere ottenuto un primo successo sul Cesare Galerio presso Callinicum nel 296, Narseh fu sconfitto decisamente. Infatti Galerio aveva ricevuto dei rinforzi provenienti dai Balcani, probabilmente nella primavera del 298. Narseh non avanzò dall'Armenia e Mesopotamia, lasciando che fosse Galerio a condurre l'offensiva nel 298 con un attacco alla Mesopotamia orientale tramite l'Armenia. Narseh si ritirò in Armenia per scontrarsi con l'esercito di Galerio in condizioni per lui sfavorevoli: il terreno scosceso armeno era favorevole alla fanteria romana e sfavorevole alla cavalleria sasanide. Galerio vinse due battaglie consecutive contro Narseh.

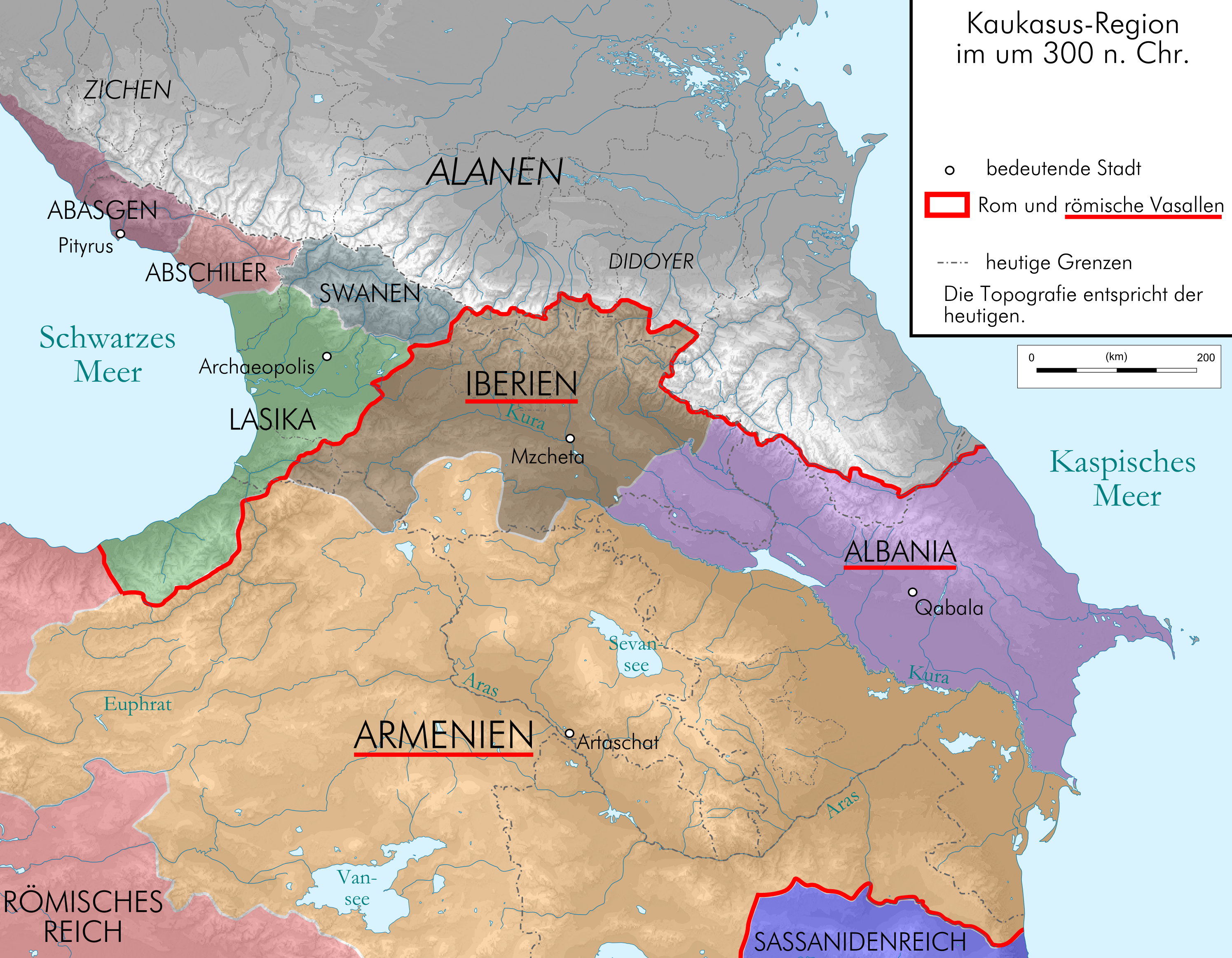
Roma e l'Armenia suo vassallo intorno al 300, dopo la sconfitta di Narseh.

Durante il secondo scontro le truppe romane catturarono l'accampamento di Narseh, il suo tesoro, il suo harem e sua moglie. Galerio avanzò in Media e in Adiabene, vincendo altre battaglie, come quella di Erzurum, e assicurandosi Nisibis (Nusaybin, nell'attuale Turchia) prima del 1º ottobre 298. Discese il Tigri, espugnando Ctesifonte.
Narseh aveva in precedenza inviato un ambasciatore a Galerio pregandolo che gli fosse restituita la moglie e i figli. I negoziati di pace cominciarono nella primavera del 299 e le condizioni di pace furono pesanti: la Persia avrebbe ceduto territori a Roma, rendendo il Tigri il confine tra i due imperi. Le altre condizioni furono che l'Armenia tornasse sotto dominazione romana, con il forte di Ziatha come suo confine; l'Iberia caucasica (Arran) sarebbe caduta sotto l'orbita di Roma; Nisibis, ora sotto dominio romano, sarebbe diventato l'unico centro di commercio tra la Persia e Roma; e Roma avrebbe esercitato il controllo sulle cinque satrapie tra il Tigri e l'Armenia: Ingilene, Sophanene (Sofene), Arzanene (Aghdznik), Corduene e Zabdicene (vicino alla moderna Hakkâri, Turchia).
Nel trattato che concluse la guerra, i Sasanidi cedettero cinque province a occidente del Tigri e accettarono di non interferire negli affari dell'Armenia e della Georgia. In seguito a questa sconfitta, Narseh abdicò e perì l'anno successivo, lasciando il trono sasanide a suo figlio, Ormisda II. Scoppiarono numerose rivolte e, se Ormisda II riuscì a sedare le ribellioni in Sistan e Kushan, non riuscì a porre sotto controllo i nobili e fu di conseguenza ucciso dai beduini nel 309.

### Espansione sotto Sapore II (309-379)
In seguito alla morte di Ormisda II, gli Arabi incominciarono a devastare e a saccheggiare le città meridionali dell'impero, attaccando tra l'altro anche la provincia del Fars, il luogo in cui nacque il fondatore della dinastia sasanide. Nel frattempo i nobili persiani uccisero il primogenito di Ormisda II, accecarono il secondogenito e imprigionarono il terzogenito (che in seguito fuggì in territorio romano). Salì al trono il figlio non ancora nato di una delle mogli di Ormisda II, Sapore II (309-379). Egli potrebbe essere stato l'unico re in tutta la storia a venire incoronato nell'utero materno: la corona venne posta sulla pancia della madre. Sapore II era quindi già nato re. Durante la sua giovinezza, l'impero venne governato dalla madre e dai nobili. Quando divenne maggiorenne assunse le redini del potere e dimostrò rapidamente il suo talento.

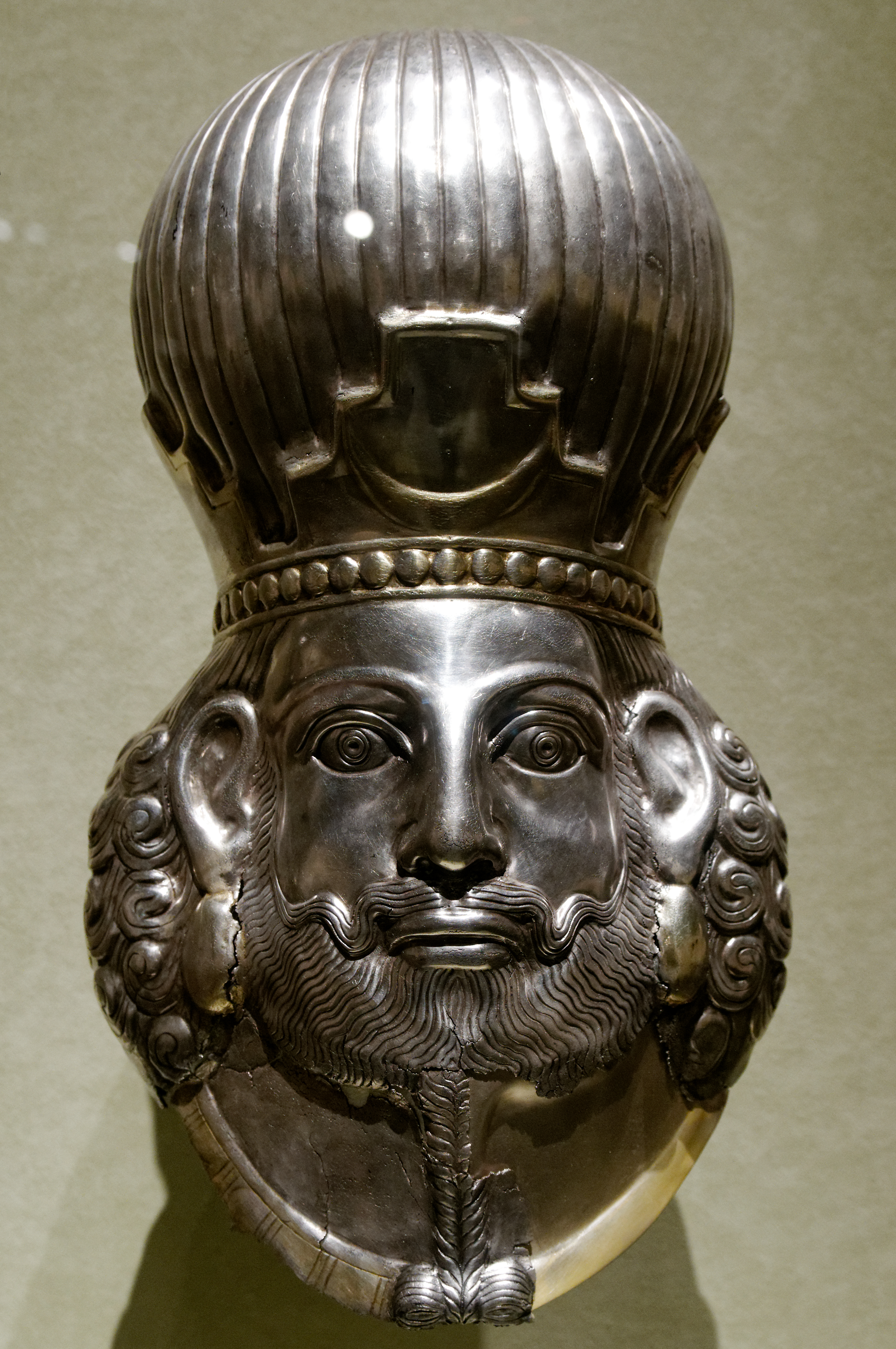
Busto di Sapore II (al potere dal 309 al 379)

Come prima cosa, Sapore II condusse il suo piccolo ma disciplinato esercito a sud per respingere gli Arabi; li sconfisse e li cacciò dall'impero, mettendone al sicuro la parte meridionale. Più tardi, incominciò la sua prima campagna militare contro i Romani a occidente, dove i Persiani vinsero una serie di battaglie ma non riuscirono ad annettere al loro impero nessun territorio a causa dei falliti assedi all'importante città di frontiera di Nisibis e alla riconquista romana delle città di Singara e Amida, che erano cadute durante la guerra in mano persiana. All'insuccesso persiano contribuirono le incursioni dei nomadi ai confini orientali dell'impero, che minacciavano la Transoxiana, una regione cruciale per il controllo di una sezione della via della seta. Sapore, per fermare queste incursioni, decise di interrompere la guerra contro i Romani e firmò un trattato di pace con Costanzo II (353-361).
Sapore II marciò poi a est, ancora verso la Transoxiana, per combattere contro le tribù nomadi dell'Asia centrale: una volta surclassata la resistenza, annesse l'area conquistata all'impero sasanide. Completò inoltre la conquista dell'Afghanistan, strappandolo ai Kushana e si espanse a sud verso l'Arabia.
Sapore II, insieme al re nomade Grumbate, attaccò i Romani nel 359 ed espugnò in poco tempo gli insediamenti di confine di Singara e Amida. L'imperatore latino Giuliano (361-363) rispose penetrando in territorio sasanide e sconfiggendo l'esercito di Sapore a Ctesifonte, ma si ritirò di fronte all'impossibilità di porre sotto assedio la capitale sasanide. La morte dell'imperatore in uno scontro di poca importanza determinò la fine del conflitto con un sostanziale nulla di fatto e il suo successore Gioviano (363-364) dovette cedere tutte le province che Roma aveva ottenuto nel 298, assieme a Nisibis e Singara.
In politica religiosa Sapore II perseguitò i cristiani, una risposta questa alla cristianizzazione dell'impero romano che aveva invece inaugurato Costantino I, ma anche gli eretici e gli apostati. Durante il suo dominio, fu inoltre completata la redazione dell'Avestā, i testi sacri dello Zoroastrismo. Nei confronti degli Ebrei, invece, Sapore II, come del resto il suo predecessore Sapore I, dimostrò tolleranza, permettendo loro di vivere in relativa libertà e di godere di diversi privilegi. Alla fine del regno di Sapore, l'impero persiano era più forte che mai, con i nemici in oriente pacificati e l'Armenia saldamente controllata.

### Periodo intermedio (379-498)

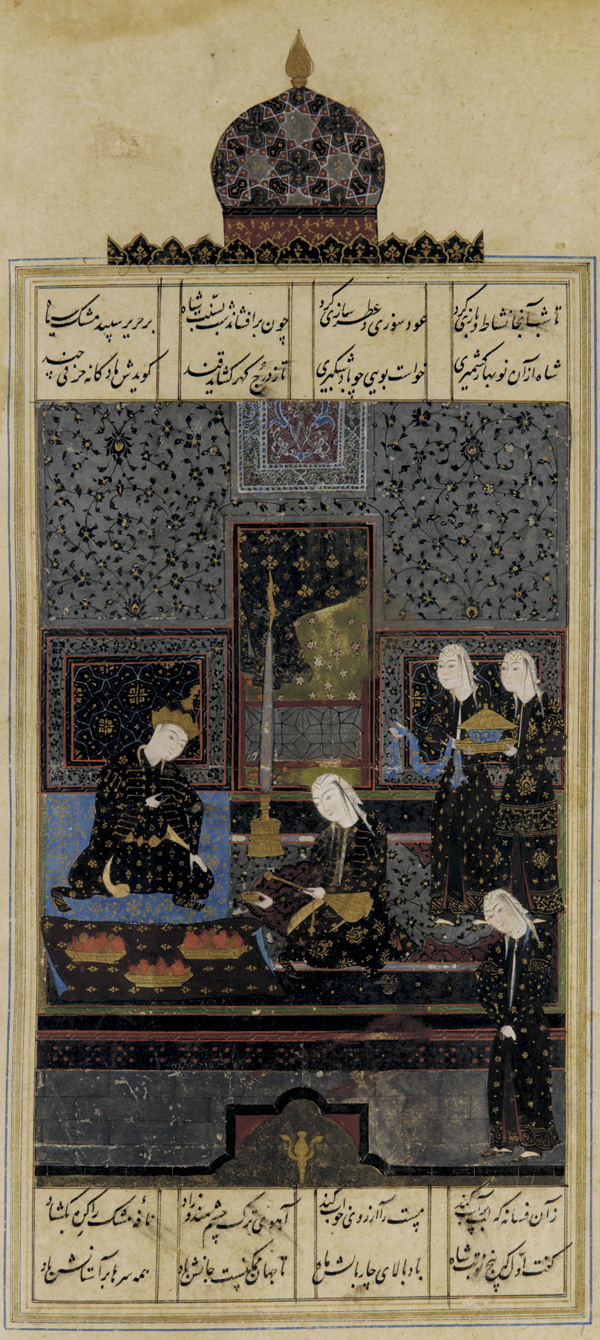
Bahram V favorì la fioritura della poesia e nella letteratura persiana. "Bahram e la principessa indiana nel padiglione nero", dipinto di una Khamsé (Quintetto) del grande poeta di lingua persiana Niẓāmī, metà XVI secolo, epoca safavide.

Dalla morte di Sapore II fino alla prima incoronazione di Kavad I (488-531) la Persia conobbe un periodo di stabilità con un periodo di pace quasi ininterrotta con l'Impero romano d'oriente (meglio conosciuto come Impero bizantino), interrotta solo da due brevi guerre, la prima nel 421-422 e la seconda nel 440. In questo periodo la politica religiosa dei Sasanidi variava da re a re. Nonostante una serie di re deboli, il sistema amministrativo fondato da Sapore II rimase forte, e l'impero continuò a funzionare efficacemente.
Alla sua morte, nel 379, Sapore II lasciò un potente impero al fratellastro Ardashīr II (379-383; figlio di Bahram di Kushan) e al figlio Sapore III (383-388), nessuno dei quali si dimostrò però alla sua altezza. In questo periodo l'Armenia, in seguito a un trattato di pace, era stata spartita in due parti: una faceva parte dell'Impero romano d'oriente e l'altra apparteneva ai Sasanidi.
Il figlio di Bahram IV, Yazdgard I (399-421), andò spesso paragonato a Costantino I. Come lui era forte sia nel fisico sia nella diplomazia. Come la sua controparte romana Yazdgard I era opportunista. Come Costantino il Grande, Yazdgard I fu tollerante verso tutte le religioni, anche quelle in passato perseguitate dai suoi predecessori. Fermò le persecuzioni contro i cristiani e punì i nobili e i sacerdoti che li perseguitavano. Il suo regno fu un periodo di pace relativa ed ebbe buoni rapporti con Roma, avendo sposato inoltre una principessa ebrea che gli diede un figlio, Narsi.

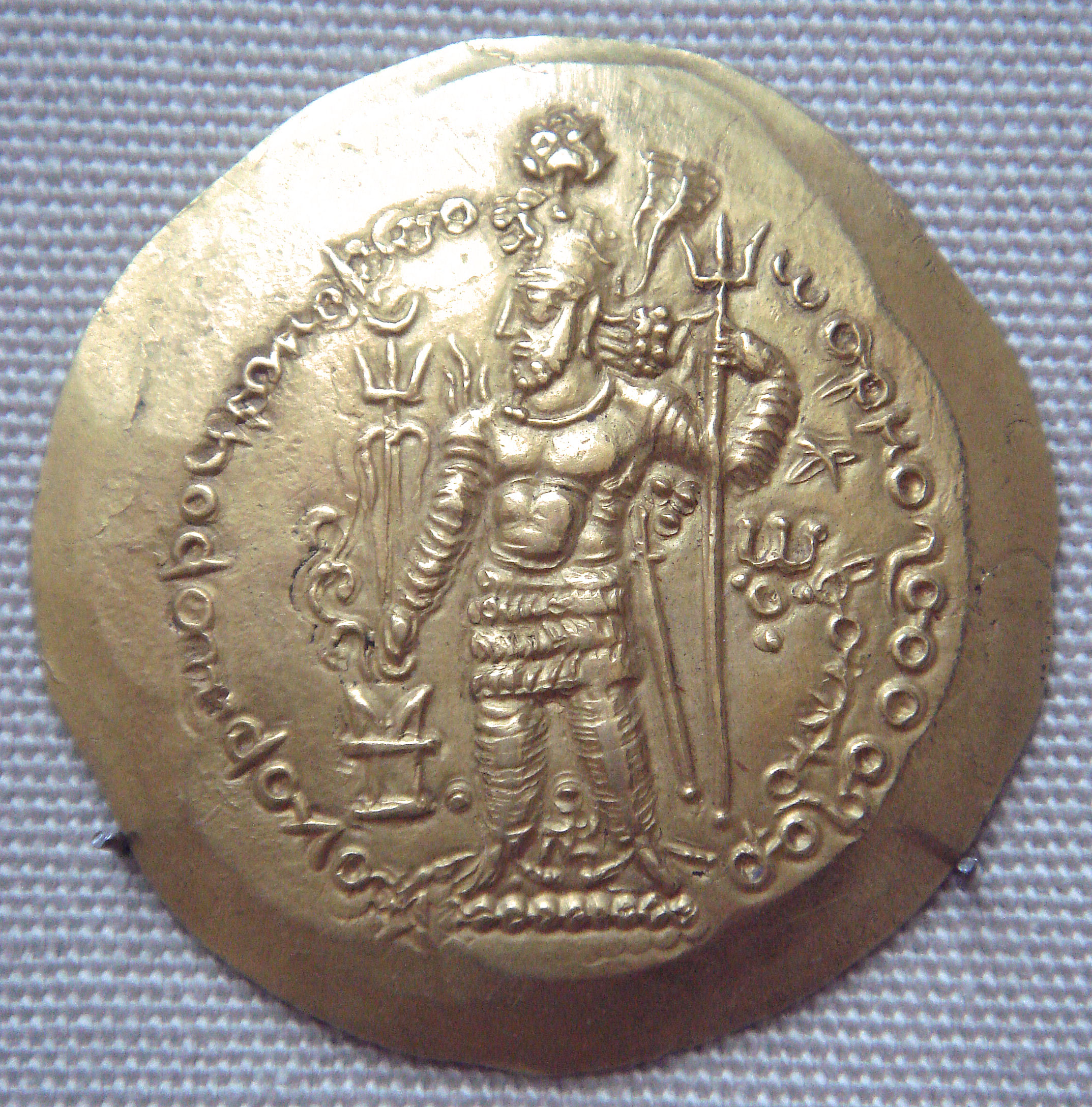
Moneta di Ormisda I, coniata nel Khorasan.

Il successore di Yazdgard I fu il figlio Bahram V (421-438), uno dei re sasanidi più noti e l'eroe di molti miti. Questi miti persistettero anche dopo la distruzione dell'Impero sasanide per opera degli Arabi musulmani. Bahram V, meglio noto come Bahram-e Gur, salì al potere dopo l'improvvisa morte (o assassinio) di Yazdgard I nonostante l'opposizione dei nobili grazie all'aiuto di al-Mundhir, re degli arabi lakhimidi di al-Hira. La madre di Bahram V era Soshandukht, la figlia dell'Esilarca ebraico. Nel 427 fronteggiò un'invasione di Eftaliti e li sbaragliò, estendendo la sua influenza nell'Asia centrale. Venne però sconfitto dai Romani (ormai Bizantini) nel 421 e costretto a concedere libertà di culto ai sudditi cristiani. Bahram V depose il re vassallo della parte persiana dell'Armenia e la rese una provincia. Durante il suo regno vennero redatti i maggiori capolavori della letteratura sasanide, vennero composti brani notevoli di musica, e sport come il polo divennero passatempi regali, fenomeno che continua a persistere tuttora in molti regni.

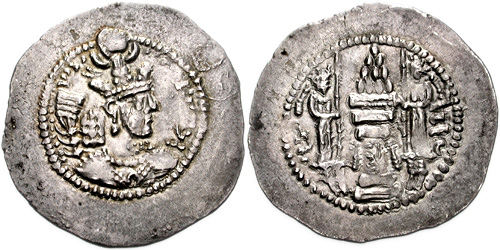
Moneta di Yazdgard II.

Il figlio di Bahram V Yazdgard II (438-457) fu un re giusto e moderato ma, al contrario del suo nonno omonimo, perseguitò le minoranze religiose, in particolare i cristiani.
All'inizio del suo regno Yazdgard II formò un esercito multietnico, comprendente anche i suoi alleati indiani, e attaccò l'Impero bizantino nel 441 senza riuscire a conquistare alcunché. Radunò poi le sue forze a Nishapur nel 443 e lanciò una prolungata campagna militare contro i Kidariti. Alla fine li sconfisse e li cacciò oltre il fiume Oxus nel 450.
Durante questa guerra Yazdgard II divenne sospettoso dei cristiani presenti nelle sue strutture militari e li espulse dall'esercito e dalla politica. Perseguitò poi i cristiani e, seppur di meno, gli ebrei. Per ristabilire lo zoroastrismo in Armenia sconfisse i cristiani armeni ribelli nella battaglia di Vartanantz del 451. Gli Armeni rimasero, nonostante tutto, per la maggior parte cristiani. In seguito combatté nuovamente i Kidariti fino alla sua morte nel 457.
Salì al trono Ormisda III (457-459), il figlio più giovane di Yazdgard II. Durante il suo breve regno dovette combattere il fratello maggiore Peroz, che godeva dell'appoggio della nobiltà e degli Eftaliti in Battria. Venne ucciso da suo fratello Peroz nel 459.
All'inizio del V secolo gli Eftaliti (Unni bianchi), insieme con altre tribù nomadi, attaccarono la Persia. In un primo momento Bahram V e Yazdgard II inflissero loro decisive sconfitte e riuscirono a cacciarli dall'impero, ma alla fine del V secolo gli Unni ripresero le ostilità e sconfissero Peroz I (457-484) nel 483. In seguito a questa vittoria gli Unni invasero e saccheggiarono parti della Persia orientale per due anni. I Sasanidi per alcuni anni dovettero pagare pesanti tributi agli Eftaliti. Questi attacchi resero instabile il regno. Peroz I provò di nuovo a scacciare gli invasori, ma lungo la via per Herat egli e il suo esercito furono colti in un'imboscata nel deserto dagli Unni, che uccisero presumibilmente in battaglia Peroz I (il suo corpo non fu mai trovato) e annientarono l'esercito persiano. In seguito a questo successo, gli Eftaliti avanzarono fino alla città di Herat, gettando temporaneamente l'impero nel caos, prima che un persiano della famiglia di Karen, Zarmihr (o Sokhra), restaurasse qualche parvenza di ordine. Elevò al trono Balash, uno dei fratelli di Peroz I, ma la minaccia unna persistette fino al regno di Cosroe I. Balash (484-488) era un monarca mite e generoso, tollerante con i cristiani; tuttavia non condusse nessuna campagna contro i nemici dell'impero, in particolare gli Unni bianchi. Balash, dopo un regno di quattro anni, fu accecato e deposto dai magnati, e al trono fu elevato suo nipote Kavad I.
Kavad I (488-531) fu un energico riformista; in primis, diede l'appoggio alla setta fondata da Mazdak, figlio di Bamdad, che pretendeva che i ricchi dovessero dividere le proprie mogli e la propria fortuna con i poveri. La sua intenzione era evidentemente, tramite l'adozione della dottrina di Mazdak, di minare il potere dei magnati e dell'aristocrazia in ascesa. Tali riforme gli costarono però caro a causa della risultante impopolarità tra i ceti danneggiati: fu deposto e imprigionato nel "Castello dell'Oblio" a Susa, e suo fratello minore Jāmāsp (Zamaspes) fu elevato al trono nel 496. Kavad I, tuttavia, riuscì a fuggire nel 498, rifugiandosi presso il re degli Unni bianchi.
Jāmāsp (496-498) fu posto sul trono sasanide dai membri della nobiltà che avevano deposto il fratello. Egli fu un re buono e mite, che ridusse le tasse per migliorare le condizioni di vita di contadini e indigenti. Aderiva inoltre alla religione zoroastriana ufficiale, al contrario di Kavad I, il quale, abbracciando la fede di una setta eretica dello zoroastrismo, perse il trono e la libertà. Il suo regno, però, fu breve e terminò quando Kavad I, alla testa di un grande esercito messogli a disposizione dal re degli Eftaliti, ritornò alla capitale dell'impero. Jāmāsp si rassegnò di fronte alla forza dell'esercito di Kavad I e restituì il trono al fratello. Nessun'altra menzione di Jāmāsp è fatta nelle fonti dopo la restaurazione di Kavad I, ma, secondo diversi studiosi, è possibile che sia stato perdonato e quindi trattato con riguardo alla corte di suo fratello.

### L'apogeo dell'impero (498-622)

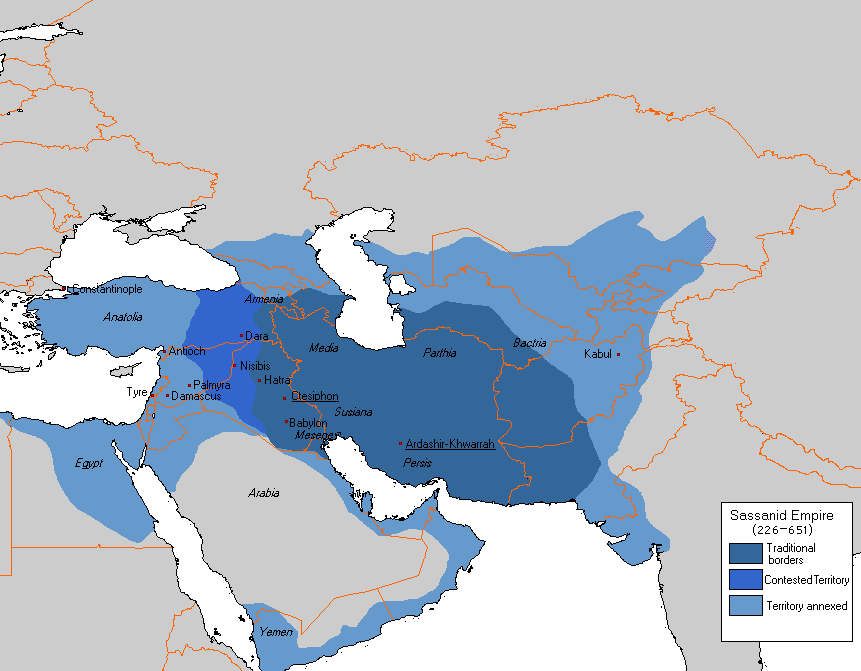
Evoluzione territoriale dell'Impero sasanide.

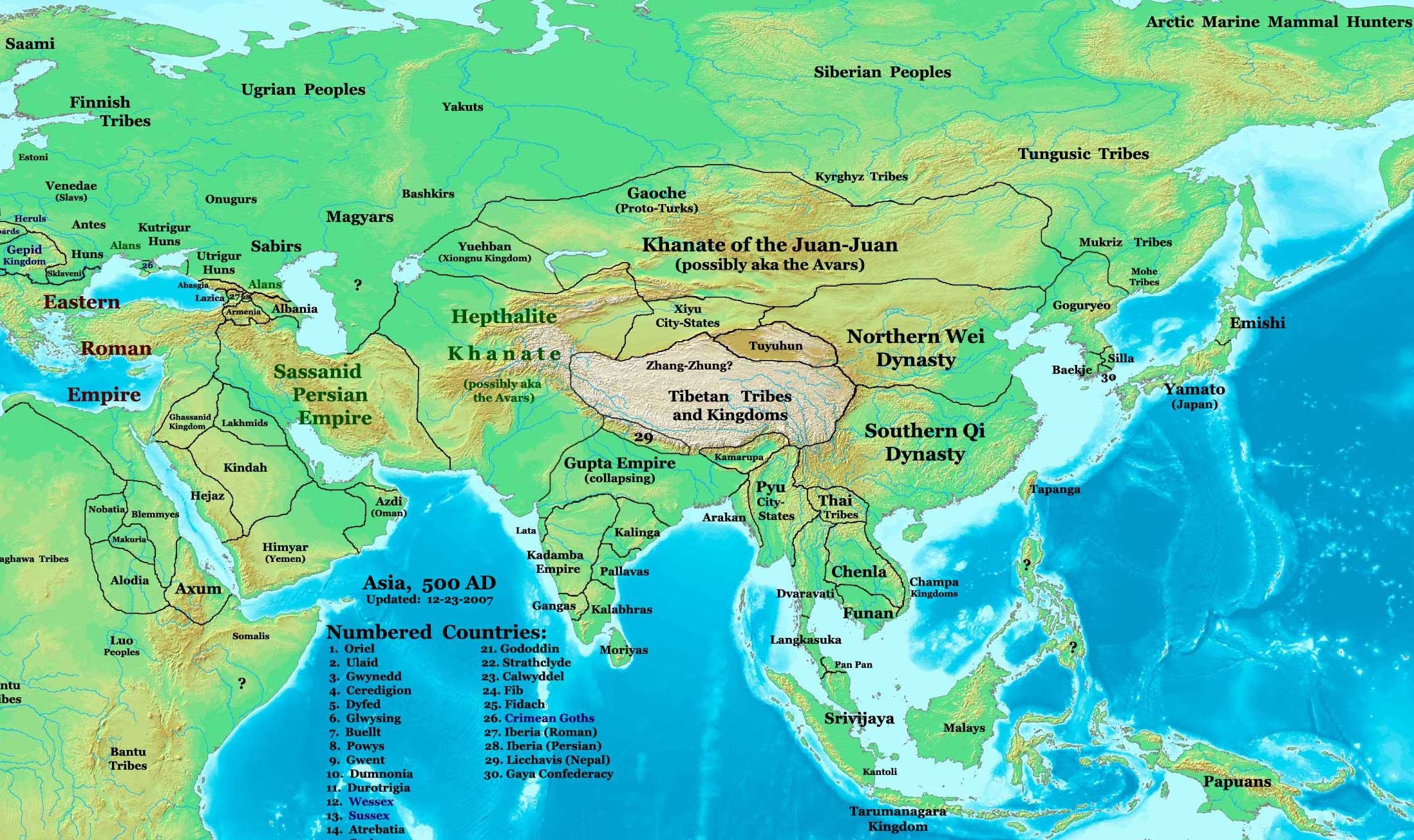
L'Impero sasanide nel 500. La mappa mostra anche i confini del Khanato degli Eftaliti e l'Impero bizantino.

Il secondo periodo d'oro cominciò con il secondo regno di Kavad I. Per pagare i tributi agli Eftaliti l'imperatore Kavad I chiese un prestito ai Bizantini. Al rifiuto dell'imperatore bizantino, Kavad I decise di incominciare una nuova guerra contro i Bizantini (o Romani d'Oriente). Con il supporto dei Eftaliti, nel 502 l'esercito sasanide prese Teodosiopoli (Erzurum) nella moderna Turchia, ma la riperse subito dopo. Nel 503 prese Amida (attuale Diyarbakır) sul Tigri. Nel 504 un'invasione dell'Armenia da parte degli Unni dal Caucaso costrinse però i Sasanidi a firmare un armistizio, che prevedeva la cessione della città di Amida ai Bizantini, e un trattato di pace firmato nel 506.
Nel 521 o 522 Kavad perse il controllo della Lazica, che era diventata fedele ai Romani d'Oriente; un tentativo da parte degli Iberiani nel 524-525 di fare lo stesso fece scoppiare una guerra tra l'impero romano d'Oriente e la Persia. Nel 527 un'offensiva bizantina contro Nisibis venne respinta e i tentativi di fortificare le posizioni vicino alla frontiera vennero ostacolati. Nel 530 Kavad mandò un esercito comandato da Firouz il Mirrane ad attaccare l'importante città bizantina di confine di Dara. L'esercito sasanide si scontrò con l'esercito bizantino condotto dal generale Belisario, e sebbene fosse superiore in numero, fu sconfitto nella battaglia di Dara. Nello stesso anno, un secondo esercito persiano condotto da Mihr-Mihroe venne sconfitto a Satala dai Bizantini comandati da Sitta e Doroteo, ma nel 531 un esercito persiano, appoggiato da un contingente lakhmide condotto da al-Mundhir III, sconfisse Belisario nella battaglia di Callinicum e nel 532 fu concluso un trattato di pace "eterna". Sebbene non fosse riuscito a liberarsi dal giogo degli Eftaliti, Kavad riuscì a riportare l'ordine nello Stato con alcuni provvedimenti di politica interna, combatté con successo i Romani d'Oriente e fondò alcune città.

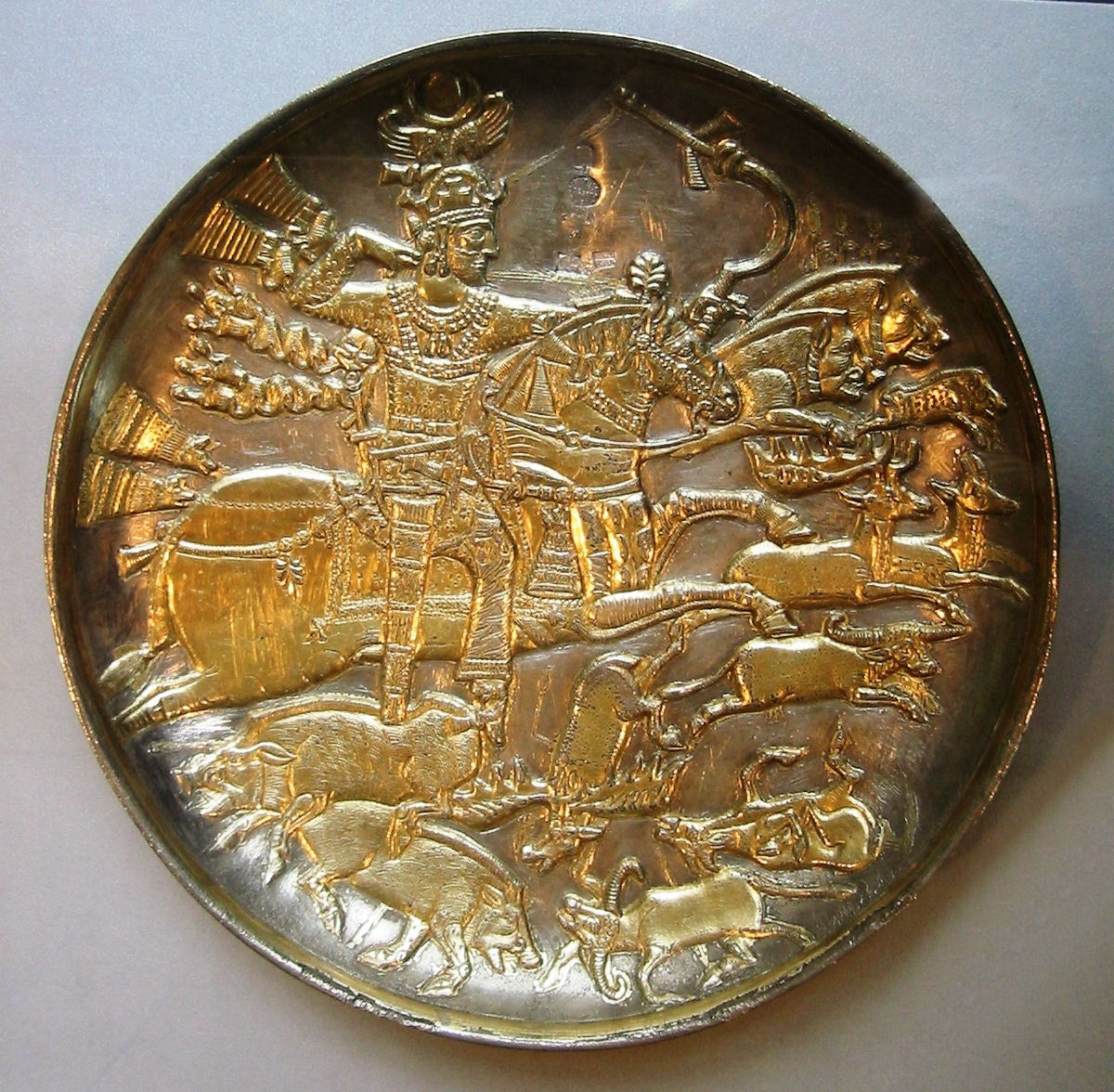
Scena di caccia su un piatto d'argento dorato raffigurante l'imperatore Cosroe I.

Alla morte di Kavad I salì al trono il figlio Cosroe I (Kusraw), anche conosciuto come Anushirvan ("anima immortale"), che regnò tra il 531 e il 579. È il più celebrato dei re sasanidi. Cosroe I è meglio noto per le sue riforme del governo sasanide. Introdusse un sistema di tassazione razionale e cercò di incrementare il gettito fiscale dell'impero. Mentre in precedenza i grandi signori feudali provvedevano da sé per l'equipaggiamento del proprio esercito, Cosroe I introdusse un nuovo tipo di soldati, i dehkan o "cavalieri",  pagati ed equipaggiati dal governo centrale e dalla burocrazia, legando l'esercito e la burocrazia più saldamente al governo centrale che non verso i signori locali.
Sebbene l'imperatore bizantino Giustiniano (527-565) avesse pagato 440.000 pezzi d'oro per mantenere la pace nel 540, Cosroe I ruppe la "pace eterna" del 532 e invase la Siria, dove saccheggiò la città di Antiochia deportandone la popolazione in Persia. A questo seguirono altri successi: nel 541 Lazica ritornò in mano persiana, e nel 542 un'offensiva bizantina in Armenia fu sconfitta ad Anglon. Una tregua di cinque anni firmata nel 545 venne interrotta nel 547 quando Lazica ritornò in mano bizantina; la guerra venne ripresa, ma rimase limitata alla zona di Lazica, che venne conservata dai Bizantini quando la pace fu conclusa nel 562.
Nel 565 morì Giustiniano I e gli succedette al trono Giustino II (565-578). Un anno prima il governatore sasanide di Armenia, della famiglia Suren, costruì un tempio del fuoco a Dvin, presso la moderna Erevan, e fece uccidere un influente membro della famiglia mamikoniana, scatenando una rivolta che portò al massacro del governatore persiano e della sua guardia nel 571, mentre la ribellione si era estesa anche all'Iberia. Giustino II approfittò della rivolta armena per interrompere il pagamento dei tributi annuali ai Sasanidi di Cosroe I per la difesa del Caucaso. Gli Armeni furono accolti come alleati, e un esercito fu mandato in territorio sasanide e assediò Nisibis nel 573. Tuttavia l'assedio fallì e i persiani contrattaccarono assediando e prendendo Dara e devastando la Siria. Giustino II fu costretto a accettare di pagare tributi annuali in cambio di una tregua di cinque anni sul Mesopotamico, sebbene la guerra continuò altrove. Nel 576 Cosroe I attaccò l'Anatolia saccheggiando Sebasteia e Melitene, ma l'offensiva sasanide terminò con una disfatta: sconfitti fuori dalle mura di Melitene, i Persiani subirono pesanti perdite e furono costretti a ritirarsi al di là dell'Eufrate sotto attacco bizantino. Approfittando della momentanea vulnerabilità persiana, i Bizantini irruppero in territorio sasanide. Khosraw chiese la pace, ma decise di continuare la guerra dopo una vittoria del suo generale Tamkhosrau in Armenia nel 577 e la guerra riprese anche in Mesopotamia. La rivolta armena terminò con un'amnistia generale e l'Armenia ritornò in mano sasanide.

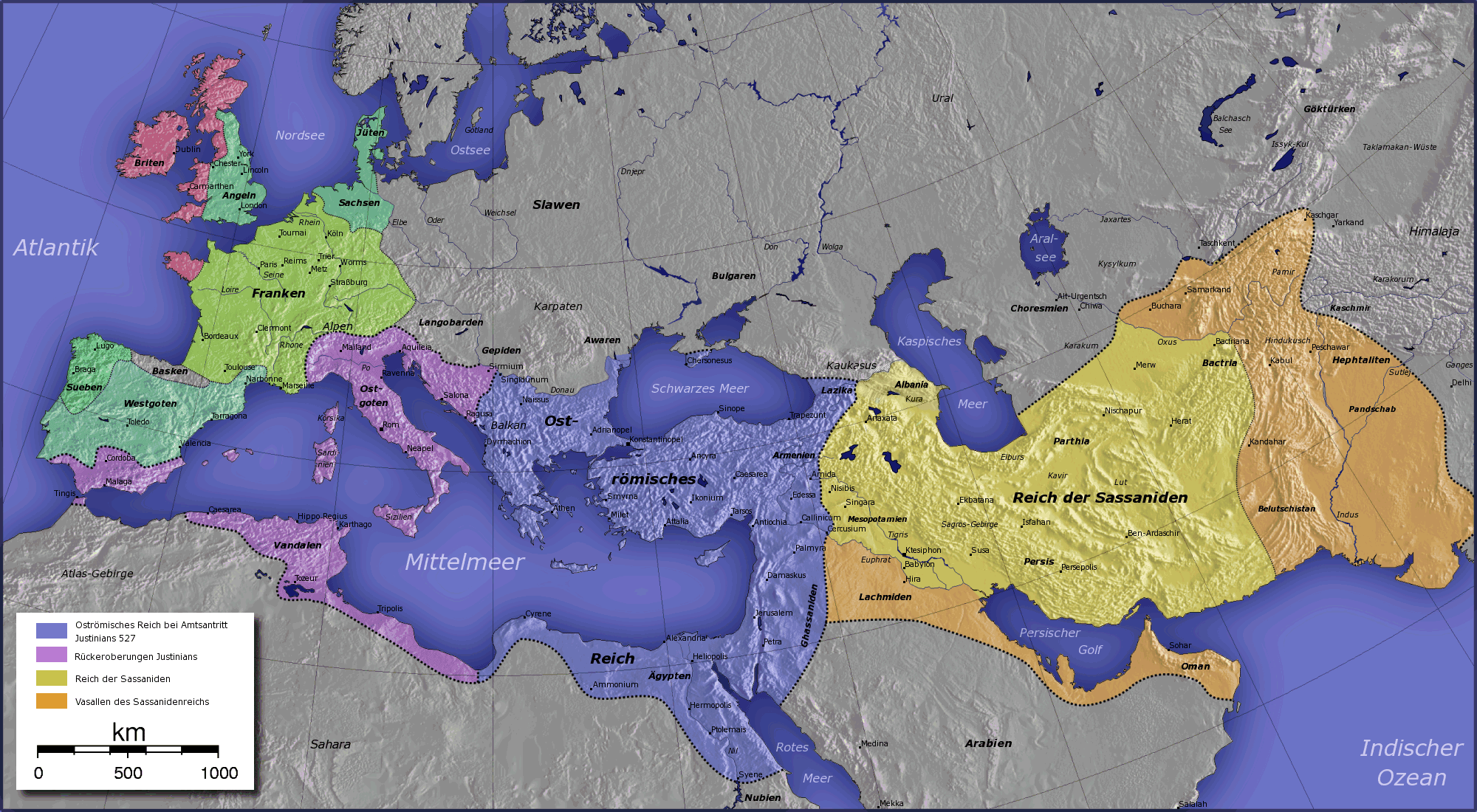
Gli imperi bizantino e sasanide nel 500, un secolo prima della conquista islamica.

Intorno al 570, Ma'dīkarib (in arabo معد يكرب‎?), fratellastro del re dello Yemen, richiese l'intervento di Cosroe I. Cosroe I inviò una flotta e una piccola armata sotto il comando di Vahrez, che occupò in breve tempo la capitale dello Yemen, Sana'a. Sayf, figlio di Maʿdīkarib, che aveva accompagnato la spedizione, divenne re tra il 575 e il 577. Con questo successo i Sasanidi erano riusciti a stabilire una base nell'Arabia meridionale, tale da controllare i commerci terrestri con il Mediterraneo e marittimi con l'Oriente. Successivamente, il regno sudarabico si liberò dal controllo sasanide, e una seconda spedizione persiana fu inviata nel 598, riuscendo ad annettere con successo all'impero l'Arabia meridionale, trasformata in provincia.
Il regno di Cosroe I è caratterizzato dall'ascesa dei dehqan (letteralmente, "signori dei villaggi"), la nobiltà di proprietari terrieri che costituivano l'ossatura della tarda amministrazione provinciale sasanide e del sistema di raccolta delle imposte. Cosroe I in politica edilizia abbellì la sua capitale di nuovi fastosi monumenti, fondò nuove città, e costruì nuovi edifici. Ricostruì i canali e rifornì le fattorie distrutte nel corso delle guerre. Costruì forti fortificazioni presso i passi e collocò tribù suddite in città scelte con attenzione sulla frontiera in modo che agissero come guardiani contro gli invasori. Fu tollerante con tutte le religioni, anche se decretò che il zoroastrismo sarebbe stata la religione di Stato ufficiale, e non se la prese quando uno dei suoi figli si convertì al cristianesimo.

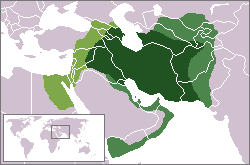
L'Impero sasanide al suo apogeo.

Alla morte di Cosroe I, salì al trono Ormisda IV (579-590). La guerra con i Bizantini continuò fino a quando il generale Bahram Chobin, messo da parte e umiliato da Ormisda, organizzò una rivolta nel 589. L'anno successivo Ormisda venne assassinato e gli successe al trono il figlio Cosroe II (590-628), ma il cambio di re non riuscì a placare l'ira di Bahram, che sconfisse Cosroe, costringendolo a rifugiarsi in territorio bizantino e salendo al trono come Bahram VI. Con l'aiuto di truppe fornitegli dall'imperatore bizantino Maurizio (582-602) Cosroe II riuscì a ottenere una vittoria decisiva sull'esercito di Bahram a Ganzak (591), riuscendo così a ritornare al potere. In cambio dell'aiuto di Maurizio, Cosroe dovette cedere ai Bizantini tutti i territori occupati dai persiani durante la guerra, l'Armenia e l'Iberia orientale. La nuova pace permise a entrambi gli imperi di occuparsi degli altri fronti: Cosroe espanse la frontiera orientale dell'Impero sasanide, mentre Maurizio ripristinò il controllo bizantino, minacciato da Slavi ed Avari nei Balcani.
Quando Maurizio venne deposto e ucciso dall'usurpatore Foca (602-610) nel 602 Cosroe II usò l'omicidio del suo benefattore come pretesto per incominciare una nuova invasione. Approfittando della guerra civile a Bisanzio, Cosroe II conquistò la Siria e Antiochia nel 611. Nel 613 i Bizantini, guidati dall'imperatore Eraclio (610-641), contrattaccarono ma furono sconfitti presso Antiochia dai generali sasanidi Shahvaraz e Shahin. Gerusalemme cadde nel 614, Alessandria nel 619 e il resto dell'Egitto nel 621. Il sogno sasanide di restaurare l'Impero achemenide stava quasi per realizzarsi, mentre l'Impero bizantino appariva sull'orlo del collasso.

### Declino e caduta (622-651)

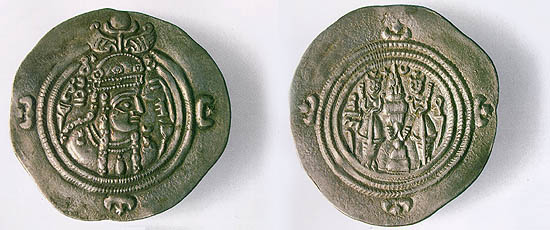
La regina Boran, figlia di Cosroe II, l'ultima donna e una degli ultimi sovrani della dinastia sasanide, 630.

All'espansione sotto Cosroe II seguì però il declino. L'imperatore bizantino Eraclio (610-641) aveva infatti riorganizzato il suo esercito e aveva contrattaccato. Tra il 622 e il 627 Eraclio combatté i Persiani in Anatolia e nel Caucaso, infliggendo una serie di sconfitte all'esercito sasanide comandato da Cosroe, Shahvaraz, Shahin e Shahraplakan, saccheggiando il grande tempio zoroastriano a Ganzak e stringendo delle alleanze con i Cazari e il Khaganato turco occidentale. Nel 626 Costantinopoli venne assediata dagli Slavi e dagli Avari, che erano appoggiati dall'esercito persiano comandato da Shahvaraz, ma i tentativi di traghettare i Sasanidi in Europa vennero bloccati dalla flotta bizantina e l'assedio fallì. Nell'inverno 627-628 Eraclio invase la Mesopotamia e, nonostante la partenza dei suoi alleati Khazar, sconfisse l'esercito sasanide comandato da Rhahzadh nella battaglia di Ninive. Marciò poi verso il Tigri, devastando il paese e saccheggiando il palazzo di Cosroe a Dastagerd. La distruzione dei ponti sul canale Nahrawan gli impedì di attaccare Ctesifonte e condusse ulteriori incursioni prima di ritirarsi nell'Iran nordoccidentale.
L'impatto delle vittorie di Eraclio, della devastazione dei territori più ricchi dell'Impero sasanide e le umilianti distruzioni di Ganzak e Dastagerd aveva fatalmente fatto perdere a Cosroe il suo prestigio e il supporto datogli dall'aristocrazia sasanide, e nei primi mesi del 628 venne deposto e assassinato da suo figlio Kavad II (628), che pose immediatamente fine alla guerra, accettando di ritirarsi da tutti i territori occupati. Nel 629, Eraclio riportò la Vera Croce a Gerusalemme nel corso di una sontuosa cerimonia. Kavad morì in pochi mesi e alla sua morte seguì il caos ed una guerra civile. Nei quattro anni successivi si succedettero ben cinque re, incluse due figlie di Cosroe II e Shahvaraz, e l'impero sasanide si indebolì considerevolmente. Il potere, prima detenuto dalle autorità centrali, passò nelle mani dei generali.

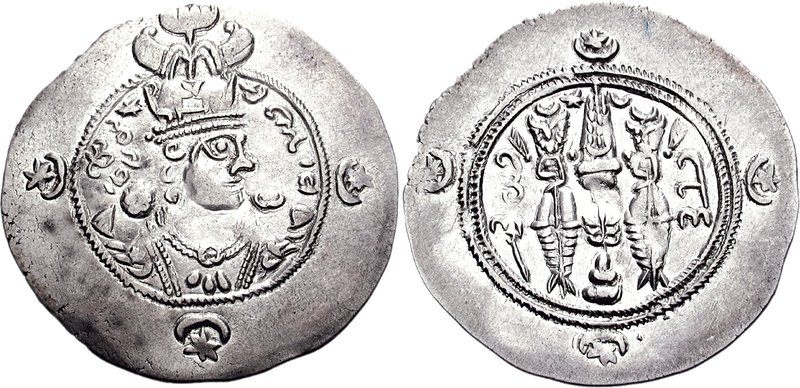
Moneta di Yazdgard III.

Nella primavera del 632 salì al trono un nipote di Cosroe I, Yazdgard III. Nello stesso anno gli Arabi, uniti dall'Islam, fecero le prime incursioni nel territorio sasanide. Anni di guerra continua avevano indebolito sia i Bizantini sia i Sasanidi. I Sasanidi vennero indeboliti anche da una crisi economica, da tasse elevate, malcontento religioso, rigida stratificazione sociale, ascesa dei proprietari terrieri provinciali e un rapido susseguirsi di re. Questi fattori facilitarono la conquista islamica della Persia.
Yazdgard era un ragazzo alla mercé dei suoi consiglieri ed era incapace di unire un paese vasto sbriciolatosi in piccoli regni feudali, nonostante i Bizantini, impegnati a respingere gli attacchi arabi, non fossero più una minaccia. Il primo scontro tra Sasanidi ed Arabi avvenne nella battaglia del Ponte nel 634 e venne vinto dai Sasanidi; tuttavia gli Arabi non si arresero e poco dopo le truppe disciplinate di Khalid ibn al-Walid, generale dell'esercito arabo, sconfissero l'esercito persiano comandati dal generale Rostam Farrokhzād nelle pianure di al-Qādisiyya nel 637 e assediarono Ctesifonte. Ctesifonte cadde dopo un prolungato assedio. I governatori sasanidi provarono ad unire le loro forze per respingere gli invasori, ma il tentativo fallì a causa dell'assenza di una forte autorità centrale, ed i governatori vennero sconfitti nella battaglia di Nihavand.
In cinque anni la maggior parte del territorio sasanide venne annesso al Califfato islamico. Con l'assassinio di Yazdgard III a Merv nel 651 si concludeva la storia dei Sasanidi e incominciava quella della Persia islamica.
La caduta rapida dell'Impero sasanide fu completata nel giro di cinque anni, e la maggior parte del suo territorio fu annessa al Califfato islamico; tuttavia, diverse città persiane continuarono a resistere rivoltandosi all'autorità islamica. La popolazione locale, non costretta per forza a convertirsi all'Islam, divenne suddita del Califfato islamico, e, in quanto dhimmi (cioè non ancora convertiti all'Islam), furono costretti a pagare una jizya fin quando non avessero abbracciato la nuova fede. In pratica, tale imposta sostituì quelle statuite dai Sasanidi, che tendeva a essere abbastanza salata. Oltre alla jizya, fu adottata dagli Arabi la vecchia tassa sasanide sulla terra (in arabo Kharaj). Si dice che il califfo ʿUmar avesse costituito una commissione che giudicasse se i dazi sulla terra fossero più di quanto la popolazione potesse pagare. La conversione della popolazione persiana all'Islam avvenne gradualmente, per completarsi di fatto verso la seconda metà dell'VIII secolo.

## Politica

### Ordinamento dello Stato

#### Shāhanshāh

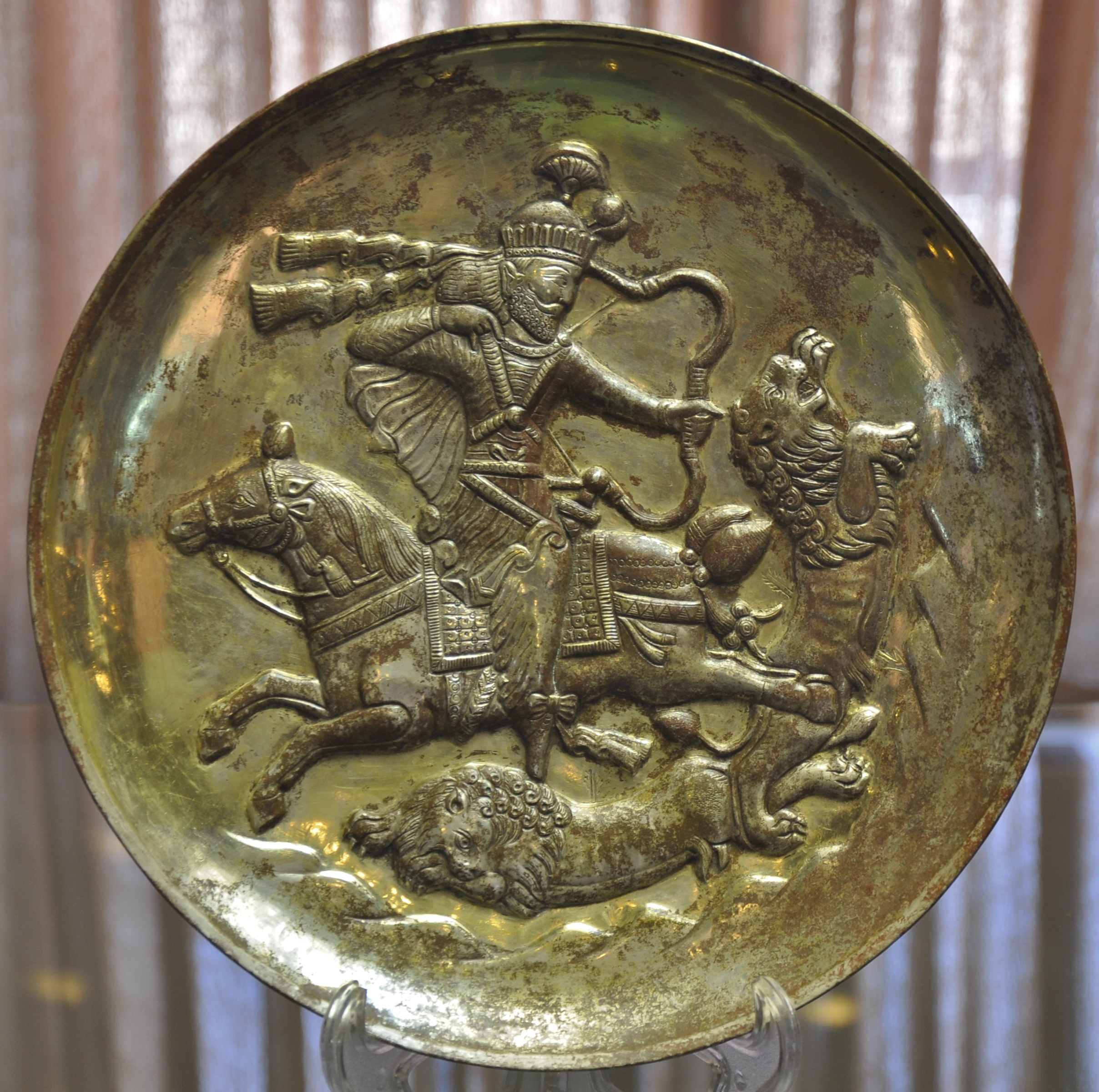
Piatto raffigurante un re sasanide è conservato nel Museo dell'Azerbaigian di Tabriz, in Iran.

I Sasanidi stabilirono un impero all'incirca all'interno le frontiere del precedente impero dei Parti Arsacidi, con capitale Ctesifonte, città della provincia di Asuristan. Nell'amministrare il loro territorio, i re sasanidi assunsero il titolo di shāhanshāh ("re dei re", noto anche semplicemente come shāa e traslitterato in italiano in scià), divennero l'autorità centrale e assunsero il dovere di custodire il fuoco sacro (atar), il simbolo della religione nazionale. Questo simbolo è presente sulle monete sasanidi dove il monarca regnante, con corona e regalia, appare sull'obverso, con il fuoco sacro, il simbolo della religione in cui credeva, sull'altro lato della moneta. La sua salute e il suo benessere rivestivano grande importanza: a titolo di esempio, si pensi che nel rispondergli si diceva «Possa tu essere immortale». Le monete sasanide emesse dal VI secolo in poi raffigurano una luna e un sole, che, nelle parole dello storico iraniano Touraj Daryaee, «suggeriscono che il sovrano fosse al centro del mondo e il sole e la luna gli giravano intorno». Ad avvalorare tale ipotesi si deve considerare di un'antica formula mesopotamica con cui si designava il monarca, ovvero «re dei quattro angoli del mondo». Il re considerava tutti gli altri sovrani, siano essi romani, turchi o cinesi inferiori a lui. Vestiva abiti colorati, si truccava, indossava una corona pesante e la sua barba era decorata d'oro. I primi re sasanidi si consideravano di discendenza divina, definendosi "baia" (appunto divino).
shāhanshāh
Quando il re usciva in pubblico, restava all'interno di una tenda e aveva davanti a sé alcuni dei suoi uomini, il cui compito era quello di tenere le masse lontane da lui e per spianare la strada. Quando qualcuno giungeva al cospetto del re, si soleva prostrarsi dinanzi a lui (proskýnesis). Le guardie reali erano conosciute con il nome di pushtigban. In altre occasioni, la massima autorità era protetta da un gruppo numericamente consistente di guardie del palazzo, i darigan. Entrambi questi gruppi erano arruolati dalle famiglie reali dell'impero sasanide ed erano sottoposte al comando dell'hazarbed, direttamente responsabile della sicurezza del re, dell'ingresso del palazzo reale, della presentazione dei visitatori e infine destinatario di comandi militari o all'occorrenza negoziatore. L'hazarbed venne autorizzato in alcuni casi a operare come boia reale. Durante il Nawrūz (Capodanno iraniano) e il Mihragan (giorno dedicato alla festività della divinità zoroastriana Mihr), il re soleva tenere un discorso.
Le regine sasanidi detenevano il titolo di Banebshenan banebshen ("regina delle regine"). In condizioni ordinarie, la successione al trono era ereditaria, ma poteva essere trasferita dal re a un figlio più giovane piuttosto che al primogenito; in due casi estremi il potere supremo passò alle regine. Quando non vi era un erede diretto, i nobili e i prelati si preoccupavano di scegliere la nuova massima autorità, ma la loro scelta era ristretta ai membri della famiglia regale.

#### Corte reale

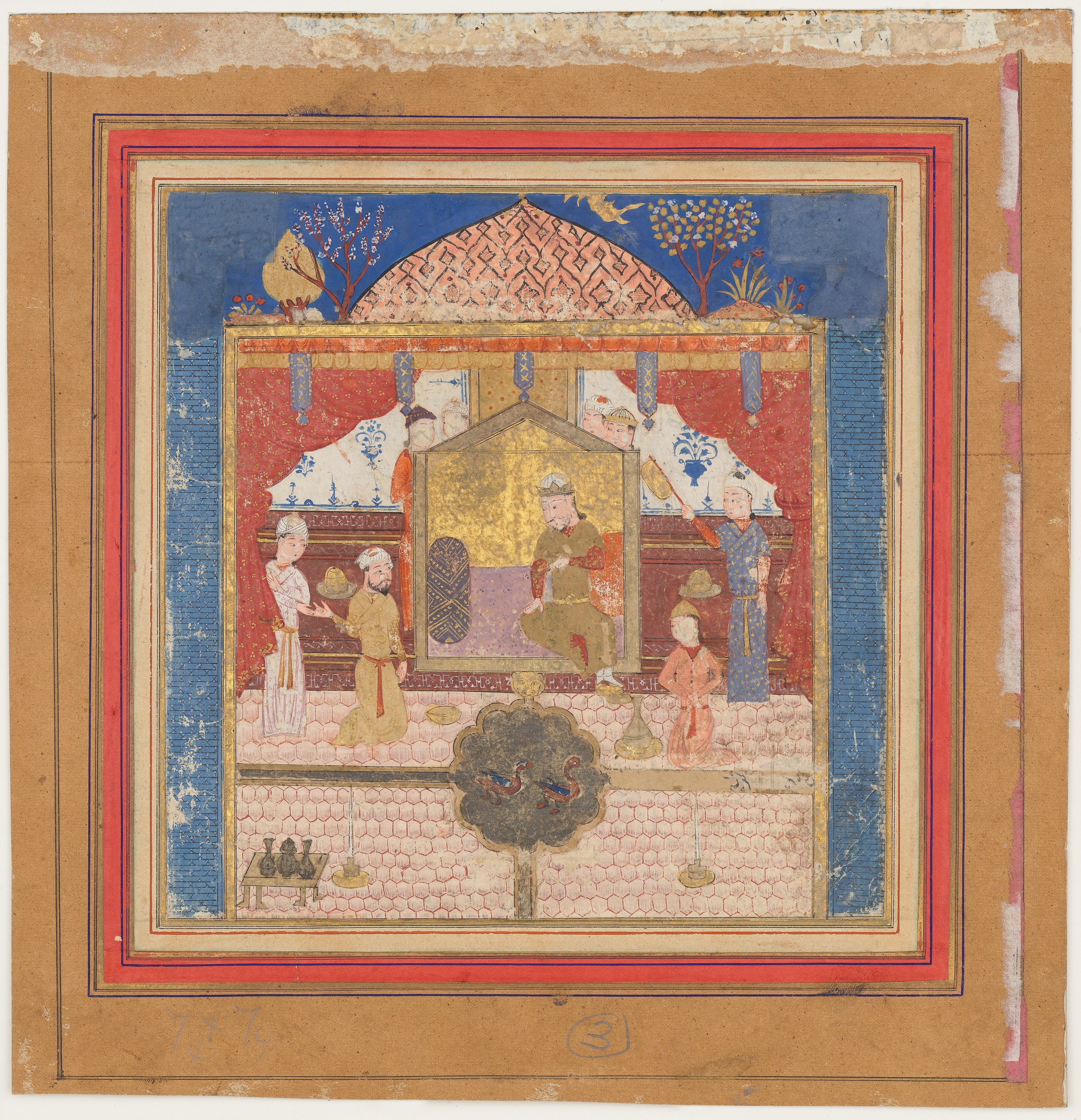
Miniatura del XV secolo tratta dallo Shāh-Nāmeh che raffigura Ormisda IV sul trono assieme alla sua corte

I re tenevano sempre in grande considerazione i consigli dei loro ministri, i quali lo affiancavano nella politica interna ed estera. Lo storico musulmano Masʿūdī lodò l'impero parlando di un'«eccellente amministrazione dei re sasanidi, per la loro politica ben ordinata, il loro prendersi cura dei loro sudditi, e per la prosperità dei loro domini». Il centro dell'impero ruotava attorno alla regione di origine della famiglia imperiale, il Fars, suddiviso in cinque distretti amministrativi (Iṣṭakhr, Ardashîr Khurrah, Churra Firuzabad, Dârâbjird, Sâbûr, Arrajân) e a nord in cinque distretti delle tribù curde (Remm).
La nobiltà sasanide, unico ceto che accedeva alla corte, si componeva di un misto di vecchi clan partici, famiglie aristocratiche persiane e dei territori sottomessi. Dopo la dissoluzione della dinastia dei Parti, emersero tante nuove famiglie nobili, malgrado alcuni membri degli allora dominanti sette casati partici conservarono comunque il loro spessore sociale. Alla corte di Ardashir I, le storiche famiglie arsacidi del casato di Karen e del casato di Suren detenevano posizioni di grande prestigio, analogamente ad alcune famiglie persiane, i Varaze e Andigani. Oltre a queste discendenze nobili iraniche e non, i governatori di Merv, di Abarshahr, di Carmania, di Sakastan, di Iberia e di Adiabene, rispettati per il proprio prestigio nella cerchia dei nobili, facevano spesso capolino alla corte dello shāhanshāh. Quando i grandi domini dei Surena, dei Karena e dei Varaze confluirono nel territorio sasanide sotto forma di entità semi-indipendenti, benché gli incarichi precedentemente ricoperti in via autonoma avessero ancora un certo peso, le famiglie nobili dovettero giurare comunque fedeltà e accettare di stipulare un rapporto di vassallaggio con lo shāhanshāh.

#### Pubblica amministrazione
A livello locale, il territorio risultava gestito da diversi governatori più o meno affiliati alla corona noti come shahrdaran (sing. shahr), direttamente sotto il controllo dello shāhanshāh. Il governo sasanide era caratterizzato da una considerevole centralizzazione, ambiziose progettazioni urbanistiche, sviluppo agricolo e miglioramenti tecnologici. Sotto il re, una potente burocrazia portava avanti maggior parte degli affari del governo, a capo della quale vi era il wuzurg framadar, ovvero una sorta di visir che coordinava i vari ministri. Le province, sottoposte ai re vassalli, erano amministrate con l'aiuto di principi funzionari (marzaban), mentre a un livello più basso si individuavano i capi-clan (vaspuharan). Nella società civile, un posto preminente avevano i cavalieri (azadhan) e il clero zoroastriano dei magi (magan). Con particolare riferimento al clero, i sacerdoti zoroastriani godevano di un enorme potere, con il capo dell'ordine sacerdotale dei magi rappresentato dal mobadan e che a corte veniva tenuto in considerazione maggiore o minore a seconda del sovrano di turno. Il generale supremo delle forze armate, ovvero lo spahbod, così come il capo del sindacato dei commercianti e dei mercanti, l'ho tokhshan bod, e il ministro dell'agricoltura, il Vastrioshansalar, il quale era anche alla testa dei possessori di fattorie, risultavano le tre figure laiche al di sotto dell'imperatore più potenti nella gerarchia di potere sasanide.
In generale, i wuzurgan legati alle famiglie di origini persiane detenevano le posizioni più potenti nell'amministrazione imperiale, incluso il governo delle province di frontiera (marzban). La maggior parte di queste posizioni aveva un suo valore patrimoniale, con il risultato che poteva essere comprata, ma altri incarichi rimasero inaccessibili e destinati a essere ricoperti da una singola famiglia per generazioni. A questa classe di marchesi di rango più elevato si concedeva il possesso di un trono d'argento, mentre a quelli delle province di frontiera più strategiche, come il Caucaso, se ne assegnava uno d'oro. Nelle campagne militari, i marzban regionali potevano essere considerati marescialli di campo, mentre gli spahbod minori potevano impartire ordini a un esercito in via supplementare.
Dal punto di vista culturale, i Sasanidi adottarono un sistema di stratificazione sociale, sostenuto dallo zoroastrismo, che era divenuta la religione di Stato. Altre credenze sembrano essere state largamente tollerate, malgrado ciò sia ancora oggetto di dibattito tra gli studiosi. Gli imperatori sasanidi cercarono consciamente di riportare in auge le tradizioni persiane e cancellare del tutto l'influenza culturale greca.

### Suddivisioni amministrative
Di seguito un elenco delle province dell'impero.
- Asuristan, Ctesifonte
- Maishan, Babilonia
- Mada, Hamadan
- Atropatene (Armenia, Erivan)
- Balasagan, Salmas
- Adiabene (Alta Mesopotamia, Nisibi)
- Ircania, Rhaga
- Dailem, Resht
- Padishkhwargar
- Anzan o Susiana, Tushter
- Fars, Shiraz
- Elimais, Istakr
- Gerrha
- Mazun
- Mekran, Tis
- Karman, Kirman
- Sakastan
- Sigistan, Kandahar
- Shirwan
- Mokran
- Turan
- Paratan, Peshawar
- Gandara
- Jusgian o Bakhtr, Balkh
- Kushanshahr, Kashgar
- Margiana, Merv
- Khwarezvn
- Parthia
- Khorassan, Merv
- Abarshahr (Nishapur)

### Forze armate

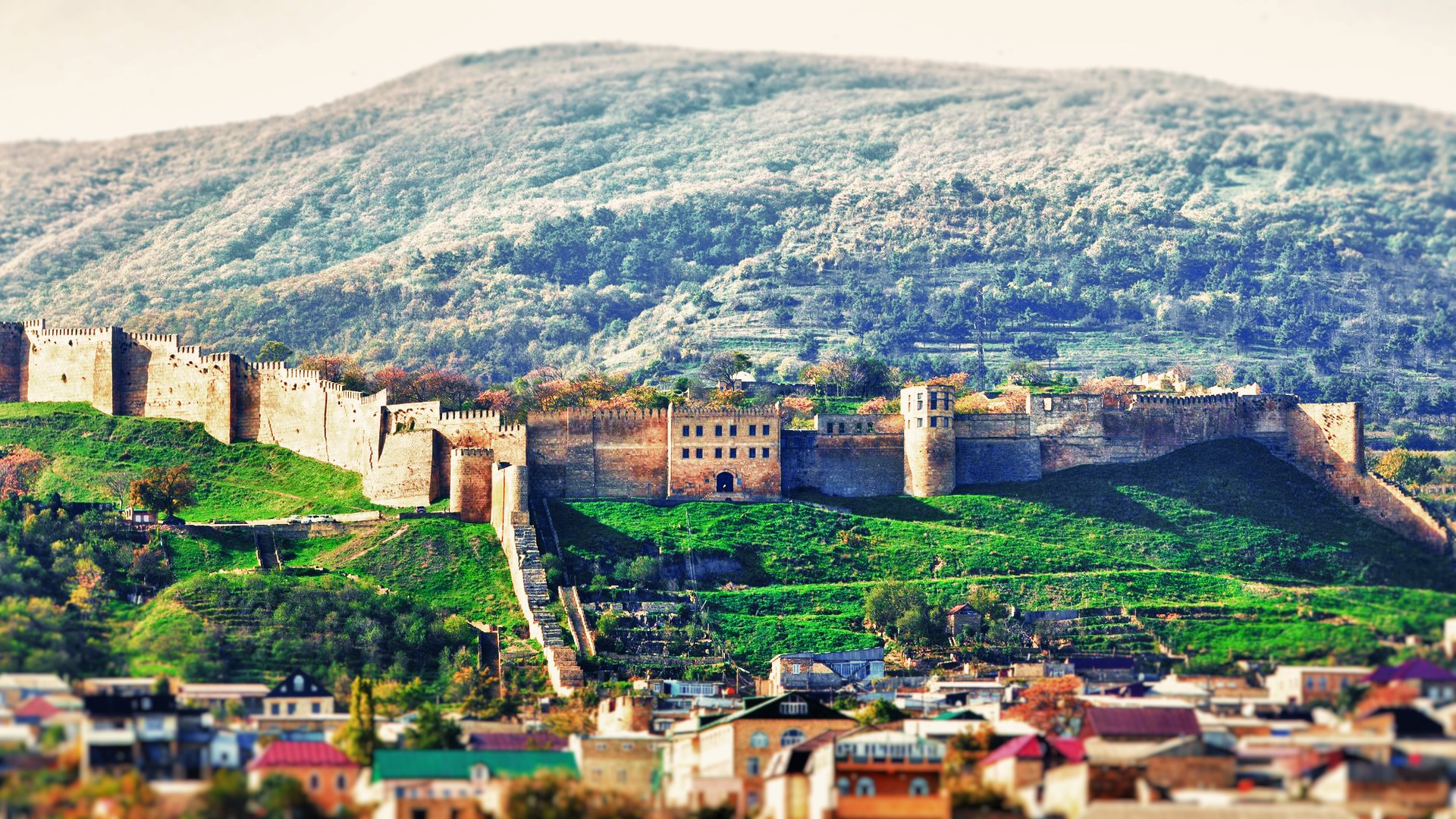
Le mura di Derbent, parte delle linee di difesa sasanidi

La presenza di un esercito permanente dell'impero sasanide si dovette ad Ardashir I, il primo shahanshah dell'impero. Ardashir restaurò le organizzazioni militari achemenidi, riprendendo il modello della cavalleria dei Parti e impiegando inoltre nuovi tipi di armature e tecniche di assedio.

#### Fanteria
I paygan costituivano la maggior parte della fanteria sassanide e venivano spesso reclutati dalla popolazione contadina. Ogni unità era guidata da un ufficiale chiamato paygan-salar, ovvero "comandante di fanteria", e questi perseguivano essenzialmente il compito di sorvegliare il convoglio degli approvvigionamenti, obbedire all'occorrenza agli ordini dell'asvaran, un militare di grado superiore, rinforzare le mura, le fortificazioni e supervisionare la realizzazione di trincee.

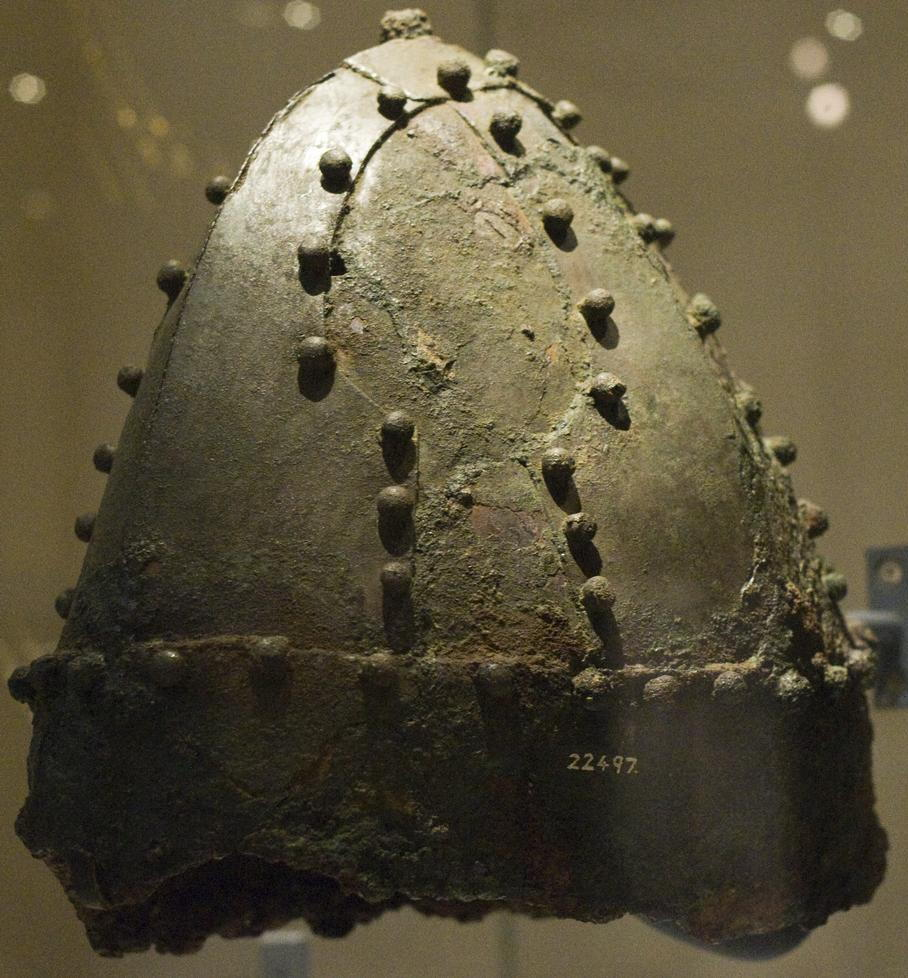
Elmo sasanide

Coloro che prestavano servizio nella fanteria erano dotati di scudi e lance. Per rinfoltire le proprie armate, i sassanidi si avvalsero degli uomini che giungevano dalla Media (nord-ovest dell'odierno Iran) e dal Daylam. I Medi fornivano all'esercito sassanide giavellotti, frombolieri e fanteria pesante di alta qualità. La fanteria iraniana è descritta da Ammiano Marcellino come «equipaggiata allo stesso modo dei gladiatori» e «obbedisce agli ordini con tanto ardore». I Daylamiti, un popolo iraniano che viveva principalmente nel Gīlān, nell'Azerbaigian iraniano e nel Mazandaran, servivano anche come fanti. Si dice che impiegassero equipaggiamenti quali pugnali, spade e giavellotti e che furono lodati dai romani per le loro abilità e robustezza nel combattimento ravvicinato. Un resoconto dei Dailamiti raccontava la loro partecipazione a un'invasione dello Yemen in cui 800 uomini erano guidati da un ufficiale loro conterraneo chiamato Vahrez. Quest'ultimo, alla fine, avrebbe sconfitto le forze arabe nello Yemen e nella capitale Sana'a, rendendo la regione vassalla dei Sasanidi fino all'invasione araba della Persia.

#### Marina
La marina sasanide costituiva un'importante componente delle forze armate sin dal momento in cui Ardashir I conquistò la porzione araba del Golfo Persico. Poiché il controllo della zona rappresentava una necessità economica, la marina si prodigò per stroncare casi di pirateria, impedire l'invasione romana e sedare le tribù arabe che divenivano ostili. Tuttavia, molti storici ritengono che il valore delle forze navali non avrebbe potuto andare oltre un certo livello, poiché gli uomini impiegati in marina erano perlopiù dei prigionieri. Il comandante supremo della marina recava il titolo di nāvbed.

#### Cavalleria

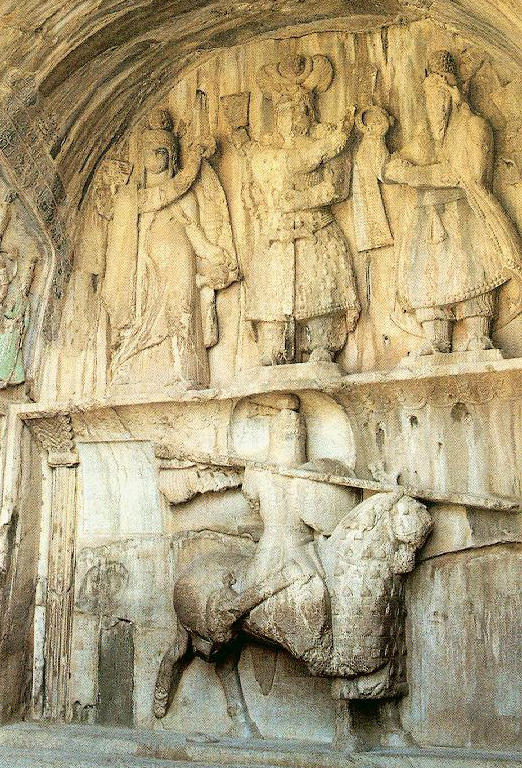
Un re sassanide equipaggiato come un cavaliere corazzato, Taq-e Bostan, Iran.

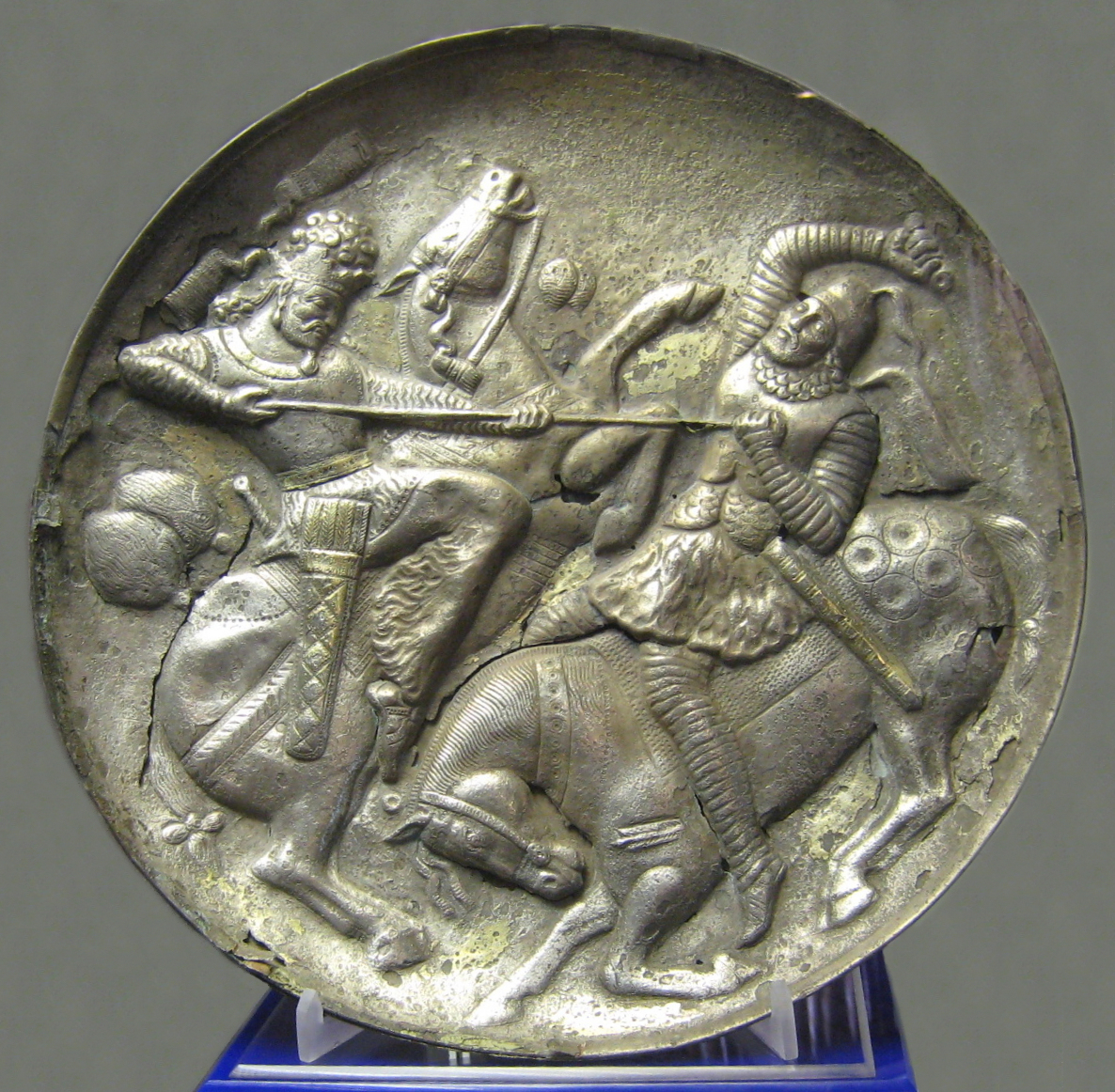
Piatto d'argento sasanide che mostra una scena di combattimento con lancia tra due nobili.

La cavalleria impiegata dall'impero vedeva due generi di unità pesanti, i clibanari e i catafratti. La prima delle due, composta da nobili d'élite addestrati fin dalla giovane età al mondo bellico, era supportata dalla cavalleria leggera, dalla fanteria e dagli arcieri. I mercenari e le tribù assorbite dall'impero, inclusi turchi, kusana, sarmati, cazari, georgiani e armeni furono inclusi in queste prime unità di cavalleria. Il secondo gruppo, ancora più corazzato, si avvaleva degli elefanti da guerra, uno dei reparti più apprezzati dal mondo sasanide.
A differenza dei Parti, i Sasanidi concepirono delle macchine d'assedio abbastanza avanzate. Lo sviluppo delle armi d'assedio fu un'arma utile durante i conflitti con Roma, in cui il successo dipendeva dalla capacità di impadronirsi di città e di altri siti fortificati; al contrario, i Sasanidi svilupparono anche una serie di tecniche per difendere le proprie roccaforti dagli attacchi. Benché la cavalleria dei Parti aveva numerose analogie con quelle dei Sasanidi, questi ultimi si munivano di lance anziché di archi. La descrizione dello storico romano Ammiano Marcellino della cavalleria dei clibanari di Sapore II mostra chiaramente quanto fosse pesantemente equipaggiata e come solo una parte si munisse delle lance:
(Ammiano Marcellino, Storie, XXV. 1)
I cavalieri non impiegavano una staffa, preferendo al suo posto una sella da guerra che aveva una paletta sul retro e due morsetti di protezione che si curvavano sulla parte superiore delle cosce del cavaliere. Ciò consentiva ai guerrieri di rimanere in sella in ogni momento durante la battaglia, specialmente durante gli scontri violenti.
Anche l'imperatore bizantino sottolinea nel suo Strategikon che molti membri della cavalleria pesante sassanide non portavano con sé delle lance, facendo affidamento sui loro archi come armi primarie. Tuttavia, i rilievi Taq-i Bustan e il famoso elenco di attrezzature di Al-Tabari necessari per i cavalieri dihqan che includeva la lancia, forniscono un contrasto. Quel che è certo è che l'armamentario dei cavalieri risultava vasto.
La quantità di denaro necessaria per sostentare un guerriero della casta cavalleresca degli asawaran (Azatan) richiedeva quanto meno il possesso di un piccolo possedimento, in genere direttamente conferito dalla corte reale che in cambio esigeva protezione.

#### Ruolo dei sacerdoti
Il rapporto tra sacerdoti e guerrieri rivestiva una grande importanza, perché il concetto di Ērānshahr era ampiamente ripreso anche dai chierici. Senza questo legame, alcuni storici immaginano che l'Impero sasanide non sarebbe sopravvissuto nelle sue fasi iniziali. A causa di questa relazione tra i guerrieri e i sacerdoti, religione e Stato erano considerati inseparabili nella religione zoroastriana. Tuttavia, una simile connessione causò l'indebolimento dell'Impero, in quanto ogni gruppo cercò di imporre il proprio potere sull'altro. I disaccordi tra i sacerdoti e i guerrieri portarono a un'insanabile spaccatura interna tra i Sasanidi, causandone la caduta.

## Diplomazia

### Roma e Costantinopoli

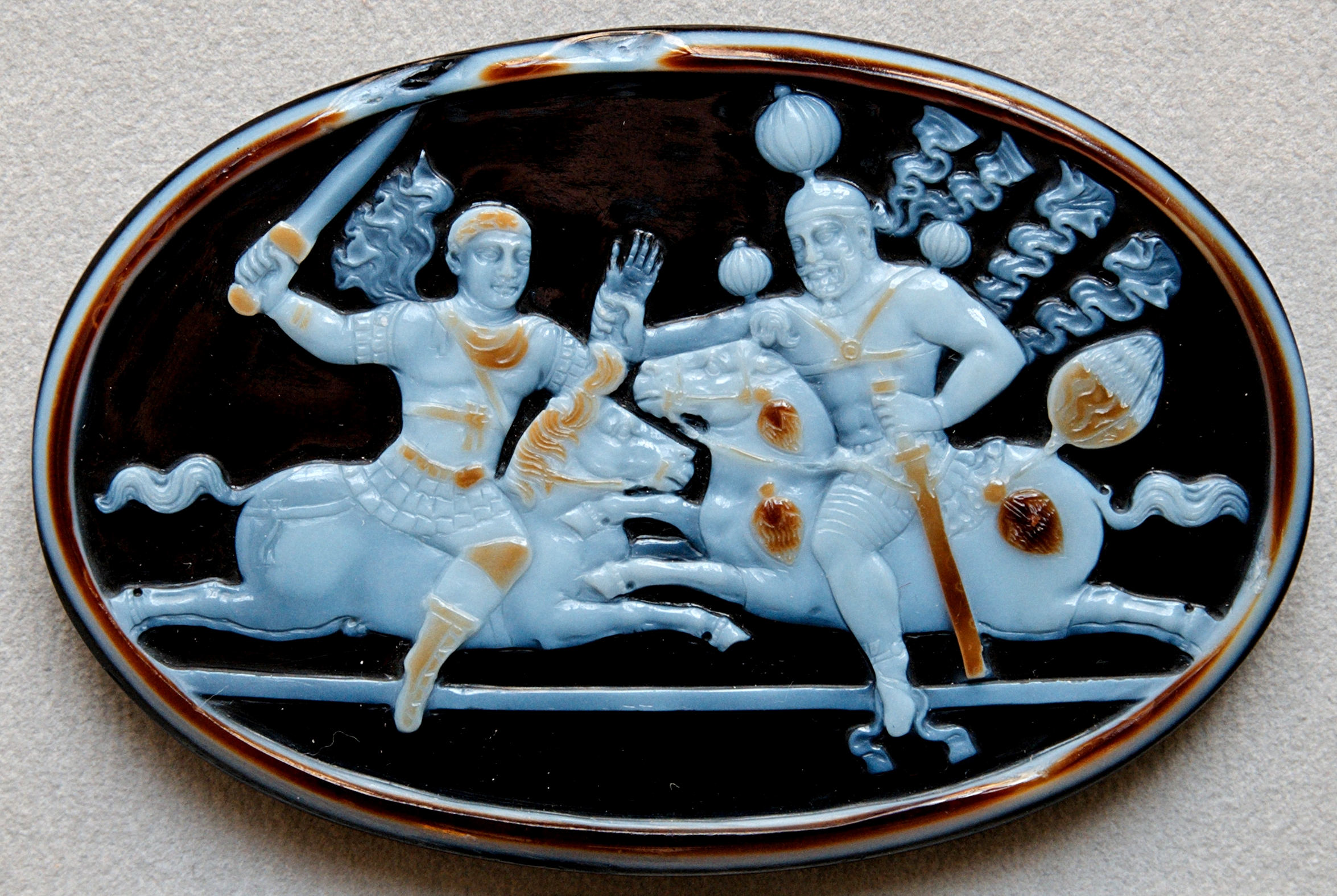
Cameo raffigurante re Sapore I che afferra per il braccio l'imperatore Valeriano, a segnalare la cattura e sottomissione del sovrano romano dopo la battaglia di Edessa

I Sassanidi, allo stesso modo dei Parti, rimasero costantemente in cattivi rapporti con l'impero romano. Riconosciuti come una delle principali potenze mondiali, essi preservarono le relazioni ostili pure nel periodo successivo alla caduta dell'impero romano d'Occidente, frapponendosi dunque all'impero bizantino per due secoli circa. A dire il vero, già dopo la divisione dell'impero romano, avvenuta nel 395, i bizantini, la cui capitale aveva sede a Costantinopoli, continuarono a contendersi il dominio della Persia con i loro rivali, con le ostilità che si fecero via via più frequenti nel corso del tempo. Come l'impero romano, anche i Sassanidi continuarono a combattere con altre realtà politiche confinanti e con le orde di nomadi. Sebbene la minaccia di incursioni compiute da questi ultimi non potesse mai essere completamente risolta, il potere centrale seppe arginare con maggiore successo questo pericolo rispetto ai romani, grazie a delle efficaci campagne belliche mirate con cui si riuscì a neutralizzare in più occasioni le tribù più aggressive.
L'ultima delle numerose e frequenti lotte con i romei, la decisiva guerra romano-persiana del 602-628, durante la quale avvenne l'assedio di Costantinopoli del 626, si concluse con una disfatta per entrambe le fazioni in termini di perdite umane ed economiche. Come se non bastasse, i conflitti sociali interni all'impero lo avevano notevolmente indebolito, semplificando dunque la futura conquista islamica della Persia. La repentina comparsa e ascesa nello scenario geopolitico del califfato dei Rashidun Colse del tutto impreparati i Sasanidi, provati da logoranti anni di conflitto. Le forze musulmane diedero il via a una grossa espansione, sottomettendo e l'impero sasanide e le province bizantine orientali durante le guerre arabo-bizantine, privando Costantinopoli dei territori del Levante, del Caucaso, dell'Egitto e del Nord Africa. Nei secoli successivi, metà dell'impero bizantino e l'intero territorio sasanide apparivano ormai stabilmente sotto il dominio musulmano.
In estrema sintesi e ricorrendo a un giudizio sommario, nel corso dei secoli, il territorio sassanide confinava a occidente con quello del grande e stabile stato romano, mentre a est, i suoi vicini più prossimi erano l'impero Kusana e le tribù nomadi degli Unni bianchi. La costruzione di fortificazioni quali la cittadella di Tus o la roccaforte di Nishapur, che in seguito divenne un centro culturale e commerciale, aiutò a proteggere le province orientali dagli attacchi nemici.

### Tribù nomadi
Nell'Arabia meridionale e centrale, le tribù dei Beduini effettuarono incursioni saltuarie in territorio sasanide. Il regno di al-Ḥīra, vassallo dei Sasanidi, fu istituito per formare una zona cuscinetto tra il cuore dell'Impero e le tribù beduine. La dissoluzione del regno appena menzionato compiuta da Cosroe II nel 602 contribuì notevolmente alle sconfitte decisive poi riportate contro i beduini arabi nel corso del VII secolo.

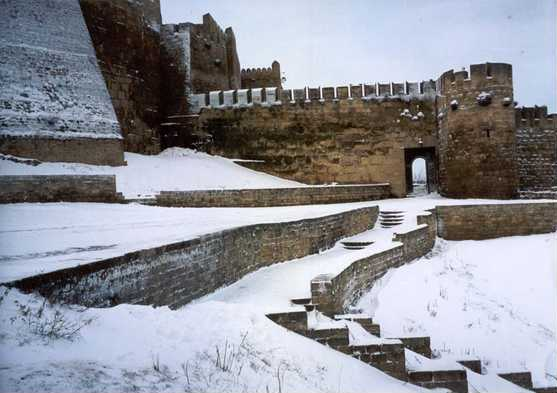
La fortezza sasanide di Derbent, nel Daghestan, in Russia. Dal 2003 rientra nell'elenco dei patrimoni mondiali redatto dall'UNESCO.

Nel nord, i Cazari e il Khaganato turco occidentale assaltavano frequentemente le province settentrionali dell'Impero. Uno dei più maggiori saccheggi avvenne in Media, nell'odierno Iran nord-orientale, nel 634. Poco dopo, l'esercito persiano riuscì a sconfiggerli e li scacciò dalla zona. I Sasanidi costruirono numerose fortificazioni nella regione del Caucaso per arrestare queste aggressioni, tra cui le imponenti fortificazioni costruite a Derbent (Daghestan, Russia) che in larga misura sono rimaste intatte fino ad oggi.
Sul lato orientale del Mar Caspio, i Sasanidi eressero la grande muraglia di Gorgan, una struttura difensiva lunga 200 km probabilmente destinata a proteggere l'Impero dalle bellicose tribù settentrionali, forse soprattutto dagli Unni Bianchi.

### Axum

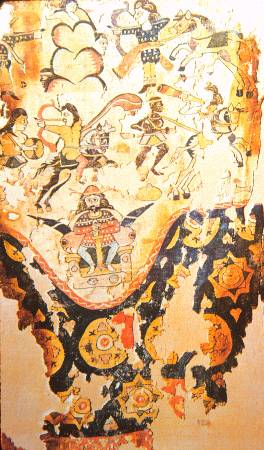
Modello di tessuto di tenda in lana egizia, o di pantaloni: copia di seta sasanide importata, a sua volta basata su un affresco del re persiano Cosroe II che combatte le forze etiopi in Yemen (VI secolo).

Nel 522, prima del regno di Cosroe, un gruppo di Axumiti monofisiti guidò un attacco contro Himyar, la potenza dominante dell'Arabia meridionale. Il capo arabo locale riuscì a resistere all'attacco ma chiese aiuto ai Sasanidi, mentre gli Axumiti si rivolsero successivamente ai Bizantini per chiedere aiuto. Gli Axumiti inviarono un'altra forza attraverso il Mar Rosso e questa volta uccisero con successo il capo arabo e lo rimpiazzarono con un loro fantoccio nella regione.
Nel 531, l'imperatore Giustiniano suggerì agli Axumiti in Yemen che avrebbero dovuto escludere i Persiani dal commercio indiano, con il risultato che sarebbero stati costretti a eseguire solo scambi marittimi con questi ultimi. Gli Etiopi non soddisfecero mai una simile richiesta, in quanto un generale axumita di nome Abraha assunse il controllo del trono yemenita e diede vita a un'entità politica indipendente. Dopo la morte di Abraha, uno dei suoi figli, Ma'di-Karib, andò in esilio mentre il suo fratellastro salì al trono. Dopo essere stato respinto da Giustiniano, Ma'di-Karib cercò aiuto da Cosroe, che inviò una piccola flotta e un esercito sotto il comandante Vahrez per deporre il nuovo re dello Yemen. Dopo aver catturato la capitale Ṣanʿāʾ, il figlio di Ma'di-Karib, Sayf, salì sul trono.
Compiendo un'analisi completa del contesto, Giustiniano fu in via diretta responsabile della presenza marittima sassanide nello Yemen. Non avendo fornito supporto agli arabi yemeniti, Cosroe poté aiutare Ma'di-Karib e convertire in seguito lo Yemen in un principato dell'impero sasanide.

### Cina
Allo stesso modo dei Parti, anche l'impero sasanide intrattenne relazioni estere frequenti con la Cina, in quanto gli ambasciatori persiani si recavano spesso in quell'area. Alcuni documenti cinesi riferiscono di sedici ambasciate sassanidi attive in Cina dal 455 al 555. In termini di scambi, il commercio terrestre e marittimo con la Cina appariva importante tanto per l'impero sasanide che per la controparte. La scoperta di un gran numero di monete sassanidi nella Cina meridionale conferma l'affollamento delle rotte commerciali marittime.

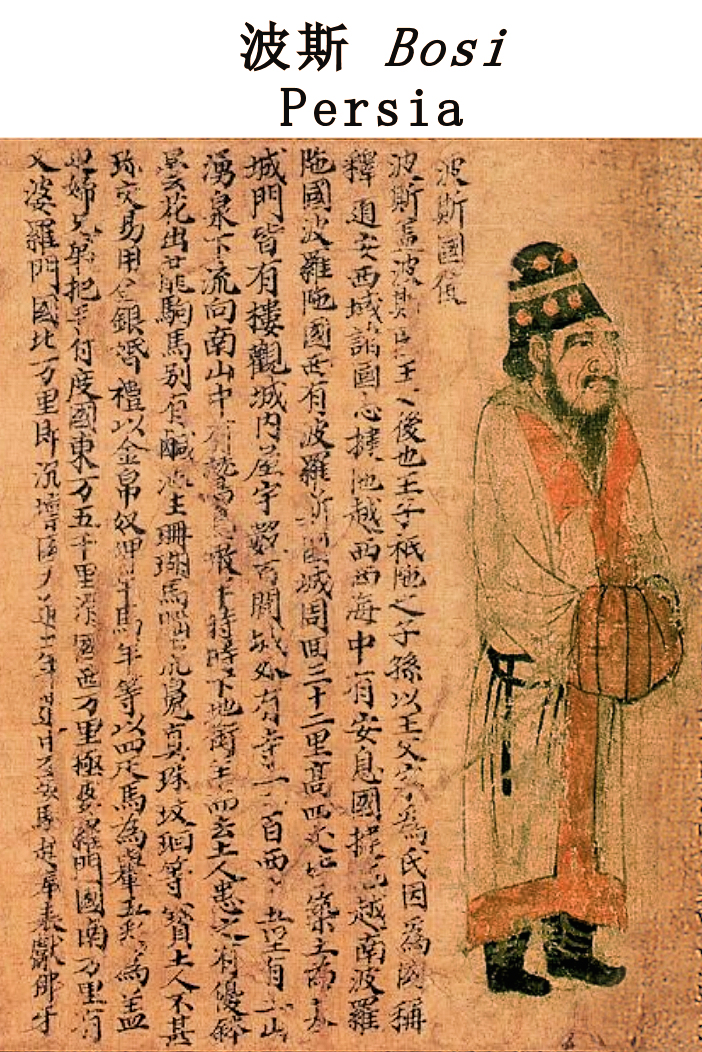
Ambasciatore persiano presso la corte cinese dell'imperatore Yuan di Liang nella sua capitale Jingzhou nel 526-539 d.C., con testo a fianco. Ritratti dell'offerta periodica di Liang, copia di una canzone dell'XI secolo.

In diverse occasioni, i monarchi sassanidi inviarono i loro più talentuosi musici e ballerini persiani alla corte imperiale di Luoyang quando al potere vi erano le dinastie Jìn e Wei del nord, così come a Chang'an durante la parentesi dei Sui e dei Tang. Entrambi gli imperi trassero beneficio dagli scambi avvenuti tramite la via della seta e condividevano un interesse comune nel preservare e proteggere quella fondamentale rotta. Collaborando per la protezione delle rotte commerciali attraverso l'Asia centrale, le due controparti costruirono degli avamposti nelle aree di confine per proteggere le carovane dalle tribù nomadi e dai banditi.
Le fonti forniscono prove dei numerosi sforzi compiuti dai sasanidi e dai cinesi nel formare delle alleanze contro il loro nemico comune, gli Eftaliti. Con l'ascesa dei nomadi Göktürk nell'Asia interna, pare che il rapporto di collaborazione proseguì per disinnescare i successi dei turchi. I documenti rinvenuti presso il monte Mo confermano la presenza di un generale cinese al servizio del re di Sogdiana al tempo delle invasioni arabe.
In seguito all'invasione dell'Iran da parte degli arabi musulmani, Peroz III, figlio di Yazdgard III, fuggì insieme ad alcuni nobili persiani e si rifugiò presso la corte imperiale cinese. Sia Peroz che suo figlio Narsieh (neh-shie in scritti orientali) ricevettero alti titoli alla corte cinese. In almeno due occasioni, l'ultima forse nel 670, delle truppe cinesi furono inviate al fianco di Peroz per riportarlo al trono sasanide con risultati altalenanti: è probabile, nella migliore delle ipotesi, che grazie a uno di questi contingenti Peroz rimase al potere per breve tempo in Sakastan, come suggeriscono le monete rinvenute dagli archeologi. In seguito, Narsieh ottenne il ruolo di comandante delle guardie imperiali cinesi, con i suoi discendenti che vissero in Cina come principi rispettati e rifugiati sasanidi in fuga dai conquistatori arabi. L'imperatore attivo in quel momento storico era Gao Zong di Tang.

### India

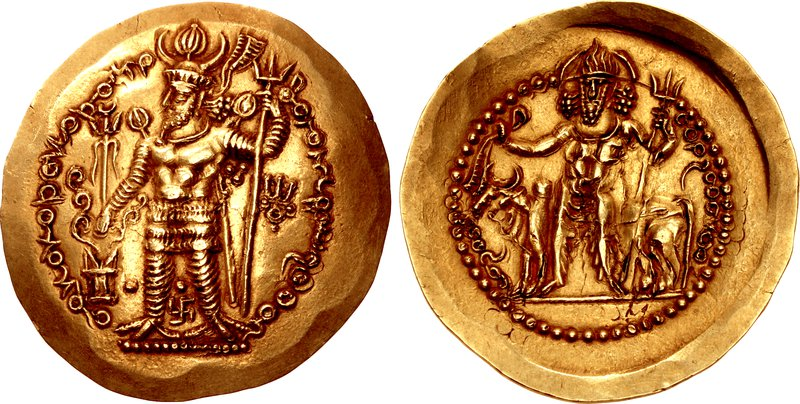
Moneta del Kushanshah Peroz II (al potere dal 303 al 330)

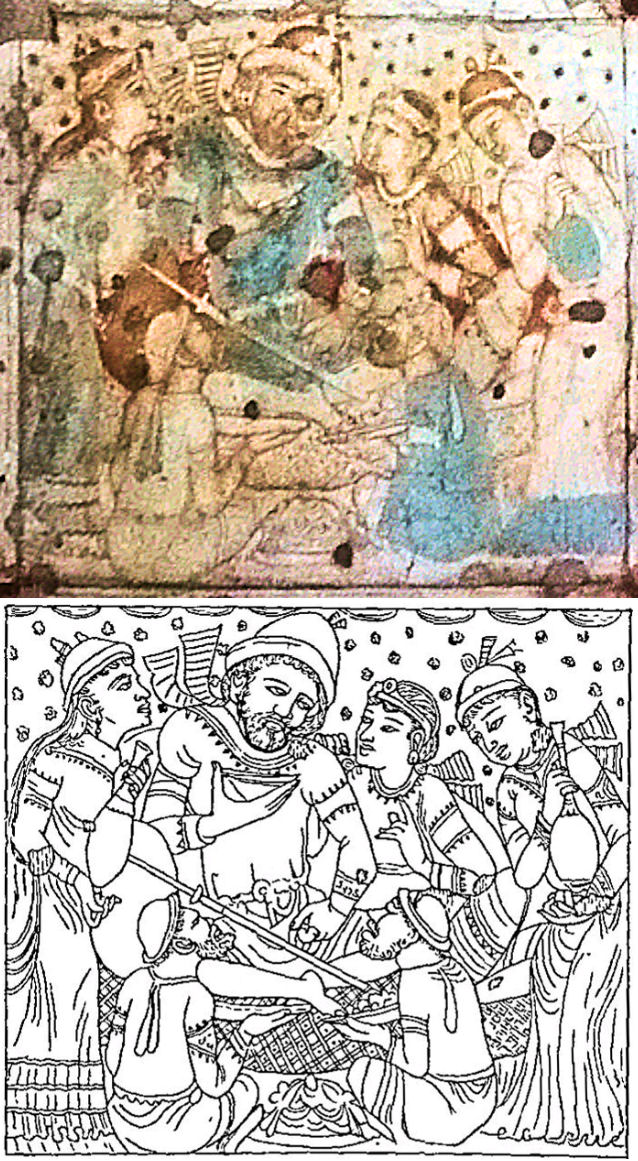
Dignitario straniero che beve vino sul soffitto della grotta 1, grotte di Ajanta. L'opera ritrae forse l'ambasciata sasanide presso il re indiano Pulakesi II (610-642).

Dopo la conquista dell'Iran e delle regioni vicine, Sapore I estese la sua autorità a nord-ovest del subcontinente indiano. I Kusana, in passato autonomi, furono costretti ad accettare la sovranità di una potenza straniera. Nello specifico, tale situazione riguardò i Kusana occidentali, che controllavano l'Afghanistan, mentre quelli orientali erano attivi in India. Sebbene l'impero Kusana declinò alla fine del III secolo, realtà a cui subentrò l'impero Gupta indiano nel IV secolo, i Sasanidi continuarono comunque a lasciare delle tracce importanti nel nord-ovest dell'India per tutto questo arco temporale.
La Persia e l'India nord-occidentale, con quest'ultima che in precedenza faceva parte dei territori Kusana, si impegnarono in rapporti culturali e politici durante questo periodo, poiché alcune pratiche sasanidi si diffusero anche a est. In particolare, i Kusana furono influenzati dalla concezione sassanide della regalità, che si diffuse attraverso il commercio di argenteria e tessuti sasanidi raffiguranti imperatori che cacciavano o dispensavano giustizia.
Questo interscambio culturale, tuttavia, non diffuse pratiche o atteggiamenti religiosi sassanidi nei confronti dei Kusana. Tra gli scambi culturali relativi a India e Persia si segnala l'importazione nell'universo persiano di un'antica versione del gioco degli scacchi, il chatrang (in medio persiano: shatranj). Da parte loro, i persiani introdussero il backgammon ("Nēw-Ardašēr") in India.
Durante il regno di Cosroe I, molti libri giunsero dall'India e andarono tradotti in medio persiano. Nei secoli a venire, alcuni di questi testi godettero di grande fortuna nel mondo islamico e nella letteratura araba. Un notevole esempio è costituito dalla traduzione del Pañcatantra indiano ultimata da uno dei ministri di Cosroe, Burzoe. Il lavoro, edito con il nome di Kalīlag ud Dimnag, riuscì a distinguersi anche nella letteratura araba e in Europa. I dettagli del leggendario viaggio di Burzoe verso l'India e la sua audace versione del Pañcatantra furono commentati nel dettaglio dal poeta Firdusi nello Shāh-Nāmeh:

## Società

### Urbanismo e nomadismo

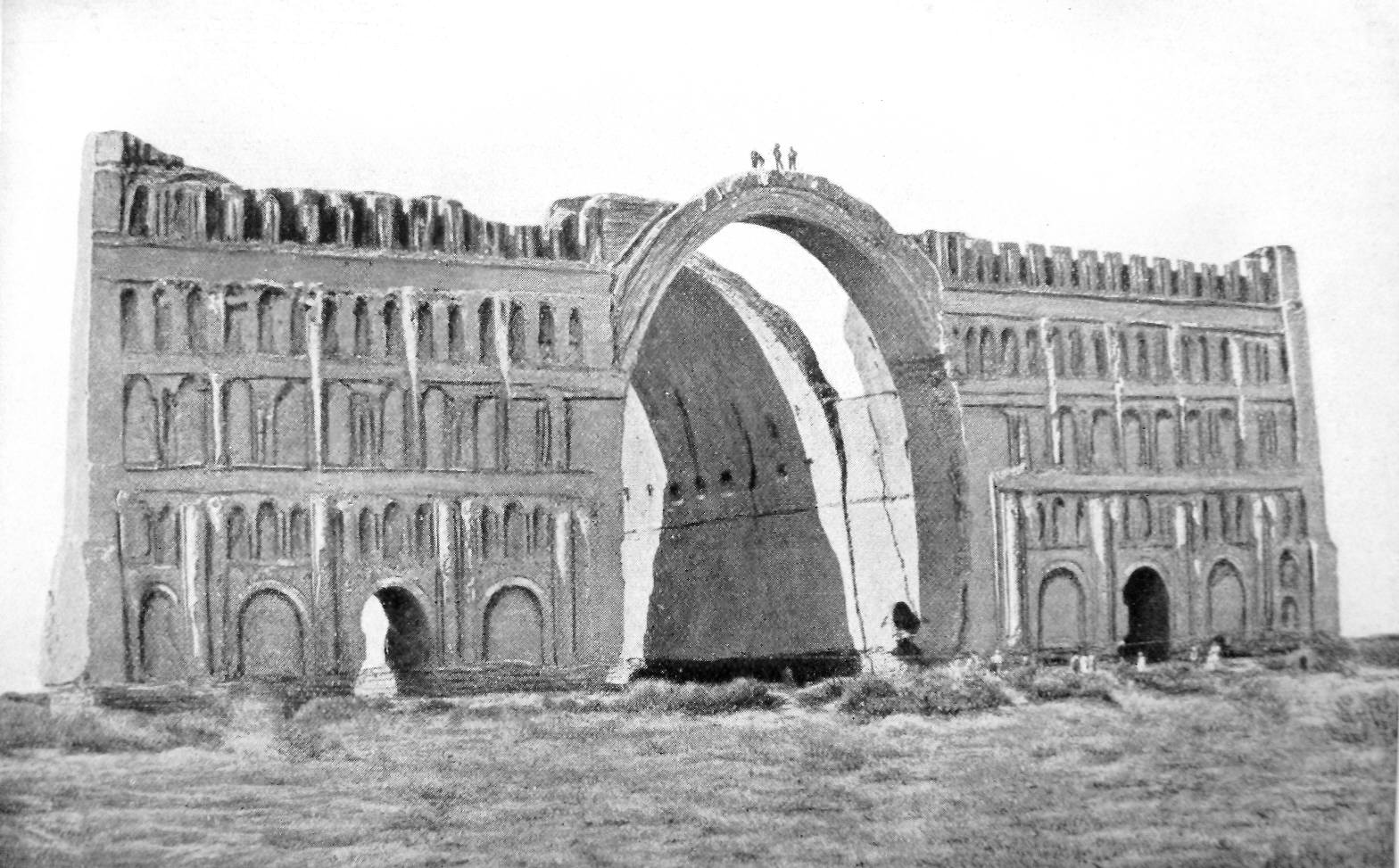
Taq-i Kisra, la facciata del palazzo sasanide nella capitale Ctesifonte. La città si sviluppò in una ricca metropoli commerciale e potrebbe essere diventata la città più popolosa del mondo tra il 570 e il 622.

In contrasto con la società dei Parti, i Sasanidi posero una certa attenzione sulla necessità di godere di un governo centralizzato e di una salda autorità al comando. Nell'immagino collettivo sasanide, la società ideale doveva preservare una certa stabilità e gestire con oculatezza la giustizia: lo strumento ideale per eseguire questi compiti passava per un monarca saldamente al potere della massima carica. I Sasanidi miravano inoltre a dare vita a un impero costellato di città fiorenti, progetto realizzato con un discreto successo. Durante il tardo periodo sasanide, la Mesopotamia vantava una delle maggiori densità di popolazione del mondo basso-medievale. È possibile che un simile traguardo fosse stato raggiunto attraverso la fondazione e la rifondazione di un certo numero di città, come si evince nel testo in medio persiano a noi sopravvissuto intitolato Šahrestānīhā ī Ērānšahr ("Le capitali della provincia dell'Iran"). Ardashir I stesso costruì e ricostruì molti insediamenti, dando il suo nome tra gli altri a Veh-Ardashir, in Asuristan, ad Ardashir-Khwarrah, in Pars, e a Vahman-Ardashir, in Maishan. In epoca sasanide altrettante città assunsero come nome «Iran-khwarrah», in quanto i Sasanidi volevano rimarcare il vecchio lascito rappresentato dall'avestico.
Molte di queste località, sia nuove che già esistenti, erano popolate non solo da gruppi etnici autoctoni, come gli Iranici o i Siriaci, ma anche dai deportati e prigionieri di guerra romani, inclusi Goti, Slavi, Latini e altri. Molti di questi catturati erano lavoratori esperti, abituati a ergere strutture quali interi insediamenti, ponti e dighe. Ciò consentì ai sasanidi di familiarizzare con le tecniche di costruzione romane. L'impatto che questi stranieri ebbero sull'economia fu significativo, poiché molti di loro erano cristiani e contribuirono alla diffusione di tale credo in tutto l'impero.
A differenza della mole di informazioni conosciute sui popoli insediatisi dell'impero sasanide, si sa ben poco delle comunità nomadi. È noto che questi venivano indistintamente chiamati «Curdi» dai sasanidi e che servivano con regolarità l'esercito sasanide, in particolare le tribù del Daylam e i Gilani. Questo genere di rapporti con i nomadi proseguì nel periodo islamico, con il servizio dei due popoli nomadi sopraccitati che si susseguì senza interruzioni.

### Lingue

#### Ufficiali
Agli albori della parentesi sasanide, il medio persiano si affiancava alla koinè greca e il partico nelle iscrizioni dei primi re sasanidi. Tuttavia, quando al potere vi fu Narseh (293-302), il greco appariva in disuso, forse a causa della scomparsa degli ellenici o degli sforzi del clero zoroastriano anti-ellenico di esautorarlo una volta per tutte. Probabilmente si trattò altresì di un rigetto dovuto all'associazione dell'idioma ai romani o ai bizantini, rivali dei sasanidi. Il partico scomparve presto anche come lingua amministrativa, ma continuò ad essere parlato e scritto nella parte orientale dell'impero sasanide, la patria dei Parti. Inoltre, molti degli aristocratici del vecchio impero entrati nel servizio sasanide dopo la caduta dell'antico regime si esprimevano ancora in partico, come i sette clan dei Parti, che gestivano molto potere all'interno dell'impero.
L'aramaico, come nell'impero achemenide, sia pure nella forma media, era ampiamente usato nell'impero sasanide e fornì l'alfabeto per il medio persiano e altre lingue.

#### Locali
Sebbene il medio persiano fosse la lingua madre dei Sasanidi (che, tuttavia, non erano originari del Pars), questa risultava solo una delle tante, per giunta minoritaria, nel vasto impero; benché parlata perlopiù nel Pars, essa era diffusa in Media e nelle regioni circostanti. Tuttavia, in quel periodo si distinguevano diversi dialetti persiani. Oltre al persiano, il predecessore non attestato dell'antico azero insieme a uno dei suoi dialetti, il Tati, era parlato in Adurbadagan (Azerbaigian). L'antico daylami e probabilmente il proto-caspico, che in seguito si evolsero nel gilaki in Gilan e nel mazanderani (noto anche come Tabari) in Tabaristan, venivano parlati nelle stesse regioni. Inoltre, sempre nelle due stesse aree geografiche, si parlavano altre lingue e dialetti.
Nei territori sasanidi nel Caucaso si parlavano numerose lingue tra cui il georgiano antico, varie lingue cartveliche (in particolare in lazica), il persiano medio, l'armeno classico, l'albanese caucasico, lo scitico, il greco koinè e altri.
In Khūzestān si parlavano diversi idiomi, ovvero il persiano nel nord e nell'est, mentre l'aramaico medio orientale nel resto della regione. Inoltre, anche la lingua elamica potrebbe essere stata parlata nella provincia, ma non vi sono riferimenti che nominano esplicitamente la lingua in esame. In Maishan, gli aramei, insieme agli arabi stanziali (conosciuti come arabi meseniani) e a quelli nomadi, formavano la popolazione semita della provincia insieme ai mercanti Nabatei e Palmireni. Anche gli iranici avevano iniziato a stabilirsi nella provincia, insieme agli Zutt, che erano stati deportati dall'India. Anche altri gruppi indiani come i Malesi potrebbero essere stati deportati a Meshan, sia come prigionieri che come marinai reclutati. In Asuristan, la maggioranza della popolazione si componeva di cristiani nestoriani di lingua aramaica, inclusi in particolare di siriaco medio, mentre persiani, ebrei e arabi formavano una minoranza nella provincia.
A causa delle invasioni degli Sciti e del loro sottogruppo, gli Alani, ad Atropatene, in Armenia e in altri luoghi del Caucaso, in tali aree aumentò il totale di iranici presenti, sebbene in bassa percentuale. Il partico era parlato in Khorasan insieme ad altre sottovarianti e idiomi iranici, mentre il sogdiano, il battriano e il corasmio erano parlati più a est in luoghi che non erano sempre controllati dai sasanidi. Più a sud, nel Sistan, si assistette a migrazioni di massa degli Sciti in epoca partica e molto più tardi centro dei persiani sistani, si ricorreva a una sconosciuta lingua iranica centro-sudoccidentale oppure, più semplicemente, al medio persiano. Il Kerman era popolato da un gruppo iraniano che somigliava molto ai persiani mentre, più a est in Paratan, Turan e Makran, proliferavano le lingue non iraniche e una sconosciuta lingua iranica occidentale. Nelle principali città come Jundishapur e Ctesifonte, i prigionieri di guerra romani/bizantini si esprimevano in latino, greco e siriaco. Inoltre, lo slavo e il germanico erano parlate anche nell'impero sasanide, ancora una volta a causa della cattura dei soldati romani, ma la percentuale deve essere risultata assolutamente trascurabile. Le lingue semitiche, tra cui l'himyarita e il sabeo, erano comuni nella provincia dello Yemen.

### Classi sociali
La società sassanide era estremamente complessa, con numerosi gruppi diversi e separati tra di loro in maniera rigida che convivevano all'interno dell'impero. Gli storici credono che la società comprendesse quattro classi sociali:
1. Asronan (sacerdoti)
2. Arteshtaran (guerrieri)
3. Wstaryoshan (gente comune)
4. Hutukhshan (artigiani)

La casta principale del sistema sasanide vedeva lo shahanshah regnare su tutti i nobili. I principi più vicini alla corte, i piccoli governanti, i grandi proprietari terrieri e i sacerdoti costituivano tutti insieme una privilegiata élite nella gerarchia sociale, venendo identificati come wuzurgan, o grandi.
A un livello inferiore, la società sasanide vedeva gli Azatan (uomini liberi), una vasta aristocrazia di basso livello e amministratori di rango non alto che vivevano principalmente in piccole proprietà. Da tale ceto proveniva la spina dorsale di cavalleria dell'esercito sasanide.
Poiché il sistema sociale sasanide soffriva di un certo immobilismo, è lecito ipotizzare che passare da una classe all'altra si rivelasse un'operazione estremamente ardua. Il sistema delle caste sasanide sopravvisse all'impero, continuando ad esistere nel primo periodo islamico.

### Schiavitù
In generale, la schiavitù di massa non venne mai praticata dagli iranici; paradossalmente, in molti casi la situazione e le condizioni di vita dei semi-schiavi (prigionieri di guerra) apparivano migliori di quelle della gente comune. In Persia, il termine "schiavo" era usato anche per i debitori che dovevano impiegare parte del loro tempo per servire in un tempio del Fuoco.
Gli schiavi più comuni nell'impero sasanide erano i domestici, che lavoravano nelle proprietà private e nei templi del Fuoco. L'impiego di una schiava in una casa era comune e il suo padrone aveva il controllo totale su di lei, potendo inoltre concepire dei figli qualora lo desiderasse. Gli schiavi ricevevano anche un salario e potevano sperare di costruire una propria famiglia indipendentemente dal loro sesso. Aggredire fisicamente o causare lesioni a uno schiavo erano atti considerati non permessi e nemmeno il re in persona era autorizzato a realizzare tali condotte.
Il padrone di uno schiavo poteva liberare la persona quando voleva, azione che, indipendentemente dalla fede in cui credeva lo schiavo, era considerata un gesto di carità di buon valore. Uno schiavo poteva ottenere la libertà anche in caso di morte del padrone.

## Religione

### Zoroastrismo

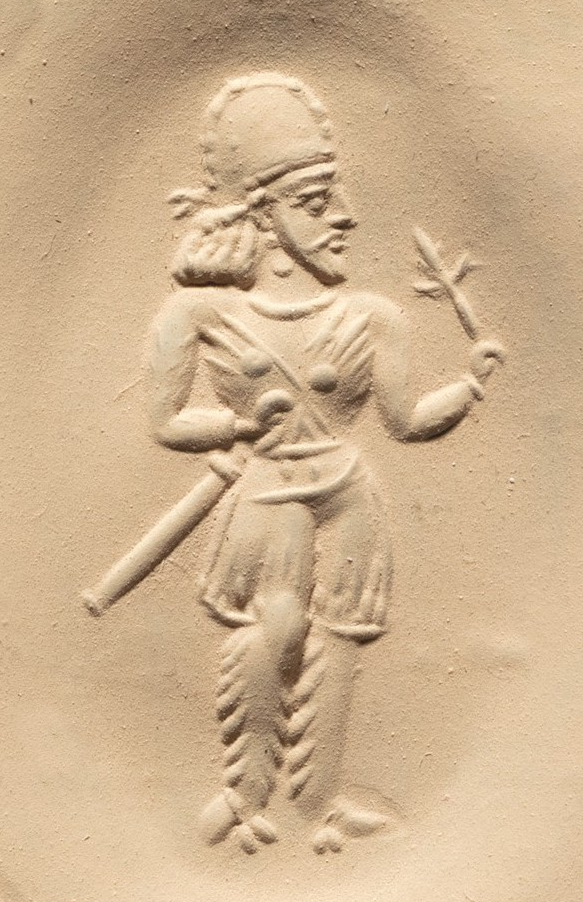
Sigillo di un nobile sassanide con in mano un fiore, fine III-inizio IV secolo circa

Sotto l'impero partico, lo zoroastrismo si frammentò in delle entità regionali che adottarono vari elementi religiosi legati alla tradizione religiosa iranica e a quella dell'Antica Grecia. Il paganesimo greco, così come le idee diffusesi e mescolatesi allo zoroastrismo quando Alessandro Magno aveva sottratto l'impero persiano a Dario III, originarono un processo di sintesi religiosa e culturale greco-persiana che proseguì in epoca partica. Tuttavia, sotto i Sasanidi, rinacque un interesse per lo zoroastrismo ortodosso, malgrado con alcune numerose e importanti differenze. Nello specifico, lo zoroastrismo sassanide si sarebbe sviluppato per le chiare distinzioni con le pratiche stabilite dall'Avestā, i libri sacri della religione. Si sostiene spesso che il clero zoroastriano sasanide strumentalizzò la fede per esaltare la politica perseguita dalla corte. Le politiche religiose sasanidi contribuirono a riesumare numerosi movimenti riformisti, soprattutto quelli fondati dagli influenti profeti religiosi Mani e Mazdak.
Il rapporto tra i re sasanidi e le fedi praticate nel loro impero divenne complesso e vario. Ad esempio, mentre Sapore I tollerava e incoraggiava il multiculturalismo e pare che abbracciò in segreto lo zurvanismo, le minoranze religiose furono a volte soppresse dai re successivi, come nel caso di Bahram II. Sapore II, invece, tollerò numerosi gruppi religiosi ma non i cristiani, da lui perseguitati soltanto per via della conversione di Costantino.

#### Il ruolo di Tansar
Fin dall'inizio del dominio sassanide nel 224, una tradizione zoroastriana ortodossa nata nel Pars avrebbe svolto un ruolo importante nell'influenzare e legittimare lo Stato fino al suo crollo a metà del VII secolo. Dopo che Ardashir I depose l'ultimo re pratico, Artabano V, egli cercò l'aiuto di Tansar, un herbad (sommo sacerdote) degli zoroastriani iranici, al fine aiutarlo a legittimare la nuova dinastia. Tansar eseguì tale compito scrivendo alle autorità di fatto e ai vassalli attivi nelle diverse regioni dell'Iran allo scopo di accettare Ardashir I come loro nuovo signore, in particolare ricorrendo alla Lettera di Tansar, che era indirizzata a Gushnasp, il re vassallo di Tabaristan. Gushnasp aveva accusato Ardashir I di aver usurpato il trono e che, mentre le sue azioni «potrebbero essere state buone per il mondo», esse risultavano «cattive per la fede». Tansar confutò queste accuse nella sua lettera a Gushnasp, affermando che non tutti gli aspetti del mondo partico erano da considerarsi migliori e che Ardashir sarebbe stato più virtuoso dei suoi predecessori. La Lettera di Tansar includeva alcuni attacchi alle pratiche religiose e all'orientamento dei Parti, che non seguivano una tradizione zoroastriana ortodossa ma piuttosto eterodossa. Di conseguenza, lo zoroastrismo aveva subito un processo di "decadenza" dopo l'invasione di Alessandro, un declino proseguito durante il dominio dei Parti e che meritava un'inversione di rotta.
Tansar avrebbe poi aiutato a supervisionare la formazione di un'unica "Chiesa zoroastriana" gestita dai magi persiani, insieme alla creazione di un unico insieme di testi, l'Avestā, che lui stesso approvato e autorizzato.

#### Influenza di Kartir
Kartir, un chierico persiano molto potente e influente, prestò servizio sotto diversi re sassanidi e supervisionò il progetto politico di istituire un'ortodossia zoroastriana incentrata sulla regione di Pars è valida per tutto l'impero sassanide. Il suo potere e la sua influenza crebbero così tanto che divenne l'unico "uomo comune" a cui in seguito fu permesso di godere di proprie iscrizioni rupestri scolpite alla maniera dei sovrani (a Sar Mashhad, Naqsh-e Rostam, Ka'ba-ye Zartosht e Naqsh-e Rajab). Sotto Sapore I, Kartir divenne «l'autorità assoluta» sull'«ordine dei sacerdoti» presso la corte sassanide e anche in tutte le regioni dell'impero, con l'implicazione che tutti i chierici zoroastriani regionali sarebbero stati per la prima volta da allora subordinati ai chierici di Pars. In una certa misura, Kartir perseguì una politica iconoclasta e si incaricò di aiutare a stabilire numerosi tempi del Fuoco in tutto l'Iran, soppiantando i monumenti e i templi contenenti immagini e idoli di divinità di culto proliferati durante l'epoca dei Parti. Nell'esprimere la sua ortodossia dottrinale, Kartir incoraggiò il perseguimento di un oscuro concetto zoroastriano noto come khvedodah tra la gente comune (matrimonio all'interno della famiglia, nello specifico tra fratelli e cugini). In varie fasi della sua lunga carriera a corte, Kartir supervisionò anche la persecuzione periodica dei non zoroastriani in Iran e si assicurò l'esecuzione dei dettami del profeta Mani durante il regno di Bahram I. Nel corso del dominio di Ormisda I, predecessore e fratello di Bahram I, Kartir ricevette il nuovo titolo zoroastriano di mobad, una carica clericale nata e pensata per essere considerata superiore a quella dell'Iran orientale di epoca partica di herbad.

#### Riforme del calendario zoroastriano
I persiani conoscevano da tempo il calendario egiziano, con i suoi 365 giorni divisi in 12 mesi. Tuttavia, il calendario zoroastriano tradizionale aveva 12 mesi di 30 giorni ciascuno. Durante il regno di Ardashir I, fu eseguito un tentativo di introdurre un calendario zoroastriano più accurato per l'anno, con il quale si aggiungevano 5 giorni prima inesistenti. Questi ultimi furono chiamati giorni di Gatha e avevano una valenza pratica oltre che religiosa. Tuttavia, furono ancora tenuti separati dall'«anno religioso», in modo da non disturbare le osservanze di lunga data del calendario zoroastriano più antico.
Al momento dell'introduzione della prima riforma del calendario, emersero alcune difficoltà, in particolare con riguardo ad alcune importanti feste zoroastriane come Hamaspat-maedaya e Nawrūz nel calendario anno dopo anno. Questa confusione ingenerò apparentemente grandi malumori tra la gente comune; mentre la corte cercava di imporre l'osservanza di queste sontuose celebrazioni nelle nuove date ufficiali, gran parte della gente comune continuò ad osservarle nelle date tradizionali più antiche; per questo motivo, si creò una situazione in virtù della quale le celebrazioni parallele per Nawrūz e altre festività zoroastriane si svolgevano spesso a pochi giorni l'una dall'altra. La confusione scatenata dai due calendari causò molta confusione e attrito tra i laici e la classe dirigente. In seguito, il clero scelse di introdurre un compromesso, ampliando la durata delle celebrazioni parallele a una ricorrenza che sarebbe durata sei giorni. Tale modifica non riguardò il Nawrūz.
Insorse comunque un ulteriore problema, poiché il Nawrūz venne spostato durante questo periodo dall'equinozio di primavera all'autunno, sebbene questa incoerenza fosse probabilmente nata già in epoca partica.
Ulteriori riforme del calendario ebbero luogo durante la tarda era sassanide. Sin dai tempi delle innovazioni introdotte da Ardashir I, non si verificò alcun cambiamento al calendario. Pertanto, con un quarto di giorno perso ogni anno, gli sbalzi tra i mesi divennero talmente sensibili che alla fine il Capodanno si concludeva a luglio. Constatate le problematiche, si scelse di convocare un grande consiglio e si decise di spostare il Nawrūz in concomitanza con la stagione in cui aveva luogo durante la parentesi achemenide, ovvero in primavera. Questo cambiamento avvenne probabilmente durante il regno di Kavad I, all'inizio del VI secolo. Pare che in questo frangente si diede molta enfasi all'importanza della primavera e alla sua connessione con la risurrezione e il Frashegerd.

#### I tre Grandi Fuochi

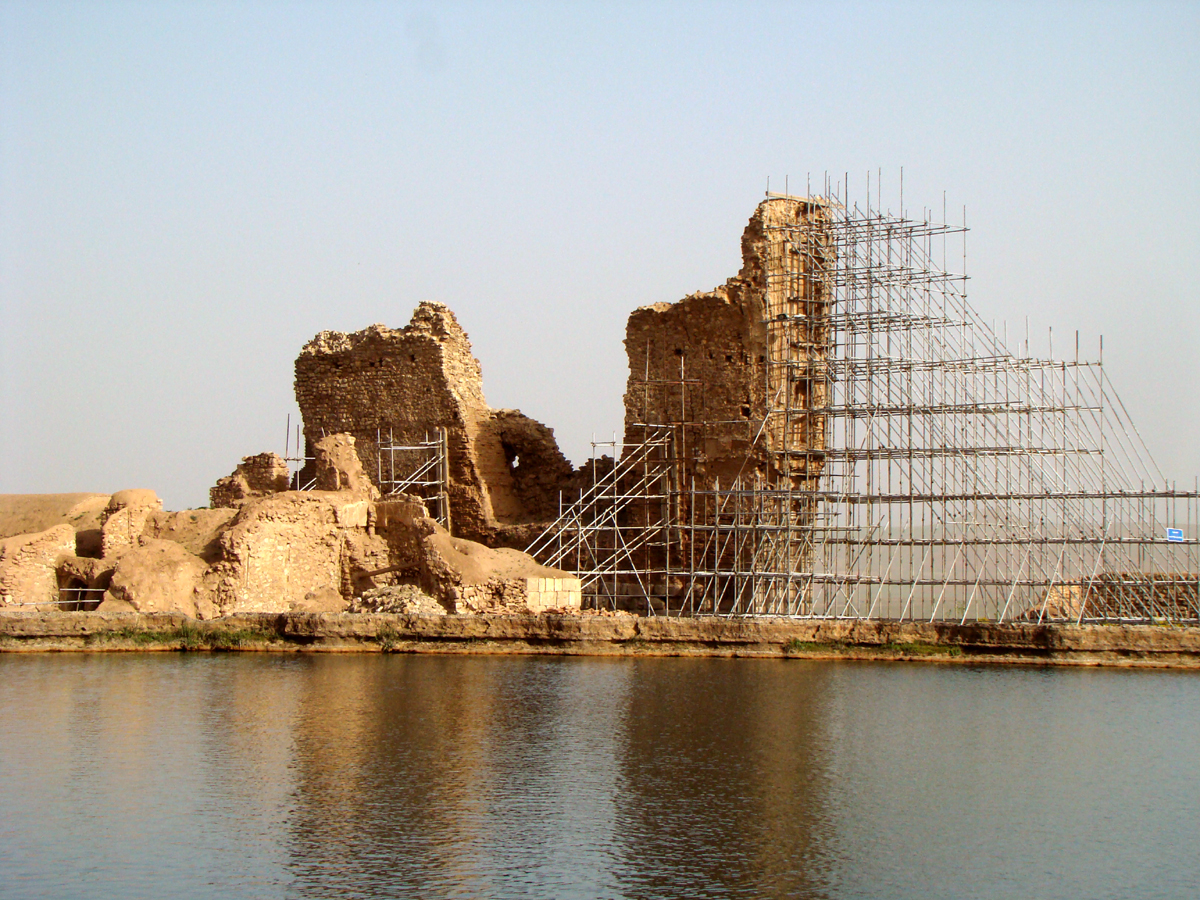
Rovine di Adur Gushnasp, uno dei tre principali templi zoroastriani dell'impero sasanide.

Riflettendo la rivalità regionale e il pregiudizio che si ritiene che i Sasanidi avrebbe serbato nei confronti dei loro predecessori storici, fu probabilmente durante l'epoca sassanide che fecero la comparsa i due grandi Fuochi nel Pars e in Media, rispettivamente ad Adur Farnbag e Adur Gushnasp, i quali finirono per affiancare e addirittura alla lunga eclissare il tempio sacro di Adur Burzen-Mehr in Partia, nell'Iran orientale. L'Adur Burzen-Mehr, riconducibile secondo una leggenda a Zoroastro e Vishtaspa, il primo re zoroastriano, aveva un valore troppo forte affinché i magi persiani ne ordinassero l'eventuale soppressione.
Alla luce della premessa appena esposta, la dinastia sasanide scelse dunque che i tre Grandi Fuochi del mondo zoroastriano avrebbero dovuto beneficiare di associazioni specifiche. L'Adur Farnbag, a Pars. fu associato ai magi, l'Adur Gushnasp, in Media, ai guerrieri e l'Adur Burzen-Mehr, in Partia, con i ceti più umili, ovvero agricoltori e pastori.
L'Adur Gushnasp divenne alla lunga, per consuetudine, una meta di pellegrinaggio da raggiungere a piedi per i sovrani appena intronizzati dopo la loro incoronazione. È probabile che, durante l'era sasanide, i tre Grandi Fuochi fossero diventati la principale meta di pellegrinaggio dei fedeli zoroastriani sparsi per l'Asia.

#### Iconoclastia e promozione del persiano
Gli antichi sasanidi si pronunciarono contro l'uso delle immagini di culto, ragion per cui statue e idoli furono rimossi da molti templi e, ove possibile, si installarono dei fuochi sacri. Questa politica si estese anche alle regioni abitate dagli Aniran (letteralmente non iranici) durante alcune fasi. Ahura Mazdā avrebbe distrutto le statue erette in memoria dei defunti in Armenia. Tuttavia, si scelse di rimuovere solo le statue di culto. I Sasanidi continuarono a impiegare le immagini per rappresentare le divinità dello zoroastrismo, inclusa quella di Ahura Mazdā, nella tradizione sviluppatasi durante il periodo seleucide.
Nei tempi antichi, le iscrizioni reali consistevano spesso in iscrizioni in partico, medio persiano e greco. Tuttavia, l'ultima volta che il partico venne utilizzato per un'iscrizione reale risale al regno di Narsete, figlio di Sapore I. È probabile quindi che subito dopo questo accadimento, i Sasanidi adottarono la decisione di imporre il persiano come unica lingua ufficiale all'interno dell'Iran e proibirono l'uso del partico scritto. Ciò ebbe importanti conseguenze per lo zoroastrismo, dato che tutta la letteratura secondaria, incluso lo Zend, andò poi trasposta solo in medio persiano, avendo un profondo impatto nell'orientare lo zoroastrismo verso i dettami statuiti dalla regione di Pars, patria della dinastia regnante.

#### Sviluppi letterari e liturgici
Alcuni studiosi di zoroastrismo come la britannica Mary Boyce ipotizzarono che la yasna, la principale collezione di testi liturgici dell'Avestā, sarebbe stata estesa in epoca sasanide «per accrescerne l'imponenza». Pare che ciò avvenne congiungendo il gāthā Staota Yesnya con la cerimonia dell'haoma. Inoltre, si crede che si reò una nuova cerimonia più lunga nota come Visperad, la quale derivava da una versione estesa della yasna. La Visperad vide la luce allo scopo di accompagnare la celebrazione dei sette giorni festivi stagionali (il Gahambars più il Nawrūz) ed era dedicata ad Ahura Mazdā.
Mentre i primissimi zoroastriani evitavano la scrittura, ritenendola una forma di pratica demoniaca, lo Zend, realizzato in medio persiano, insieme a gran parte della letteratura zoroastriana di secondo piano, fu riportato in forma testuale durante l'era sassanide. Molti di questi testi zoroastriani erano opere originali del periodo sassanide. Probabilmente, la principale tra queste fu il Bundahishn, la mitica storia zoroastriana della Creazione. Altre opere più antiche, alcune risalenti a tempi assai remoti, furono probabilmente tradotte da diverse lingue iraniche in medio persiano durante questo periodo. Ad esempio, due opere, Draxt ī Āsūrīg (Albero assiro) e Ayadgar-i Zareran (Memoriale di Zarer) andarono probabilmente riportate dalle versioni originali in partico.

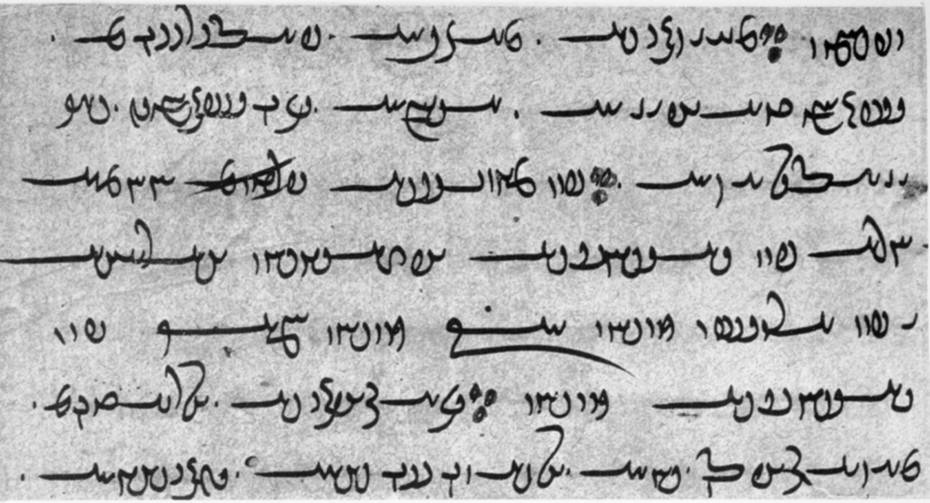
I Sasanidi concepirono un alfabeto fonetico particolarmente accurato per scrivere la sacra Avestā.

Di grande importanza per lo zoroastrismo risultò la creazione dell'alfabeto avestico da parte dei Sasanidi, che permise per la prima volta un'accurata stesura dell'Avestā in forma scritta (compresa nella sua lingua/fonologia originale). L'alfabeto era basato sul pahlavi, ma piuttosto che sull'inadeguatezza di quella scrittura per trasporre il medio persiano parlato, l'alfabeto avestico aveva 46 lettere ed era adatto per traslitterare l'avestico in forma scritta nel modo in cui la lingua effettivamente suonava e veniva pronunciata. I magi persiani furono quindi finalmente in grado di convertire tutti gli antichi testi avestici sopravvissuti in forma scritta.
Come risultato di questo sviluppo, l'Avestā sasanide andò quindi compilata in 21 "nask" (divisioni) affinché corrispondesse alle 21 parole dell'invocazione Ahunavar. I nask andarono ulteriormente divisi in tre gruppi di sette. Il primo gruppo conteneva il Gāthā e tutti i testi ad essi associati, mentre il secondo gruppo conteneva opere di apprendimento scolastico. La sezione finale conteneva trattati di istruzione per i magi, come la raccolta di testi di Vendidad, testi di legge e altre opere, come yasht.
Un importante testo letterario, il Khwaday-Namag ("Libro dei Re"), fu composto in epoca sasanide. Questo testo rappresentò la base del futuro Shāh-Nāmeh di Firdusi. Un altro importante testo zoroastriano del periodo sasanide include il Dadestan-e Menog-e Khrad ("Sentenze dello Spirito di Saggezza").

### Cristianesimo

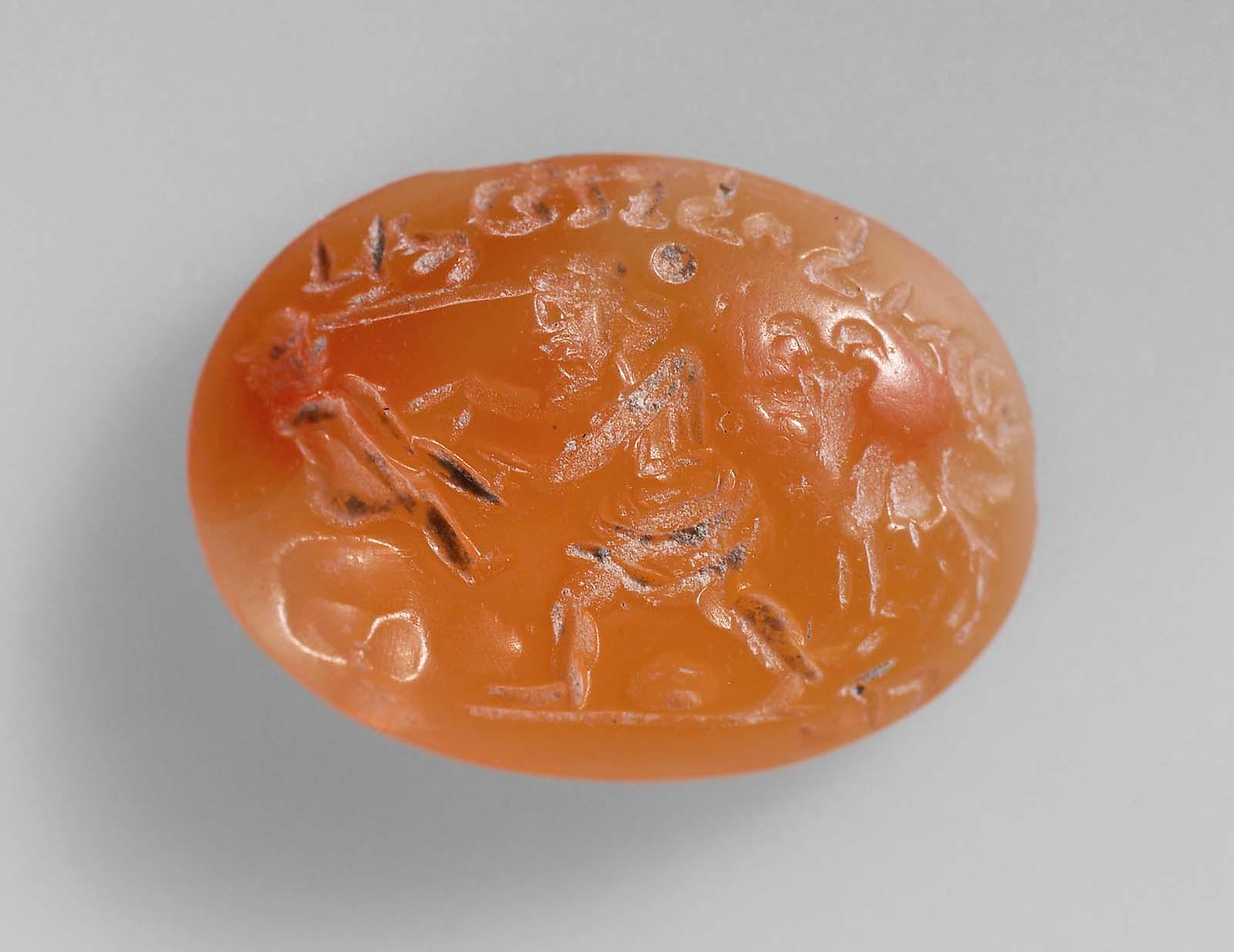
Gemma in corniola di epoca sasanide (IV-V secolo) raffigurante Abramo che avanza verso Isacco con un coltello in mano. Un ariete è raffigurato alla destra di Abramo. L'iscrizione in medio persiano (pahlavi) recita ZNH mwdly l'styny.

I cristiani nell'impero sasanide appartenevano principalmente ai rami del cristianesimo nestoriano (Chiesa d'Oriente) e siriaco (Chiesa siriaca ortodossa). Sebbene queste chiese originariamente avessero mantenuto dei legami con le chiese cristiane nell'impero romano, esse presentavano dei punti di contatto abbastanza scarni. Tra tali elementi divergenti va considerata la lingua sacra delle comunità nestoriane e giacobite, la quale era il siriaco anziché il greco, l'idioma del cristianesimo romano durante i primi secoli e della Chiesa d'Oriente nei secoli successivi. Un altro motivo della separazione tra il cristianesimo orientale e quello occidentale riguardava la forte pressione delle autorità sasanide per interrompere i collegamenti con Roma, poiché l'impero sasanide era spesso in guerra con l'Urbe.
Il cristianesimo fu riconosciuto tramite un editto da Yazdgard I nel 409 come una fede ammessa all'interno dell'impero sasanide.
La principale rottura con il cristianesimo tradizionale avvenne nel 431, perlopiù a causa dei dettami del concilio di Efeso. In quella sede, si scelse di condannare Nestorio, un teologo di origine cilicia e patriarca di Costantinopoli, reo di aver sposato una visione della cristologia in base alla quale Maria, la madre di Gesù, non era considerata "Theotókos" o Madre di Dio. Sebbene le decisioni del concilio di Efeso fossero state accettate all'interno dell'impero romano, la Chiesa sasanide non era d'accordo con la condanna degli insegnamenti di Nestorio. Quando Nestorio fu deposto come patriarca, alcuni dei suoi seguaci trovarono rifugio in territorio sasanide. Gli imperatori persiani sfruttarono questa opportunità per rafforzare la posizione di Nestorio all'interno della chiesa sasanide, che rappresentava la stragrande maggioranza dei cristiani nell'impero persiano prevalentemente zoroastriano, eliminando i più importanti sacerdoti filo-romani in Persia e assicurandosi che le loro cariche passassero ai nestoriani.
La maggior parte dei cristiani nell'impero sasanide viveva all'estremità occidentale dell'impero, prevalentemente in Mesopotamia, ma c'erano anche importanti comunità esistenti nei territori più settentrionali, vale a dire Albania caucasica, Lazica, Iberia e la parte persiana dell'Armenia. Altre importanti comunità si trovavano sull'isola di Tylos (odierno Bahrein), sulla costa meridionale del Golfo Persico e nell'area del regno arabo di Lakhm. Alcune di queste aree furono le prime ad essere cristianizzate; il regno di Armenia divenne il primo Stato cristiano indipendente al mondo nel 301. Sebbene un certo numero di territori assiri fossero stati quasi completamente cristianizzati anche prima durante il III secolo, non divennero mai entità politiche indipendenti.

### Altre religioni
Alcuni dei recenti scavi hanno scoperto i siti religiosi buddisti, indù ed ebrei nel territorio dell'impero. Buddismo e induismo si affiancavano allo zoroastrismo in Battriana e Margiana, nei territori dell'estremo oriente. Una comunità ebraica molto ampia fiorì sotto il dominio sasanide, con i gruppi più prosperi situati a Esfahan, Babilonia e Khorasan, e con il proprio comando semiautonomo rappresentato dall'Esilarcato con sede in Mesopotamia. Le comunità semite subirono soltanto occasionali persecuzioni, potendo godere di una relativa libertà di credo e privilegi negati ad altre minoranze religiose. Sapore I (Shabur Malka in aramaico) si dimostrò particolarmente tollerante nei confronti degli ebrei, perlopiù per via della sua amicizia con il rabbino Samuel. Sapore II, la cui madre era ebrea, intrattenne un'amicizia simile con un rabbino babilonese di nome Rabbah. Il loro rapporto consentì al sovrano di assicurarsi un allentamento delle leggi oppressive emanate contro i semiti nell'impero persiano. Inoltre, nella parte orientale dell'impero, vari luoghi di culto buddisti, in particolare situati a Bamiyan, si diffusero a mano a mano che il buddismo cominciò ad attirare proseliti nella regione.

## Economia

### Risorse

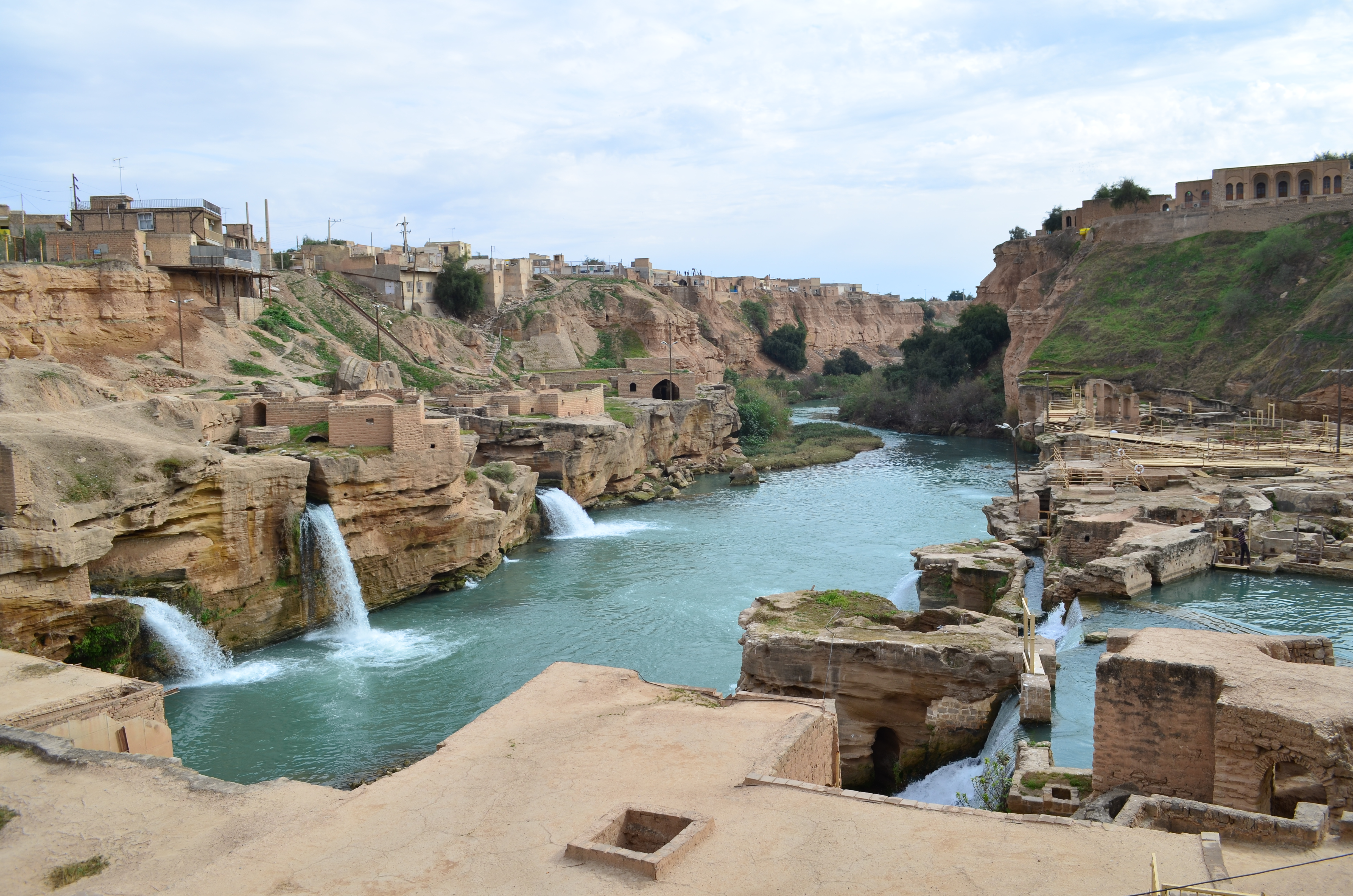
I resti del sistema idraulico di Shushtar, patrimonio mondiale dell'UNESCO.

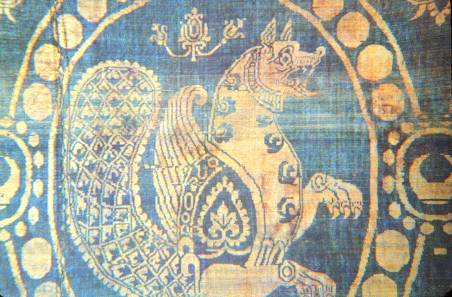
Tessuto sasanide in saia di seta di un simurg in una cornice di perline, VI-VII secolo. Reliquiario di Saint Len, Parigi.

Poiché la maggior parte degli abitanti era di estrazione contadina, l'economia sasanide si basava perlopiù sull'agricoltura e sulla zootecnia, con il Khuzestan e l'Iraq che erano le province maggiormente dedite a tali attività. Il canale Nahrawan, uno dei più grandi esempi di sistemi di irrigazione sasanidi, consentì di irrigare svariate aree dell'Iran, con il sistema che risulta funzionale tuttora. Le montagne dello Stato sasanide fungevano da luogo idoneo a reperire legname, materiale poi regolarmente tassato.
A cavallo tra tarda antichità e basso Medioevo, le due rotte commerciali più importanti erano la famosa via della seta, situata a nord, e un altro percorso, invero meno frequentato, che seguiva la costa meridionale dei domini sasanidi. Le industrie di Susa, Jundishapur e Shushtar erano note per la produzione di seta e rivaleggiavano con le controparti cinesi. I Sasanidi mostrarono grande tolleranza verso gli abitanti delle campagne, consentendogli di fare scorte in caso di carestia.

### Industria

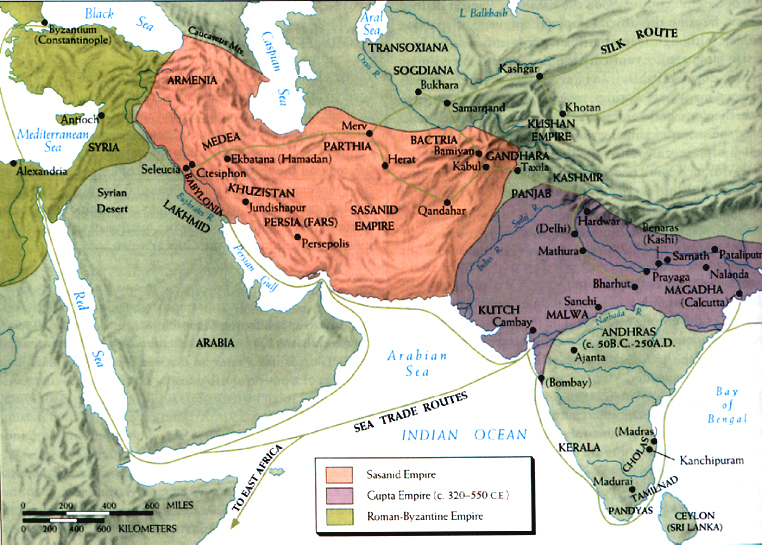
Rotte commerciali marittime in epoca sasanide.

L'industria persiana sotto i Sasanidi si sviluppò sia nei piccoli centri che nelle grandi metropoli. Le gilde prosperarono, perseguendo tra gli altri compiti quello di sollecitare la manutenzione delle strade e dei ponti, invero ben pattugliati dalle sentinelle, ed efficaci collegamenti postali e mercantili da Ctesifonte a tutte le province. La costruzione di porti sul Golfo Persico servì a incrementare i commerci con l'India. I mercanti sasanidi si spostavano in lungo e in largo e soppiantarono gradualmente i romani dalle redditizie rotte commerciali dell'Oceano Indiano. Le recenti scoperte archeologiche hanno rivelato la sorprendente esistenza di una sorta di etichette applicate dai sasanidi sulle proprie merci, al fine di promuovere i loro prodotti e risaltare nei mercati di ogni longitudine.

### Commercio
Cosroe I estese ulteriormente la già vasta rete di scambi, consentendo la costituzione di un vero e proprio monopolio in nell'Oceano Indiano, nell'Asia centrale e nella Russia meridionale con riferimento a prodotti quali i beni di lusso e alcune suppellettili, gareggiando a Occidente con i bizantini. Gli insediamenti realizzati in Oman e Yemen confermano la summenzionata importanza degli scambi con l'India, ma il commercio della seta con la Cina rimase pressoché un'esclusiva dei Sogdiani, vassalli dell'impero.
Le principali esportazioni dei Sasanidi concernevano la seta, tessuti di lana e aurei, tappeti, arazzi, pelle, cuoio e perle del Golfo Persico. C'erano anche merci in transito dalla Cina (carta, seta) e dall'India (spezie), su cui la dogana sasanide imponeva tasse e che venivano riesportate dall'impero in Europa. Non mancavano inoltre tra le esportazioni gioielli, vino e olio, mentre fra le importazioni non si devono dimenticare spezie, drappi, seta, ebano e incenso.
Una certa attenzione si riservò pure al settore della produzione metallurgica, con l'Iran che si guadagnò la reputazione di «armeria dell'Asia». Il grosso dei centri minerari sasanidi erano ai margini dell'Impero, ovvero in Armenia, nel Caucaso e, soprattutto, in Transoxiana. La straordinaria ricchezza mineraria dei Monti del Pamir all'orizzonte orientale dell'impero sasanide diede vita a una leggenda diffusasi tra i tagiki, un popolo iranico che vive lì, che viene tramandata ancora oggi. La storia riferisce che, mentre Dio stava creando il mondo, egli inciampò nel Pamir, lasciando cadere la sua giara di minerali che poi si sparsero per tutta la regione.

## Cultura

### Arte

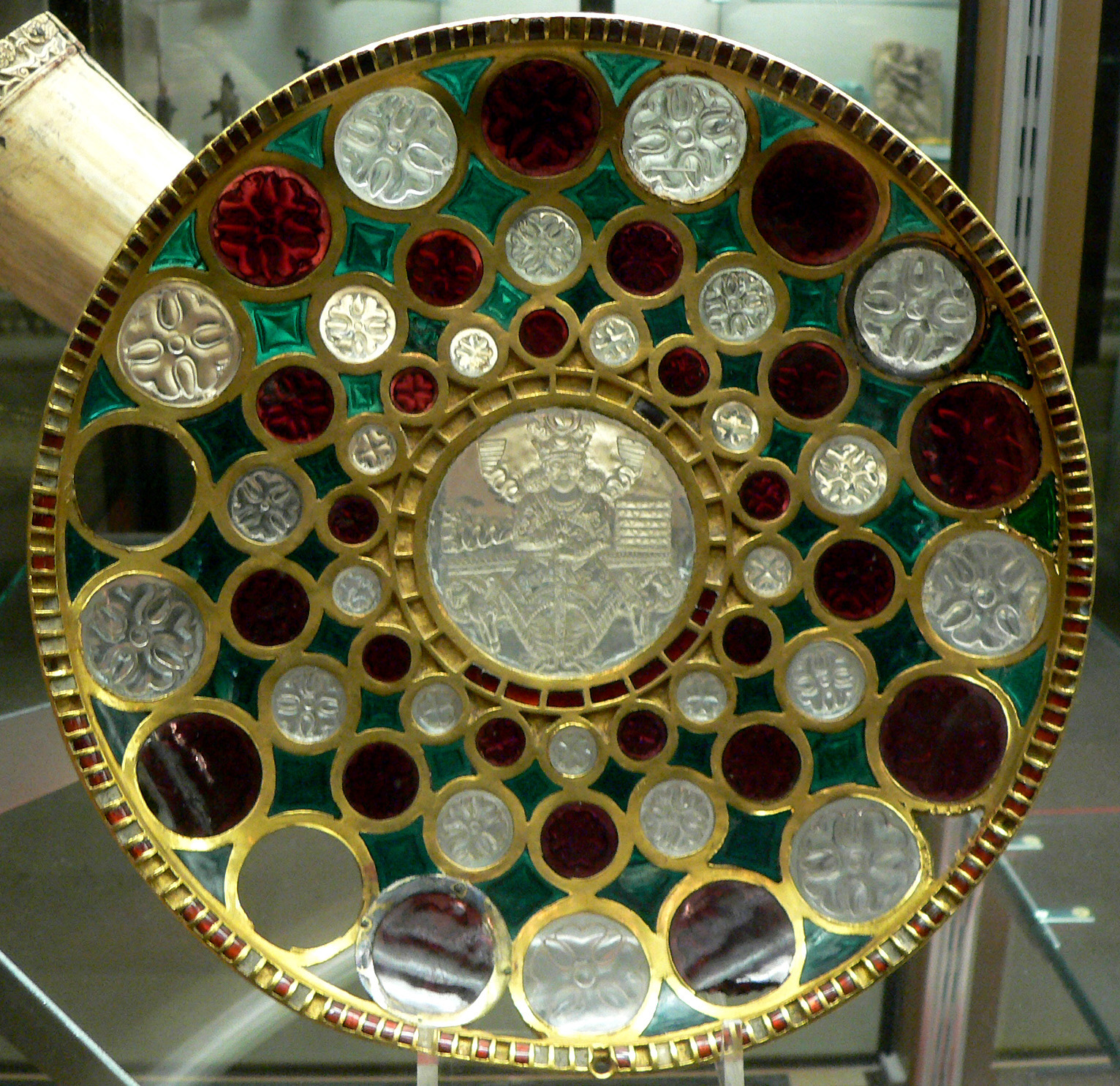
Il cosiddetto "Coupe de Chosroès", metallo e pietre dure semipreziose. L'immagine al centro raffigura Cosroe I

In termini artistici, la parentesi sasanide coincise con uno degli archi temporali durante i quali la civiltà iraniana poté maggiormente fiorire. Gran parte di quella che in seguito divenne nota come cultura musulmana, inclusa l'architettura e la scrittura, attingevano in origine al mondo persiano. Al suo apice, l'impero sasanide si estendeva dall'Anatolia occidentale all'India nord-occidentale (l'attuale Pakistan), ma la sua influenza si faceva sentire ben oltre questi confini politici. I motivi sasanidi fecero breccia nell'arte dell'Asia centrale e della Cina, dell'impero bizantino e persino della Merovingia, in Francia. L'arte islamica, tuttavia, vero erede dell'arte sasanide, conservò sì alcuni concetti del passato cercando però al contempo di proporre dei canoni nuovi, che sopprimessero quelli vecchi. Secondo Will Durant:
Le opere sasanidi a Taq-e Bostan e Naqsh-e Rostam presentano vari colori, allo stesso modo degli edifici riportati alla luce dagli archeologi, malgrado di tale pittura rimangono solo tracce. Le fonti coeve confermano che l'arte pittorica fiorì in epoca sasanide, tanto che si ipotizza che il profeta Mani abbia fondato una sua scuola. Firdusi parlava dei magnati persiani che adornavano le loro dimore con immagini di eroi iraniani, mentre il poeta al-Buhturi descriveva gli affreschi nel palazzo di Ctesifonte. Alla morte di un re sasanide, il miglior pittore dell'epoca veniva chiamato per realizzare un ritratto che sarebbe poi confluito in una collezione conservata nel tesoro reale.

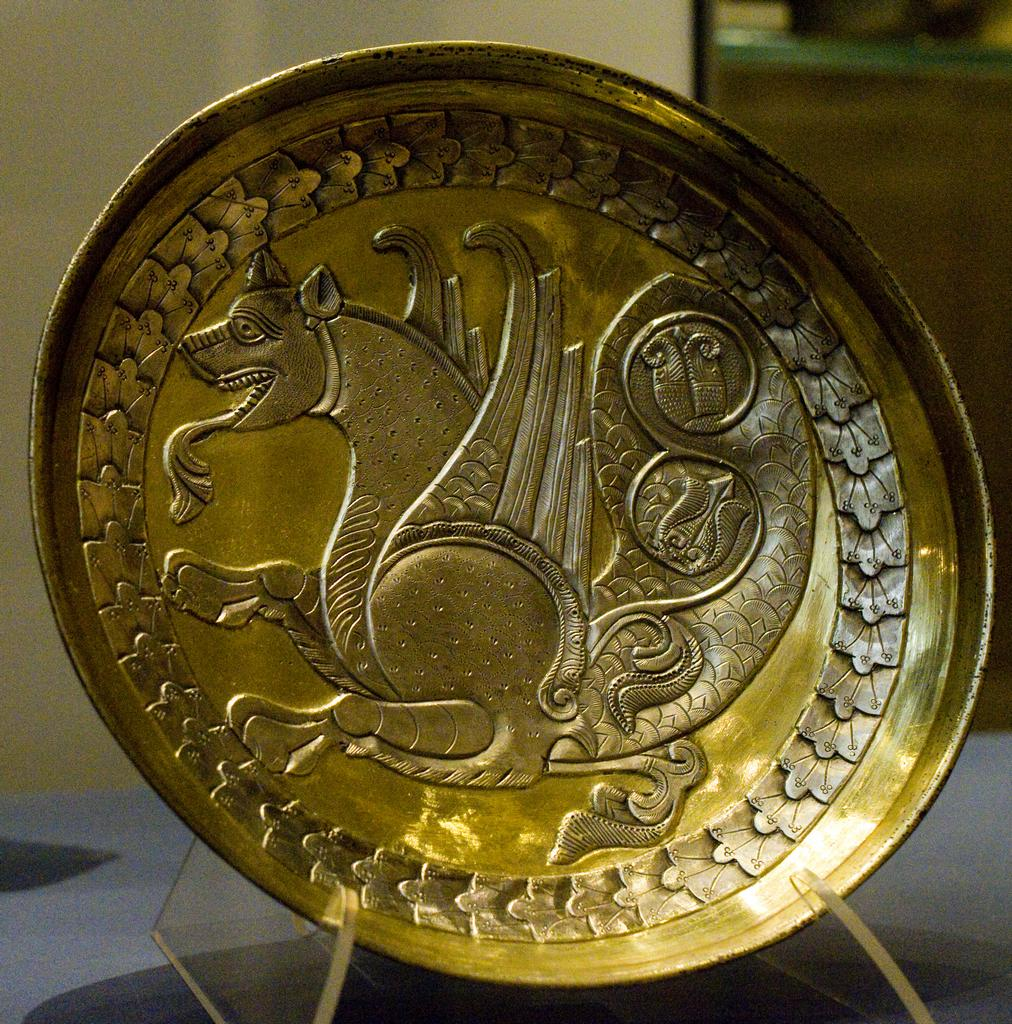
Un piatto d'argento sasanide che ritrae un simurg. La creatura mitologica venne impiegata come emblema reale nel periodo sasanide.

Pittura, scultura, ceramica e altre forme di decorazione condividevano i loro disegni con l'arte tessile sasanide. I prodotti in seta, i ricami, i broccati, i damaschi, gli arazzi, gli accessori per le sedie, i baldacchini, le tende e i tappeti venivano realizzati con pazienza e abilità certosina e andavano tinti con vivide tonalità di giallo, blu e verde. Ogni persiano, tranne i contadini e i sacerdoti, aspirava a indossare gli abiti tipici del ceto sociale superiore a quello a cui apparteneva, con i membri della corte che solitamente calzavano vesti assai eleganti. I grandi tappeti colorati si rivelarono una costante presente nei mercati dell'Oriente dall'inizio alla fine dell'epoca sasanide, sulla scia dell'antichissima tradizione nata in Assiria. I circa 25 tessuti sasanidi sopravvissuti risultano particolarmente apprezzati sia dagli studiosi che dagli esperti del settore. Già nel momento in cui furono realizzato, i tessuti sasanidi godevano di grande ammirazione e venivano imitati dall'Egitto all'Estremo Oriente; durante il Medioevo, si soleva adoperarli nel mondo cristiano per rivestire le reliquie dei santi. Quando Eraclio I espugnò il palazzo di Cosroe II a Dastagird, i ricami delicati e un immenso tappeto confluirono nel bottino riportato in territorio bizantino. Particolarmente famoso era il "Tappeto d'Inverno" di Cosroe I, noto anche come "Primavera di Cosroe" (o "Tappeto primaverile": قالى بهارستان) di Cosroe I, sul quale erano dipinte delle scene primaverili ed estive allo scopo di rendere meno gravoso il trascorrere dell'inverno per il sovrano. Sul tappeto, i fiori e i frutti realizzati con rubini e diamanti intessuti crescevano accanto a viali d'argento e ruscelli di perle incastonati su un fondale d'oro. Hārūn al-Rashīd si vantava di un ampio tappeto sasanide riccamente tempestato di gioielli. I Persiani solevano altresì scritto poesie d'amore sui loro tappeti.
Gli studi sui resti sasanidi hanno ricostruito oltre 100 tipi di corone indossate dai sovrani sasanidi. Le varie corone testimoniano la situazione culturale, economica, sociale e storica di ogni periodo, rimarcando inoltre le preferenze di ogni re nell'epoca in cui esercitò il suo dominio. Tra i diversi simboli e segni rintracciabili si individuano sovente la luna, le stelle, l'aquila e la palma, con ciascuno di essi che espone la fede e le credenze religiose di chi indossava il copricapo reale.
La dinastia sasanide, come quella achemenide, era originaria della provincia di Pars. Esclusi l'intermezzo ellenistico e l'epoca dei Parti, i Sasanidi si ritenevano successori degli Achemenidi e credevano che fossero destinati a ripristinare la grandezza della Persia. Nel tentativo di riportare in vita il glorioso passato, i regnanti non si limitarono a compiere delle semplici imitazioni delle opere che furono, ma cercarono di incoraggiare un'arte che dimostrasse un grande carattere e degli aspetti unici, anticipando per certi versi i tratti salienti dell'arte islamica. L'arte sasanide combinava elementi tradizionali persiani con caratteristiche e influenze ellenistiche. Fu la conquista della Persia da parte di Alessandro Magno ad aver inaugurato la diffusione dell'arte ellenistica nell'Asia occidentale. Sebbene l'Oriente avesse accettato i canoni estetici di quest'arte, non ne assimilò mai realmente lo spirito. Già durante la parentesi dei Parti, l'arte ellenistica veniva interpretata liberamente dai popoli del Vicino Oriente. Per tutto il dominio sasanide, si inaugurarono spesso stili che si proponevano come innovatori e allo stesso tempo custodi delle forme e degli atavici usi della Persia, che nel periodo islamico raggiunsero le sponde del Mediterraneo. Secondo James Fergusson:

### Architettura

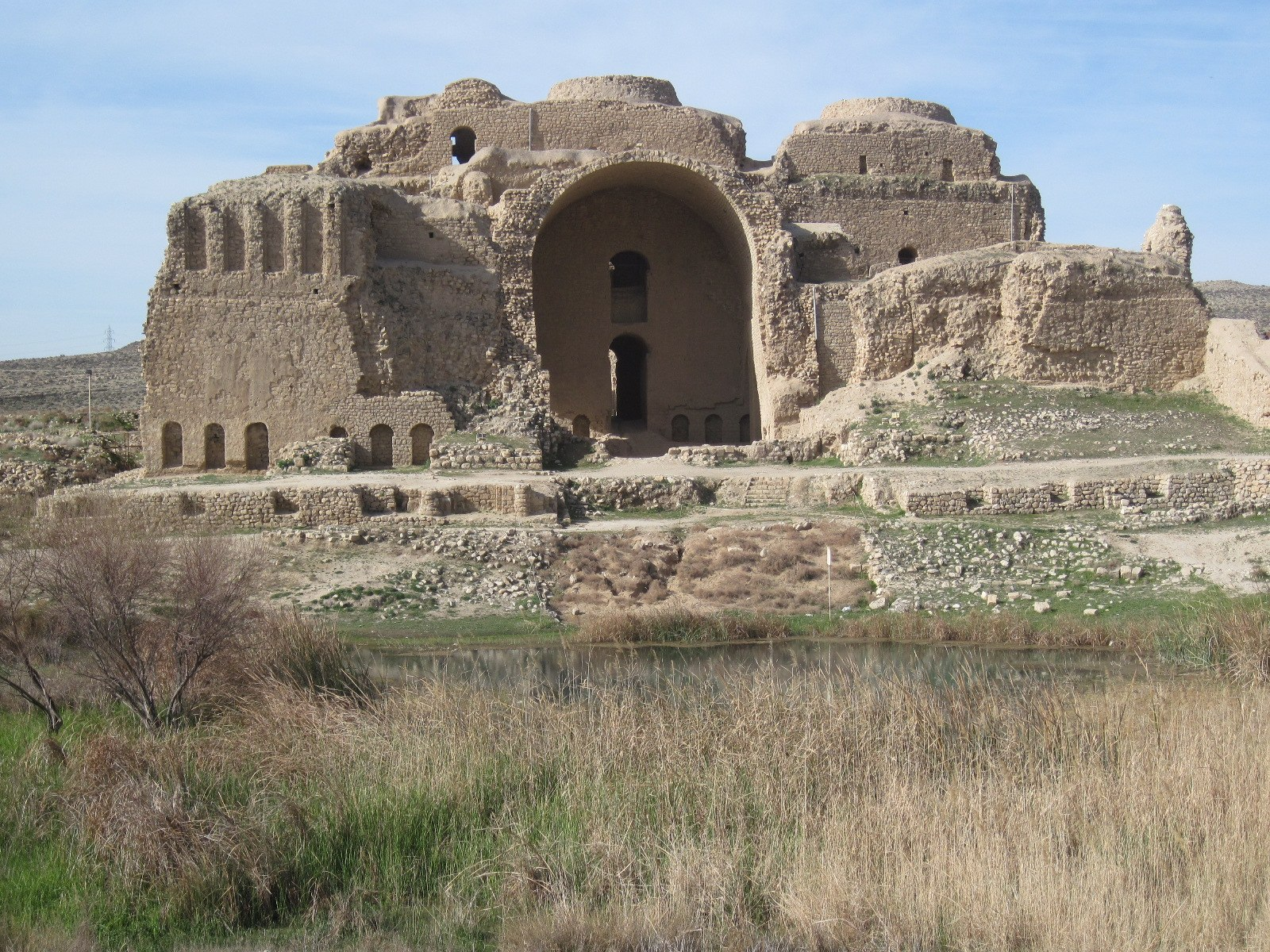
Il palazzo di Ardashir, situato 2 km a est di Firuzabad.

I palazzi sopravvissuti consentono di ammirare il mondo agiato in cui vivevano i monarchi sasanidi. Gli esempi includono i palazzi di Firuzabad e Bishapur nel Fars e la capitale Ctesifonte nella provincia di Asuristan (nell'odierno Iraq). Oltre alle tradizioni locali, l'architettura dei Parti influenzò le caratteristiche architettoniche sasanide. Le volte a botte introdotte nel periodo dei Parti note come iwan si diffusero in maniera esponenziale durante la parentesi sasanide, specie a Ctesifonte. Alcuni di essi risultano particolarmente ampi, con l'arco della grande sala a volta, attribuita al regno di Sapore I (241-272), che ha una campata di oltre 24 m e un'altezza di 36 m. Questa magnifica struttura affascinò innumerevoli architetti dei secoli successivi e andò considerata uno dei principali esempi di architettura persiana. Molti dei palazzi contengono una sala delle udienze interna costituita, come a Firuzabad, da una camera sormontata da una cupola. I persiani risolsero il problema della costruzione di una cupola circolare su un edificio quadrato impiegando dei pennacchi, o archi costruiti attraverso ogni angolo della pianta, convertendola così in un ottagono su cui è semplice collocare una cupola. La camera a cupola nel palazzo di Firuzabad è il primo esempio sopravvissuto dell'impiego di un pennacchio, circostanza che lascia suggerire che questa tecnica architettonica venne forse inventata in Persia.
La caratteristica unica dell'architettura sasanide risultava l'uso particolare dello spazio. L'architetto sasanide concepì il suo edificio in termini di masse e superfici; da qui l'uso di massicce murature di mattoni decorati con stucchi modanati o intagliati. Le decorazioni murali in stucco sono osservabili a Bishapur, ma esempi migliori si trovano a Chaleh Tarkhan, vicino a Rey (epoca tardo sasanide o inizio di quella islamica), e da Ctesifonte e Kish, in Mesopotamia. I pannelli mostrano figure di animali incastonate in tondi, busti umani e motivi geometrici e floreali.
A Bishapur, alcuni dei pavimenti erano decorati con dei mosaici che mostravano scene di banchetti. L'influenza romana è qui chiara e i mosaici potrebbero essere stati realizzati da prigionieri romani. Gli edifici vennero decorati con pitture murali, con gli esempi principali rinvenibili sul monte Khajeh, nel Sistan.

### Istruzione

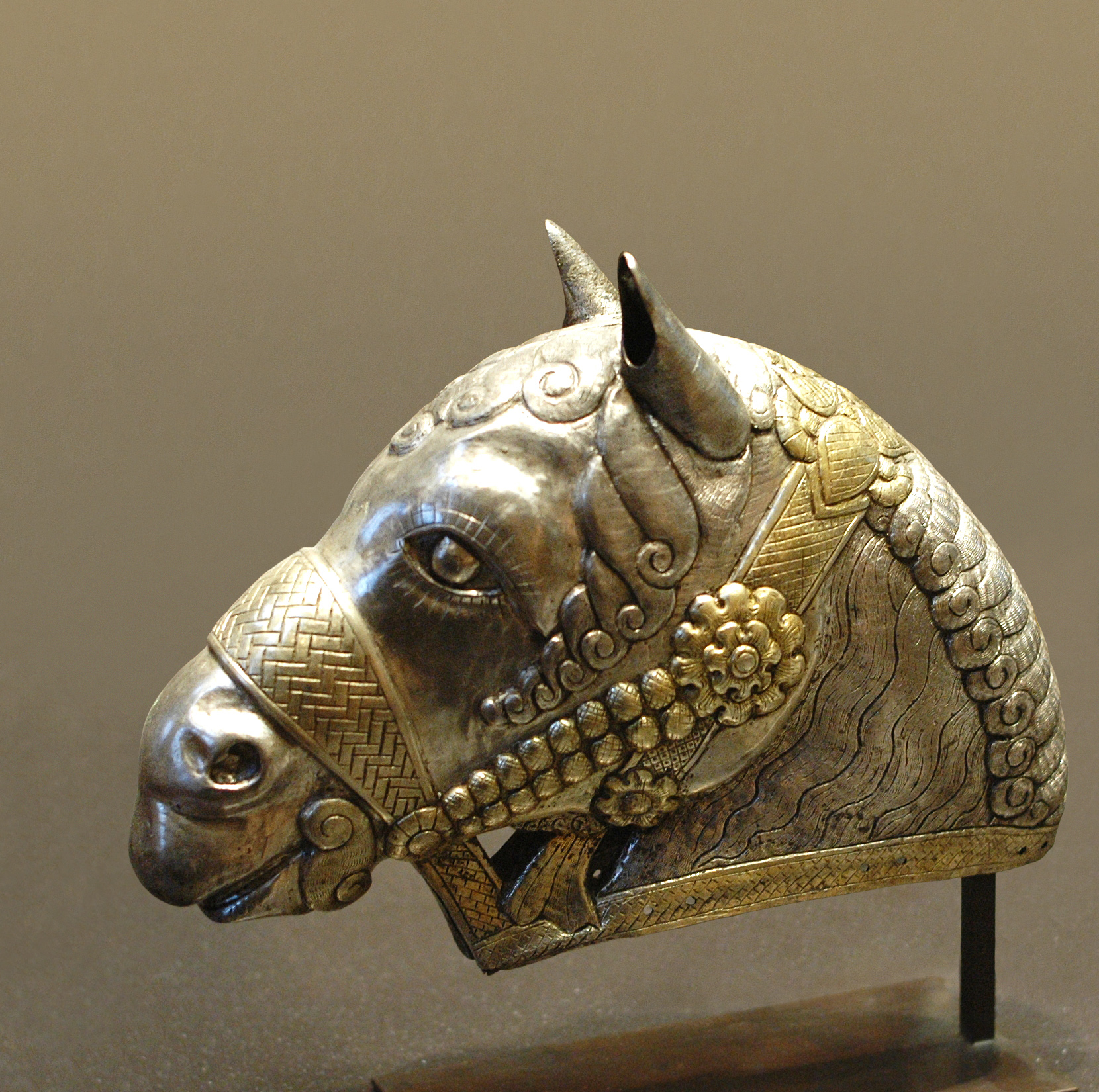
Testa di cavallo di epoca sasanide in argento dorato trovata a Kerman, Iran.

I re sasanidi si preoccuparono a più riprese di patrocinare i letterati e i filosofi, oltre che, più in generale, le attività culturali. I tre poli d'istruzione principali avevano sede a Ctesifonte, a Gundishapur e a Resaina. Quello situato nella capitale, conosciuto come Grande Scuola, consentiva all'inizio a un massimo di 50 studenti di accedervi, ma in meno di un secolo l'iscrizione si estese a oltre 30.000 persone.
Sotto Cosroe I, la sopraccitata Accademia di Gundishapur, fondata nel V secolo, divenne «il maggiore centro intellettuale dell'epoca», attirando studenti e insegnanti da ogni parte del mondo conosciuto. I cristiani nestoriani furono accettati nell'est e portarono con sé traduzioni siriache di opere greche di medicina e filosofia. La tradizione medica di India, Persia, Siria e Grecia si mescolò in quel polo culturale dando vita a un crogiolo intriso delle conoscenze acquisite dalle varie civiltà.

### Letteratura
La passione per la letteratura di Cosroe I lo stimolò a ordinare la traduzione in pahlavi delle opere di Platone e Aristotele, delle quali ne impose inoltre l'insegnamento presso l'Accademia di Gundishapur e ne prese visione lui stesso. Durante il suo dominio, furono compilati molti annali storici, di cui l'unico sopravvissuto è il Kar-Namag i Ardashir i Pabagan ("Le Gesta di Ardashir"), un lavoro che coniuga storia e romanticismo e che funse da spunto per l'epopea nazionale iraniana, lo Shāh-Nāmeh. Quando Giustiniano I chiuse le scuole di Atene, sette dei loro insegnanti si recarono in Persia e trovarono rifugio alla corte di Cosroe. Nel suo trattato del 533 stipulato con Giustiniano, il re sasanide stabiliva che i saggi greci dovevano poter tornare ed essere liberi dalla persecuzione.

## Lascito
L'influenza del mondo sasanide si trascinò a lungo dopo la sua caduta. L'impero, sotto la guida di diversi abili regnanti prima della sua eclissi, aveva dato vita a un rinascimento persiano che sarebbe diventato trainante per la civiltà islamica. Nel moderno Iran e nelle regioni della Grande Persia, il periodo sasanide viene considerato uno dei punti più alti raggiunto dalla civiltà iraniana.

### In Europa

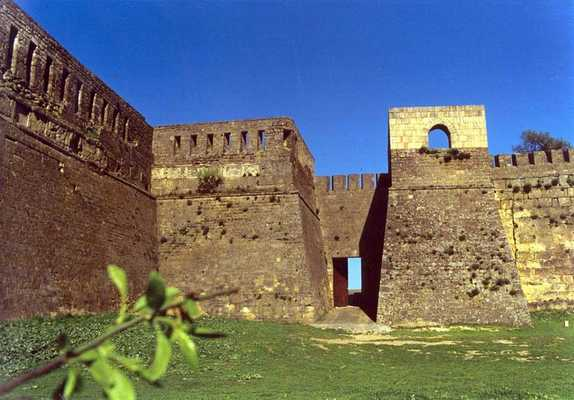
Una fortezza sasanide in Derbent, in Russia (le porte di Alessandro).

La cultura e la struttura militare sasanide ebbero un'influenza significativa sulla civiltà romana. La struttura e il carattere dell'esercito romano furono influenzati dai metodi di guerra persiani. In una forma modificata, l'autocrazia imperiale romana emulò le cerimonie reali della corte sasanide a Ctesifonte, e queste a loro volta hanno avuto un'influenza sulle tradizioni cerimoniali delle corti dell'Europa medievale e moderna. L'origine delle formalità della diplomazia europea è attribuita alle relazioni diplomatiche tra i governi persiani e l'impero romano.

### Nella storia ebraica
Sono molteplici gli sviluppi associati all'impero sasanide nella storia ebraica. Il Talmud babilonese fu composto tra il III e il VI secolo nella Persia sasanide, mentre in Sura e Pumbedita furono fondate le principali accademie ebraiche di apprendimento, che divennero pietre miliari dell'accademia talmudica di Babilonia. Diversi membri della famiglia imperiale come Ifra Hormizd la regina madre di Sapore II e la regina Shushandukht, la moglie ebrea di Yazdgard I, contribuì in modo significativo alle strette relazioni tra i semiti dell'impero e il governo di Ctesifonte.

### In India

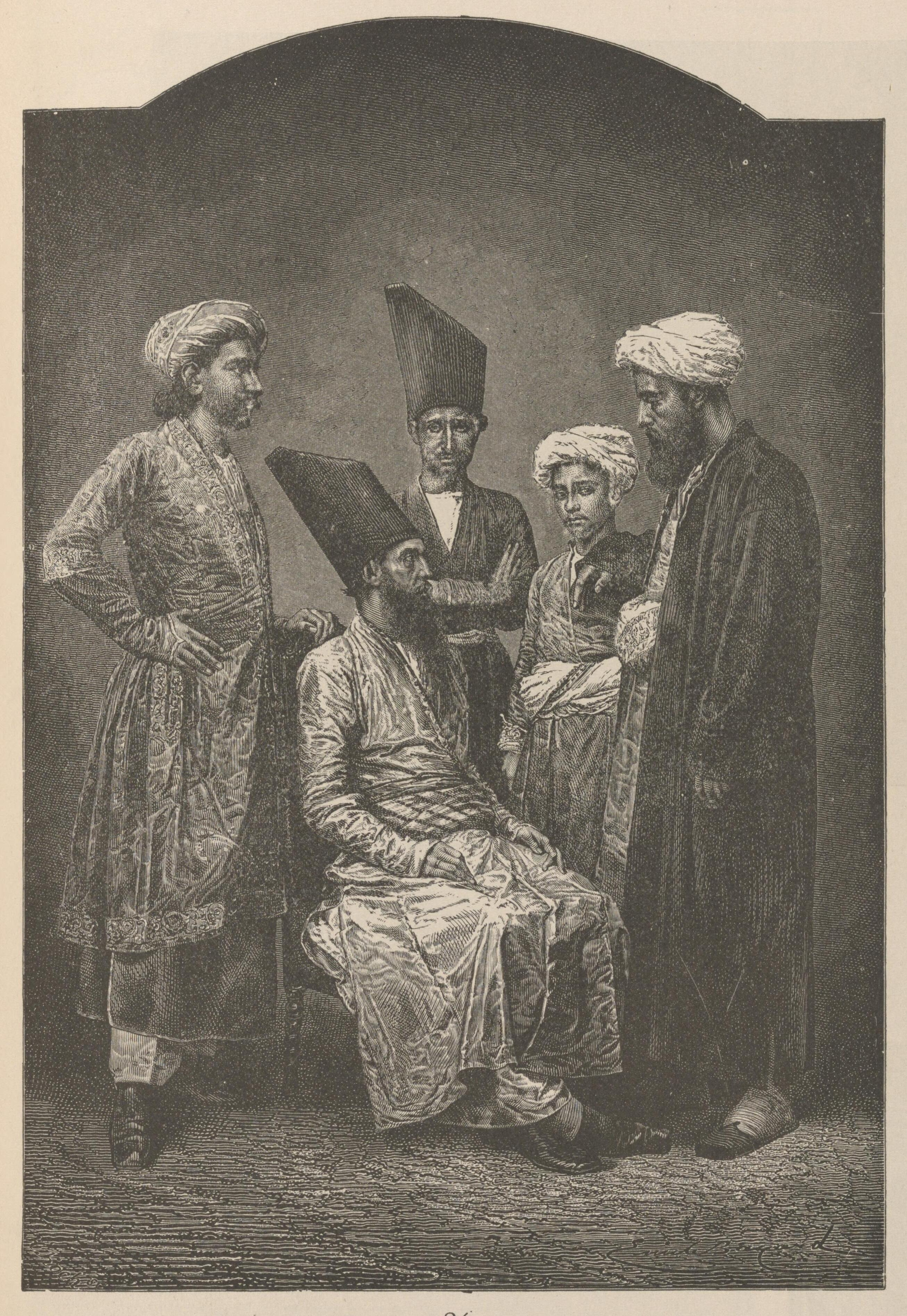
"Parsi di Bombay" su un'incisione su legno, 1873 circa.

Il crollo dell'impero sasanide portò l'islam a soppiantare lentamente lo zoroastrismo come religione principale dell'Iran. Un gran numero di zoroastriani scelse di emigrare per sfuggire alla persecuzione islamica. Secondo il Qissa-i Sanjan, un gruppo di quei rifugiati sbarcò nell'attuale Gujarat, dove fu loro concessa una maggiore libertà di osservare le loro antiche usanze e di preservare la loro fede. I discendenti di quegli zoroastriani avrebbero svolto un ruolo piccolo ma significativo nello sviluppo dell'India. Attualmente si contano oltre 70.000 zoroastriani in India, malgrado il loro numero sia in declino.
Gli zoroastriani impiegano ancora una variante del calendario religioso istituito sotto i Sasanidi. Quel calendario segna ancora il numero di anni dall'adesione di Yazdgard III, proprio come avvenne nel 632.